# Glosar de termeni militari

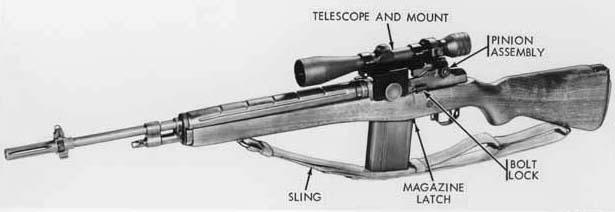
Părțile componente ale unei puști cu lunetă

Prezentul glosar conține termeni din domeniul militar, al armelor, al acțiunilor de război, al instituțiilor militare și polițienești și al protecției civile. 
| Cuprins |
| Ab - Al • Am - Ap • Ar - Az • Ba - Be • Bi - Bz • Ca - Cb • Ce - Co • Cr - Cz • Da - De • Di - Dz • E • F • G • H • I • J • K • L • M • N • O • Pa - Po • Pr - Pz • Q • Ra - Rb • Re - Rz • Sa - Se • Sf - Sr • St - Sz • Ta - To • Tr - Tz • U • V • Y • Z |
| Vezi și • Bibliografie • Legături externe |

## A

### Ab - Al
- abatere – depărtarea dintre punctul de spargere al unui proiectil și obiectiv.[necesită citare]
- abatiză - dispozitiv de apărare (baraj) făcut din copaci tăiați și culcați cu vârful spre inamic sau din crengi înfipte în pământ.
- „Able Archer” - denumirea unui antrenament militar NATO din noiembrie 1983.
- abordaj - metodă de luptă prin care navele lipsite de artilerie erau manevrate astfel încât să ajungă bord la bord, pentru a permite lupta corp la corp între echipaje.[necesită citare]
- absență nemotivată - infracțiune contra ordinii și disciplinei militare care constă în lipsa nejustificată a militarului de la unitate sau serviciu.[necesită citare]
- Abwehr - serviciu de informații și contrainformații al armatei Germaniei naziste, ce funcționa pe lîngă Marele Stat Major german.
- abuz de autoritate - depășirea drepturilor și atribuțiilor conferite de gradul militar sau de funcție.[necesită citare]
- academie militară – instituție de învățământ militar superior și centru de activitate științifică militară.[necesită citare]
- acoperire:

- neregularități ale terenului care împiedică observarea terestră sau aeriană;
- protecția trupelor și obiectivelor împotriva loviturilor inamicului;
- acțiune de luptă prin care se asigură siguranța trupelor care se mobilizează și se concentrează.
- numărul de alice dintr-un cartuș care lovesc de la distanța de 35 m într-o țintă cu diametrul de 75 cm.
- acoperire aeriană - misiune executată în special de aviația de vânătoare în vederea interzicerii pătrunderii mijloacelor de atac aerian ale inamicului la obiectivele apărate sau în raioanele acțiunilor de luptă ale altor categorii de aviație.
- acoperirea spațiului terestru, aerian și maritim al țării - ansamblul de acțiuni militare, cu rol de siguranță strategică, desfășurate simultan sau succesiv de către marile unități ale tuturor categoriilor de forțe ale armatei și de celelalte forțe ale sistemului național de apărare pe frontiera de stat și în adâncimea teritoriului național.

- activare:[necesită citare]

- reintrare în cadrele active ale armatei, ale serviciilor secrete;
- amorsare a unui sistem tehnic, mecanism, bombă etc.
- acuplat - (despre proiectile de artilerie) la care tubul-cartuș și încărcătura de pulbere formează un tot unitar cu proiectilul.[necesită citare]
- acțiune de luptă – acțiune dusă în scopul nimicirii inamicului și menținerii terenului propriu.[necesită citare]
- acțiune demonstrativă - atac demonstrativ de forțe pe un fond de luptă, efectuat cu scopul inducerii în eroare a inamicului.[necesită citare]
- adamsită - substanță toxică de luptă, iritantă, care conține arsenic și care irită sever plămânii, nasul și ochii, provocînd strănut, greață și vărsături.[necesită citare]
- adăpost – construcție care servește pentru protecția trupelor, a tehnicii de luptă sau a populației împotriva acțiunii inamicului, intemperiilor sau altor pericole.[necesită citare]

- adăpost antiaerian - loc special amenajat în care se refugiază populația în cazul unui atac aerian; sinonim: refugiu antiaerian.

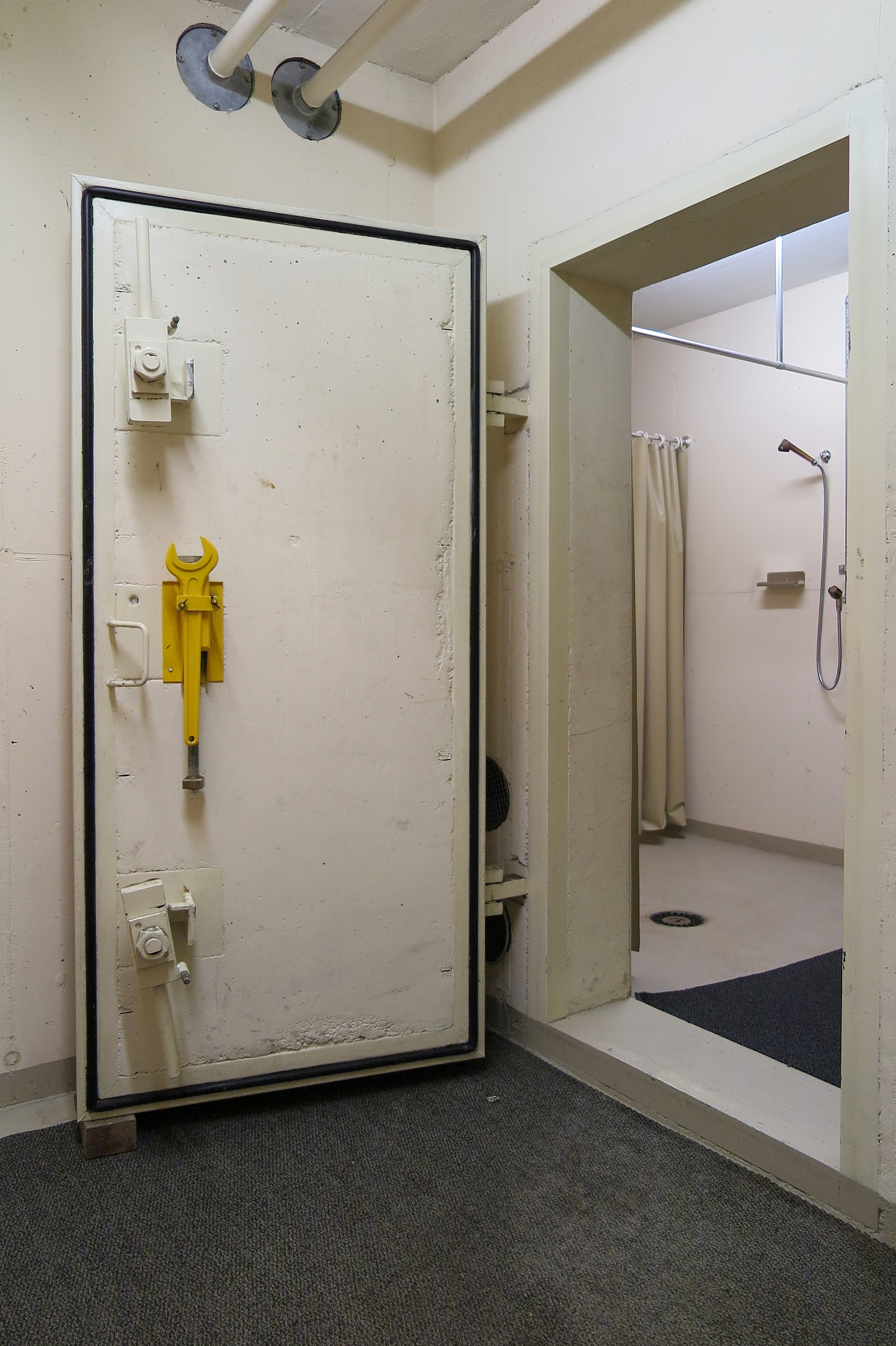
Adăpost antiatomic în Elveția

- adăpost antiatomic - lucrare de fortificație care servește la protecția contra exploziilor nucleare, a substanțelor radioactive, a radiației penetrante și a infectării radioactive.
- adăpost antichimic - lucrare de fortificație care servește la protecția contra acțiunii dăunătoare a substanțelor chimice toxice.
- adăpost civil - structură sau loc special amenajat pentru a oferi protecție civililor în caz de atacuri aeriene (adăpost antiaerian) sau alte situații de urgență.

- adăpostire – neregularitate a terenului sau lucrare ușoară de amenajare a acestuia, care protejează trupele împotriva vederii inamicului.[necesită citare]
- adâncime strategică - concept care se referă la distanța și spațiul disponibil între frontul unui conflict și centrele critice ale unui stat, cum ar fi capitalele, bazele militare, infrastructura industrială sau resursele esențiale.[necesită citare]
- adjutant:[necesită citare]

– ofițer care îndeplinește, pe lângă un comandant, atribuții similare funcției de secretar; aghiotant;
- ofițer care face parte dintr-un stat-major;
- cel mai mare grad de subofițer; persoană care are acest grad.
- administrație militară:[necesită citare]

- parte a științei militare și a armatei care se ocupă cu organizarea, întreținerea și mobilizarea forțelor armate și logistica trupelor;
- conducere, de către autorități militare, a unui teritoriu ocupat în urma unui război.
- aerodesant - vezi: desant aerian.
- aeromobil - (despre trupe, materiale etc) apt pentru a fi transportat pe calea aerului.[necesită citare]
- aeropurtat - (despre trupe și mijloace de luptă) care se transportă pe calea aerului.[necesită citare]
- aerostier - soldat din serviciul unei aerostații militare.[necesită citare]

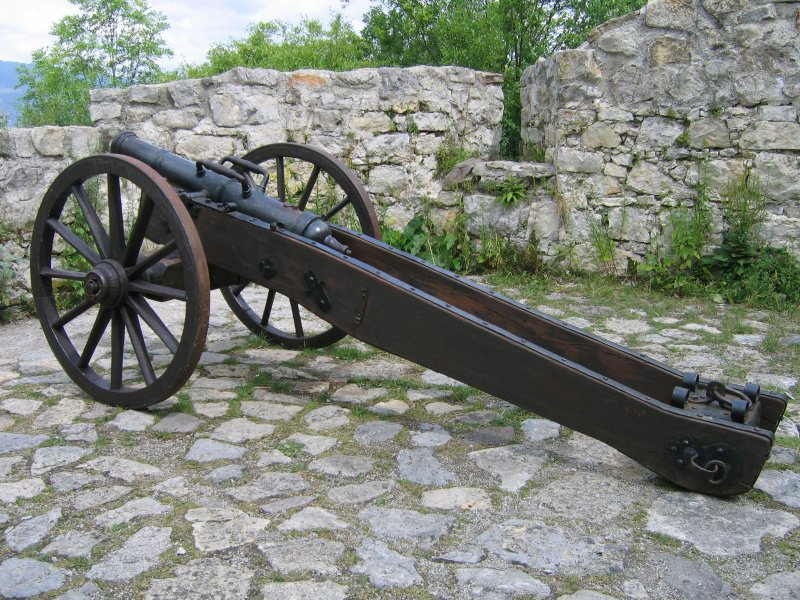
Tun fixat pe afet

- afet – suport mobil pe care se fixează țeava unor arme de foc grele (tun, mitralieră, aruncător), permițând orientarea, ochirea și tragerea.
- agent de legătură - agent care ține un contact permanent între două unități militare, între două grupuri de comandă etc.[necesită citare]
- agent de transmisiuni – militar care transmite ordine sau rapoarte de la un comandant la altul (vezi și ofițer de legătură).[necesită citare]
- agent dublu - persoană care se preface că spionează o organizație-țintă în numele unei organizații controlatoare, dar de fapt agentul este loial organizației-țintă.
- agent în adormire - spion care este plasat într-o zonă fără a i se da o misiune, urmând a fi activat atunci când serviciul secret are nevoie de acesta.
- agent triplu - persoană care se preface că este un agent dublu pentru organizația-țintă, dar de fapt în tot acest timp este loial organizației controlatoare.[necesită citare]
- aghiotant - ofițer sau subofițer atașat pe lîngă un comandant militar, îndeplinind atribuții similare unui secretar; adjutant.[necesită citare]
- agresiune armată:

- atacul neprovocat al unui stat împotriva altui stat cu folosirea forței armate în scopul de a-i cotropi teritoriile, a-i suprima independența;
- folosirea forței de către un stat împotriva suveranității, integrității teritoriale sau independenței politice a altui stat, ori în orice mod incompatibil cu Carta Națiunilor Unite.
- agresiune ideologică – formă a agresiunii care încurajează propaganda de război, de idei extremiste sau în favoarea folosirii unor arme cu distrugere în masă.[necesită citare]
- agresor – stat care comite o agresiune.[necesită citare]
- Air-Sol Moyenne Portée - rachetă aer-sol franceză cu rază medie de acțiune, cu cap de luptă nuclear.
- AK-47 - pușcă de asalt creată de Mihail Kalașnikov și folosită în timpul Războiului Rece ca armă standard de armatele statelor din Blocul Estic și ale țărilor aliate.
- AK-74 - armă de asalt creată în anii 1970 ca o îmbunătățire a AKM.
- AKM - armă de asalt, creată în anii 1950 de către Mihail Kalașnikov ca o îmbunătățire a AK-47.
- alarmă:[necesită citare]

- înștiințarea trupelor sau a populației despre un pericol apropiat și poate fi: aeriană, atomică, chimică, de luptă etc.;
- semnal prin care se anunță asemenea primejdie sau prin care se face chemarea la arme.
- alarmă aeriană - alarmă prin care se anunță un atac aerian inamic.[necesită citare]
- alianță militară - înțelegere politică sau militară de durată între două sau mai multe state, stipulată în acorduri sau tratate, prin care se decid să-și acorde asistență politică și militară reciprocă; sinonim: lagăr militar.
- aliniament – linie de teren care servește la indicarea misiunilor de luptă, caracterizată prin detalii și neregularități ale terenului.[necesită citare]
- altitelemetrie - determinare a înălțimii de zbor a țintelor aeriene, necesară în tragerile aeriene.[necesită citare]
- al Treilea Război Mondial - noțiune care desemnează un eventual război global, care ar urma să fie purtat la scară globală și care ar avea loc ca o continuare a celui de-al Doilea Război Mondial.
- alunecător - (la armele de foc) plăcuță de oțel pe care glisează înălțătorul pentru reglarea unghiului de tragere.[necesită citare]

### Am - Ap
- ambrazură – deschizătură în peretele unei fortificații, prin care se execută trageri cu tunul, obuzierul, mitraliera.

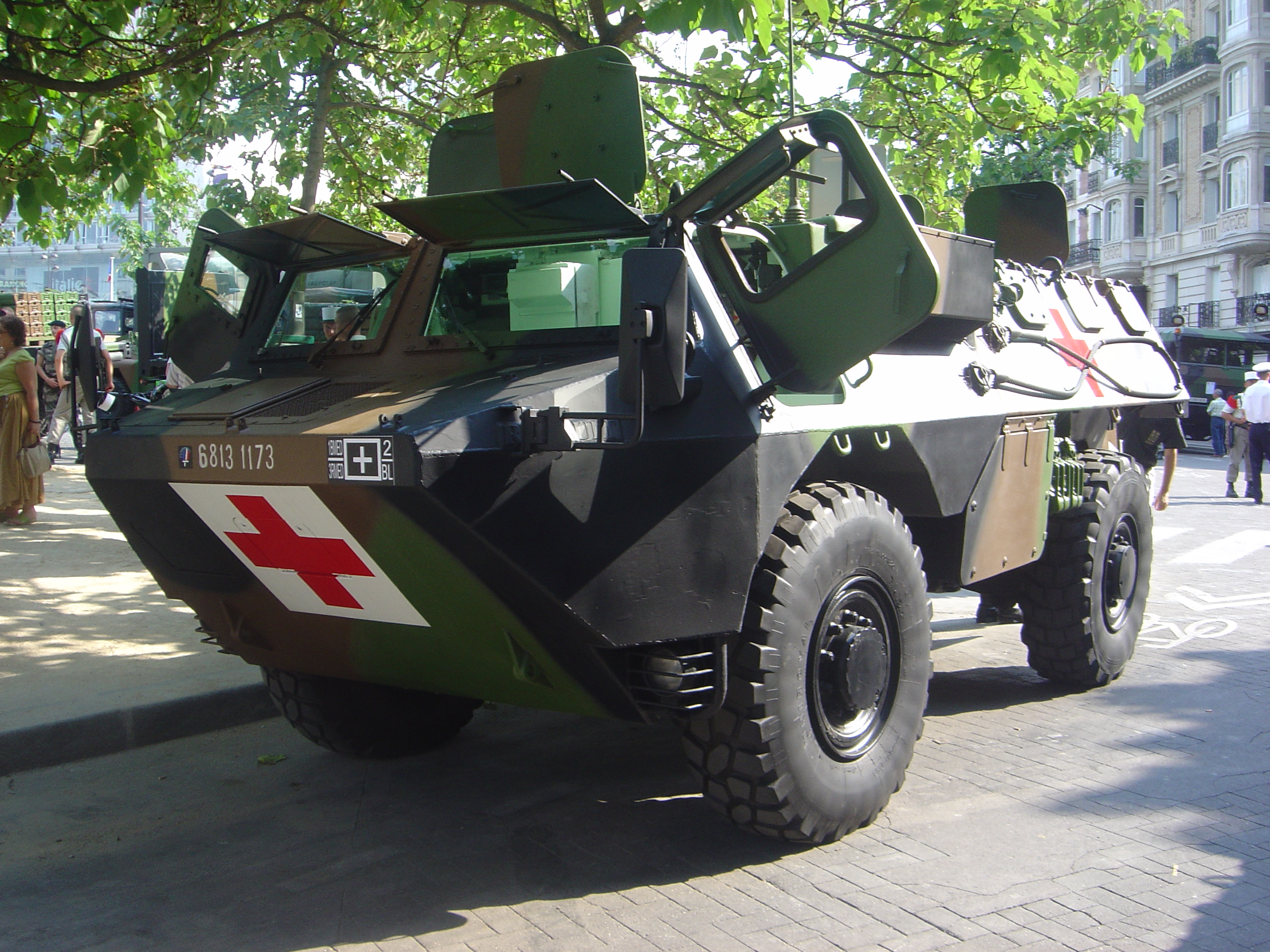
Ambulanță militară franceză

- ambulanță – spital mobil în spatele frontului, care dă primul ajutor răniților.
- ambuscadă – intervenție mascată pe căile cele mai probabile de acțiune ale inamicului, în scopul atacării acestuia prin surprindere.
- ambuscat - (militar) scutit de instrucție și de front fără motive serioase.[necesită citare]
- amfibiu – vehicul militar care se poate deplasa atât pe uscat cât și pe apă.[necesită citare]
- amiral – cel mai mare grad în marina militară, corespunzător gradului de general-colonel din armata terestră.
- amiralitate – comandamentul superior al forțelor militare maritime ale unei țări.[necesită citare]
- amorsă:

– dispozitiv pentru aprinderea unei încărcături explozive; poate fi: prin percuție, prin fricțiune, prin aprindere cu fitil sau electrică;
- cantitate de pulbere așezată între dispozitivul de aprindere și încărcătura de lansare a unei lovituri de artilerie.
- ampenaj:[necesită citare]

- ansamblu format din două planuri perpendiculare între ele, plasat în partea posterioară a unei bombe de avion sau a unei rachete neghidate, în scopul stabilizării acesteia;
- aripa unei săgeți.
- amplasament – lucrare genistică prin care se fixează pentru tragere o piesă de artilerie (tun, obuzier).[necesită citare]
- antecesori - soldați care explorează zona înainte de sosirea armatei.[necesită citare]
- antecuirasă - blindaj inelar care protejează calota mobilă a turelelor, montat în construcția de zidărie sau beton a unei fortificații.[necesită citare]
- antepat – partea din lemn a unei arme, cu garnituri metalice, așezată sub țeavă, în fața trăgaciului (sinonim: piesa a treia).[necesită citare]
- antetren - vehicul pe două roți, care se cuplează cu un tun, cu o bucătărie de campanie etc. pe care le tractează.[necesită citare]
- antiaerian - destinat să lupte sau să apere împotriva atacurilor aviației.[necesită citare]
- antiatomic - care este împotriva războiului sau armelor atomice; care este destinat să apere, în cazul unui atac nuclear, de efectele radioactivități; exemplu: adăpost antiatomic.[necesită citare]
- antibalistic - împotriva rachetelor balistice; exemplu: rachetă antibalistică.[necesită citare]
- antichimic - care este destinat protecției împotriva războiului cu arme chimice.[necesită citare]
- antiglonț, geam ~ - geam confecționat din mai multe straturi, cel din mijloc conținînd o folie specială de plastic, ce nu permite trecerea gloanțelor.[necesită citare]
- antiglonț, vestă ~ - vestă de protecție, folosită în poliție și în armată, confecționată din materiale care împiedică pătrunderea gloanțelor; vezi și vestă de salvare.[necesită citare]
- antimilitarism - curent apropiat ca idei de pacifism, teorie care este contra înarmării (militarismului), militarism care conduce indirect la război.
- antimină - care protejează împotriva minelor sau permite identificarea acestora și le împiedică explozia.[necesită citare]
- antipersonal - (despre arme și mașini de război) care este folosit numai împotriva omului, cu scopul de a-l ucide; exemplu: mină antipersonal.[necesită citare]
- antirachetă - rachetă destinată distrugerii unei alte rachete lansate care încă nu și-a atins ținta; care preîntampină acțiunea unei rachete, care distruge, anihilează o rachetă.[necesită citare]
- antiradar - (despre dispozitive, aparate etc.) care perturbă sau anihilează funcționarea unui radar; care detectează prezența unui radar.[necesită citare]
- antitanc - (despre arme sau despre mijloace de apărare) care este folosit în lupta contra tancurilor, în cazul unui atac cu blindate.[necesită citare]
- antitero - (despre unități armate) care este special antrenat pentru lupta împotriva teroriștilor.[necesită citare]
- antiterorism - măsuri defensive adoptate pentru prevenirea și combaterea terorismului.[necesită citare]
- aparat de ochire – ansamblu de piese care servește pentru îndreptarea armei de foc spre țintă; poate fi mecanic, opto-mecanic și electronic.[necesită citare]
- aparat de respirat filtrant - echipament pentru protecție și intervenții în cazul prezenței gazelor toxice.
- apărare – formă de luptă folosită atunci când ofensiva nu mai este posibilă sau nu este indicată și al cărei scop constă în menținerea pozițiilor ocupate, respingerea ofensivei inamicului și crearea condițiilor pentru trecerea la ofensivă (sinonim: defensivă).

- apărare activă - apărare care folosește contraatacuri, pentru a slăbi și a nimici forțele inamice.
- apărare antiaeriană:

- ansamblul mijloacelor utilizate și al măsurilor luate împotriva atacurilor aeriene;
- diviziune a forțelor armate ale unei țări.
- apărare antirachetă - sistem, armă sau tehnologie care are rolul de a detecta, urmări, intercepta și distruge rachete inamice ofensive.
- apărare civilă - vezi securitate civilă.
- apărare națională - ansamblu de măsuri și acțiuni având caracter intern și internațional, luate în scopul asigurării independenței, suveranității și integrității teritoriale a unei stat.
- apărare pasivă - totalitatea mijloacelor de apărare a populației civile a unei țări luate împotriva atacurilor aeriene (adăposturi, camuflaj, măști de gaze etc).

- Apelul de la Stockholm - document adoptat în 1950 prin care se cerea interzicerea necondiționată a armelor atomice.[necesită citare]
- aplicație tactică – formă de instruire care constă în rezolvarea practică a unor situații ipotetice de luptă și care se excută pe hartă sau pe teren.[necesită citare]

### Ar - Az
- arbaletă:

– armă de lansat săgeți sau proiectile, folosită în Evul Mediu și care constă într-un arc montat pe un pat de lemn;
- armă folosită la vânătoarea sub apă.
- arc - armă primitivă de aruncat săgeți, alcătuită dintr-o vargă flexibilă ușor încovoiată și o coardă prinsă de extremitățile vergii.

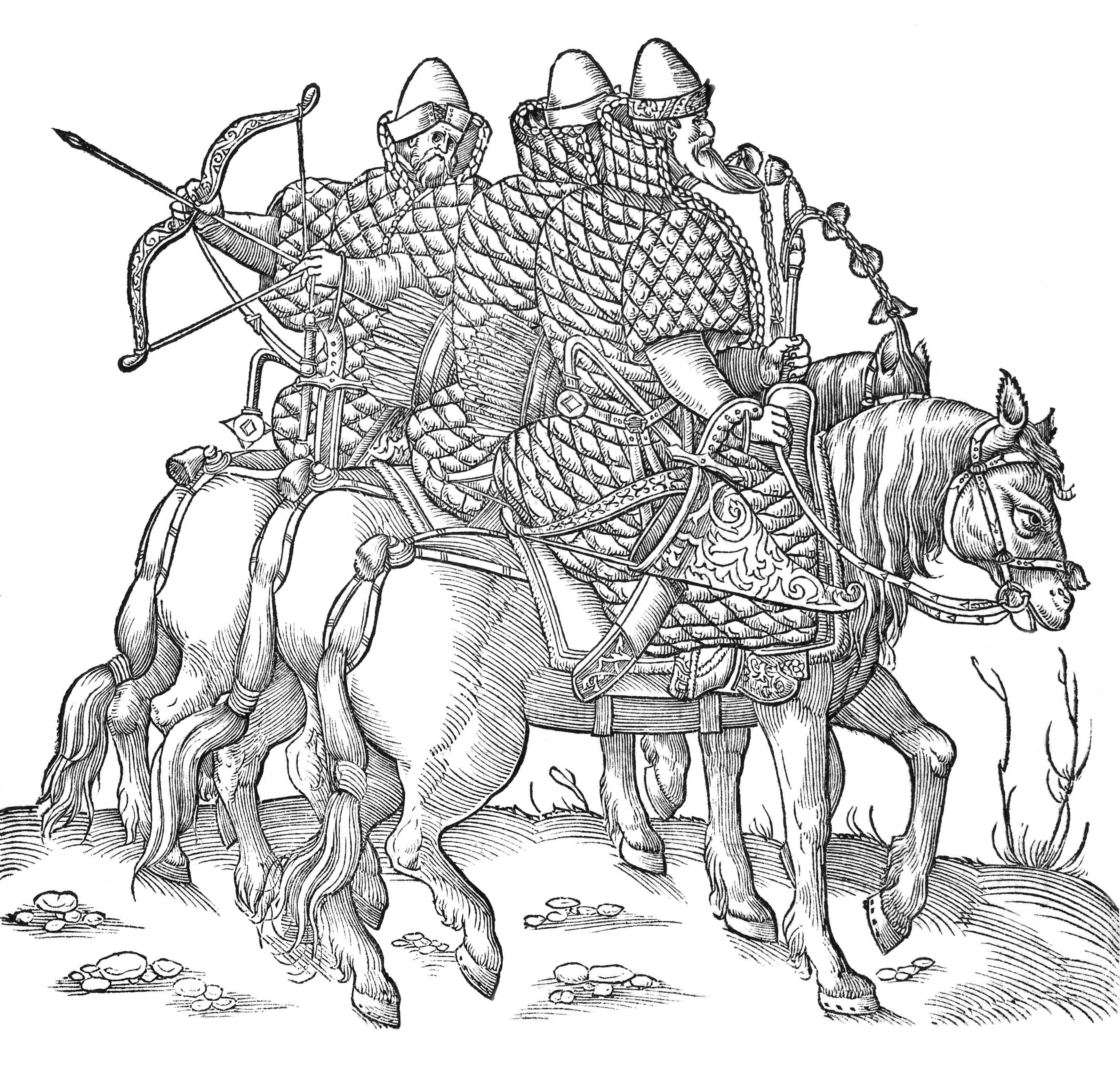
Arcași călare din Rusia secolului al XVI-lea

- arcaș - soldat înarmat cu arc; persoană care trage cu arcul; săgetător.
- arcaș călare - membru al cavaleriei înarmat cu arc.

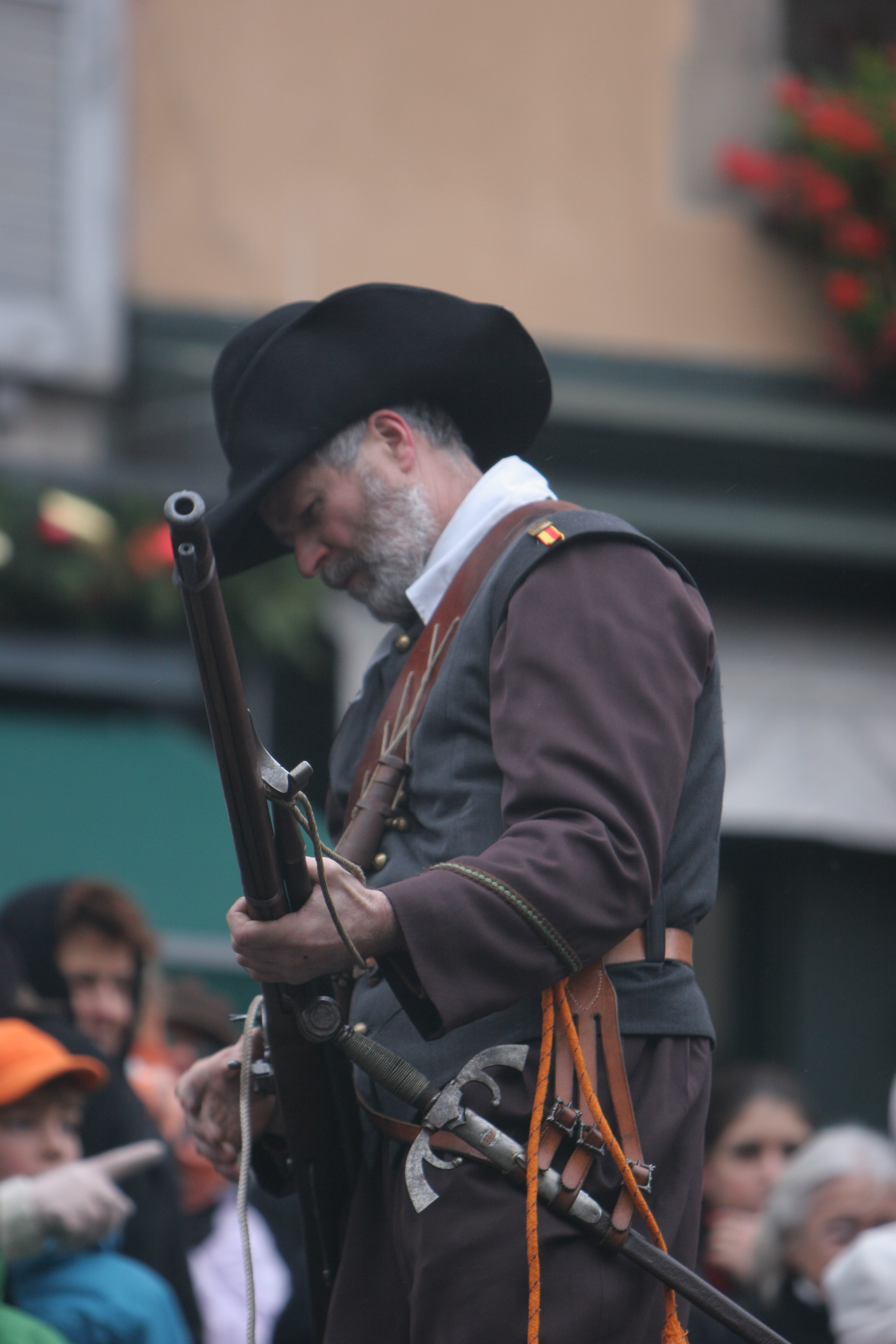
Soldat armând o archebuză

- archebuză – armă de foc din Evul Mediu care se descărca prin aprinderea unui fitil, iar mai târziu printr-o scăpărătoare (vezi și muschetă).
- arc lung englezesc -  arc medieval înalt, utilizat de englezi.
- Argeș - aruncător de flăcări portabil românesc proiectat la sfârșitul anilor 1930.
- arhitectură militară - știința și arta de a construi fortificații.[necesită citare]
- arici – element de baraj antitanc sau împotriva infanteriei, alcătuit din mai multe grinzi metalice puse în cruciș.[necesită citare]
- ariergardă – unitate care se deplasează în spatele forțelor principale pentru a menține siguranța acestora.
- aripă – vezi flanc.[necesită citare]
- armament – totalitatea mijloacelor de nimicire aflate în dotarea unei (sub)unități militare sau a unei mașini de luptă (baionetă, pușcă, pistol, pușcă-mitralieră etc.).[necesită citare]
- armare - manipulare a mecanismului de aprindere al unei arme astfel ca, la apăsarea trăgaciului, să fie acționat percutorul. [necesită citare]
- armată:

- grupare de oameni înarmați, organizată și întreținută de stat în vederea războiului ofensiv sau de apărare;
- mare unitate operativă, constituită din mai multe unități tactice de același fel sau de arme diferite;
- totalitatea forțelor militare ale unui stat; termeni învechiți: oaste, oștire, armie;
- vezi: serviciu militar.
- armată de cadre – armată regulată permanentă, care în timp de pace are efectivul de cadre (ofițeri și subofițeri) necesar instruirii contingentelor recrutate și care în caz de război se mărește până la completarea necesarului de mobilizare prin chemarea sub arme a rezervelor instruite.
- armată de miliție – armată în care unitățile militare au, în timp de pace, numai un aparat de evidență și un număr redus de cadre de comandă.
- armată de ocupație - armată care ocupă militar o țară învinsă.
- armată regulară - armata oficială a unui stat
- armată terestră - componentă a forțelor armate ale unui stat, care acționează pe uscat, spre deosebire de forțele aeriene și de marina militară.
- armată teritorială - armată formată din soldați rezerviști vârstnici, destinată apărării interne a teritoriului.

- armă:

- unealtă sau mașină destinată nimicirii inamicului și care poate fi: armă albă, armă de foc sau armă de distrugere în masă;
- (ca specialitate) categorie de trupe din forțele armate, specializată și dotată în funcție de misiunile pe care le îndeplinește în luptă (exemple: infanterie, artilerie, aviație);
- (la plural) ansamblul semnelor simbolice de pe o stemă, de pe un blazon etc.
- armă albă - armă, cu lamă de oțel, destinată luptei corp la corp (baionetă, stilet etc.).
- armă atomică – armă de distrugere în masă care se bazează pe folosirea energiei nucleare, obținută în urma unei reacții de fisiune nucleară și care produce o lumină orbitoare și o undă de șoc foarte puternică și împrăștiind în atmosferă pulberi radioactive; alte denumiri: armă nucleară, bombă (termo)nucleară.
- armă automată - armă de foc la care armarea se face fără intervenția omului, astfel că loviturile se succed fără întrerupere atît cât se apasă pe trăgaci.
- armă cu antimaterie - concept teoretic din domeniul fizicii și science fiction, care implică utilizarea antimateriei pentru a crea o explozie extrem de puternică; este prea costisitoare și nesigură pentru a fi viabilă.
- armă de distrugere în masă - arme capabile să ducă la moartea unui mare număr de oameni, cum ar fi: armele nucleare, biologice, chimice, radiologice.
- armă bacteriologică (sau armă biologică) – armă de distrugere în masă care constă în folosirea agenților patogeni (bacterii, virusuri etc.).
- armă chimică – armă de distrugere în masă care cuprinde substanțele toxice de luptă și mijloacele răspândirii acestora.
- armă cu aer comprimat - armă de foc la care proiectilul este lansat cu ajutorul presiunii unei mase de aer comprimat.
- armă cu hidrogen – armă de distrugere în masă care folosește energia termonucleară.
- armă cu repetiție - armă cu care se pot trage mai multe focuri (reîncarcându-se automat).
- armă de foc - armă care folosește pulberea explozivă la aruncarea unui proiectil (pușcă, tun etc.).
- armă ecologică - nume generic dat metodelor si tehnicilor de război destinate modificării condițiilor normale ale mediului înconjurător al inamicului.
- armă neletală - armă care nu cauzează moartea, fiind destinată pentru un scop utilitar, agrement sau autoapărare.
- armă nucleară - vezi armă atomică.
- armă radiologică - armă de distrugere în masă cu rol de dispersie radiologică care combină materialul radioactiv cu explozivi convenționali, în scopul contaminării radioactive în aria de dispersie a agentului exploziv convențional; altă denumire: bombă murdară.
- armă termobarică - vezi bombă termobarică.

- arme – (în heraldică) ansamblul semnelor heraldice proprii unei steme, blazon.[necesită citare]

- arme coaxiale - arme de foc dispuse astfel încât să țintească în același punct.
- arme subacvatice - armament pentru aviația minerotorpiloare și antisubmarine incluzând torpilele, grenadele antisubmarine, minele și mijloacele de distrugere a minelor sau de protecție împotriva minelor sau a torpilelor destinate a lovi sub apă navele de suprafață sau submarinele inamicului.

- Armia Ludowa - forță a partizanilor comuniști organizată de Partidul Muncitoresc Polonez (PPR) în timpul celui de-al Doilea Război Mondial.
- armistițiu – acord încheiat între părțile beligerante, în scopul suspendării operațiilor militare pe o durată determinată sau nedeterminată (vezi și tratat de pace).

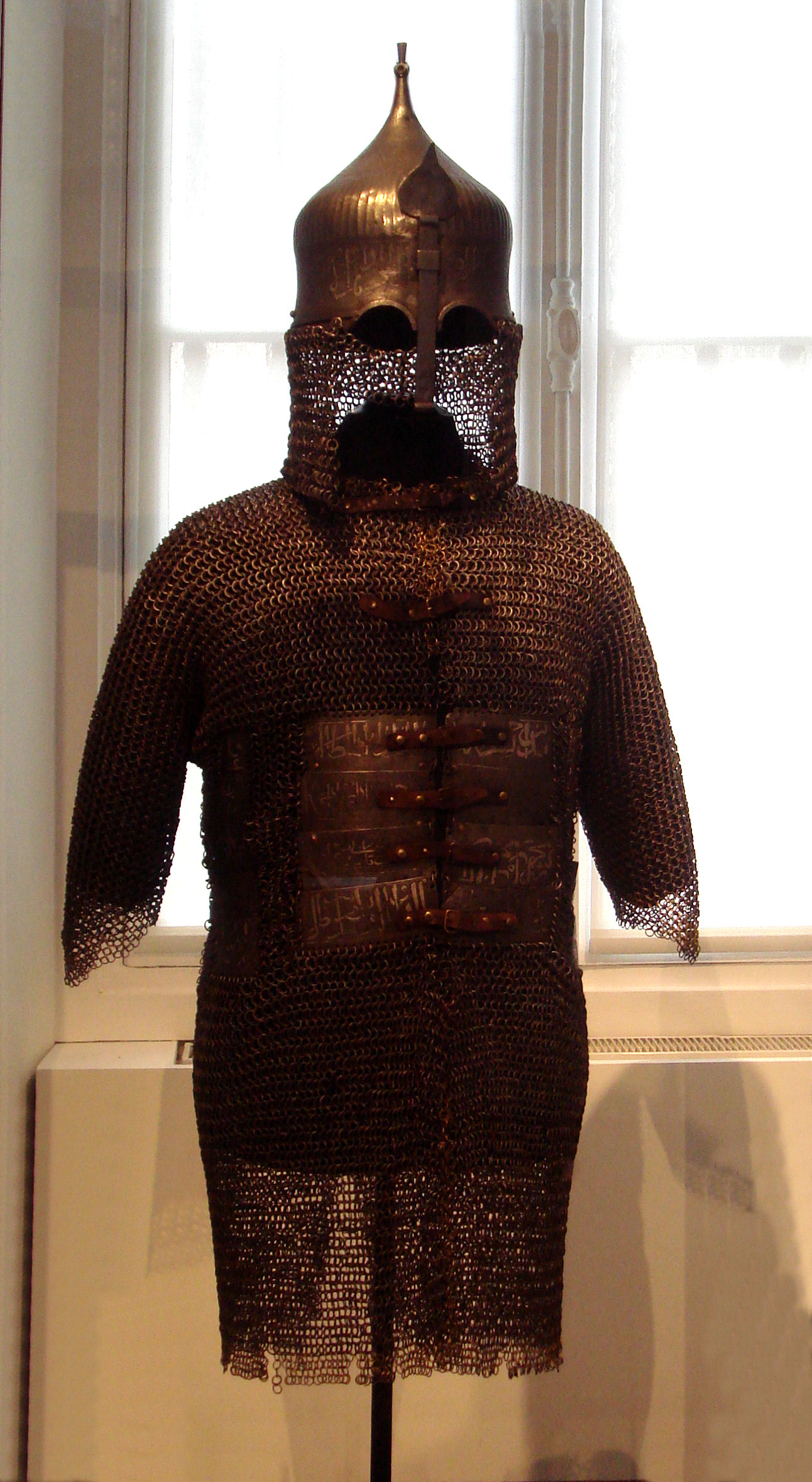
Armură a unui spahiu din secolul al XV-lea

- armură - echipament metalic pentru protecția individuală a unui războinic din vechime.
- armurier:[necesită citare]

- persoană care fabrică, repară sau vinde arme (de foc);
- (sens învechit) persoană însărcinată cu păstrarea și cu întreținerea armamentului într-o unitate militară.
- arsenal[necesită citare]

- fabrică în care se realizează, se repară sau se depozitează arme și muniții.
- totalitatea mijloacelor de luptă.
- artă militară – parte a științei militare care studiază teoria și practica pregătirii și ducerii acțiunilor de luptă și ale războiului în ansamblu.[necesită citare]
- artificier - specialist militar în manipularea și folosirea explozibililor.[necesită citare]

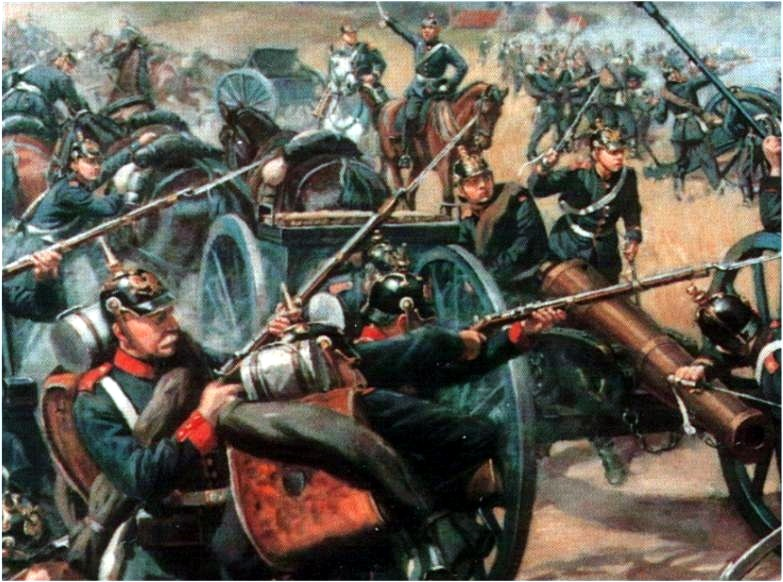
Artilerie prusacă în bătălia de la Bad Langensalza (1866)

- artilerie:

- armă a trupelor de uscat, constituită din unități al căror armament de bază este format din tunuri, obuziere, aruncătoare de mine etc.;
- totalitatea pieselor (gurilor de foc) și instalațiilor care servesc la lansarea de proiectile (tunuri, obuziere, aruncătoare de mine etc.).
- artilerie călăreață - categorie de artilerie mobilă, bazată pe cavalerie, destinată în principal pentru distrugerea forței vii a inamicului pe câmpul de luptă.
- artilerie de câmp - categorie de artilerie mobilă, destinată în principal pentru distrugerea fortificațiilor pasagere și a forței vii adăpostite a inamicului pe câmpul de luptă.
- artilerie de coastă - artilerie marină destinată luptei de pe litoral împotriva navelor inamice și a unor obiective de pe uscat.
- artilerie de munte - categorie de artilerie mobilă, utilizată în zonele montane.
- artilerie navală - artilerie instalată la bordul navelor și destinată luptei împotriva obiectivelor navale, terestre și aeriene.

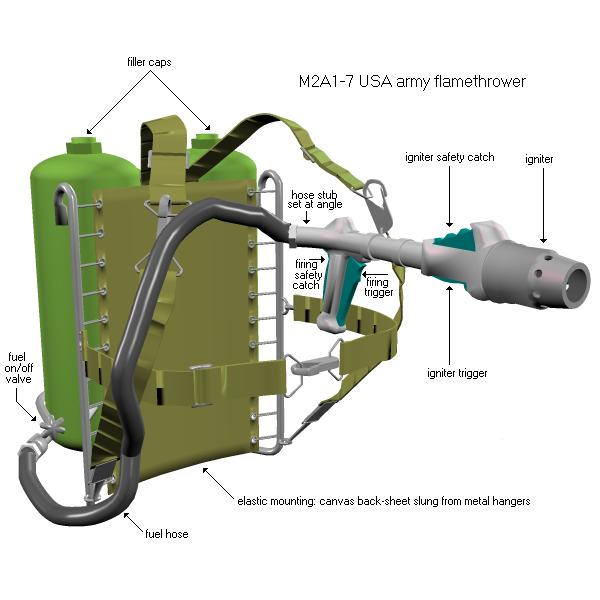
Aruncător de flăcări american portabil tip "M2A1-7"

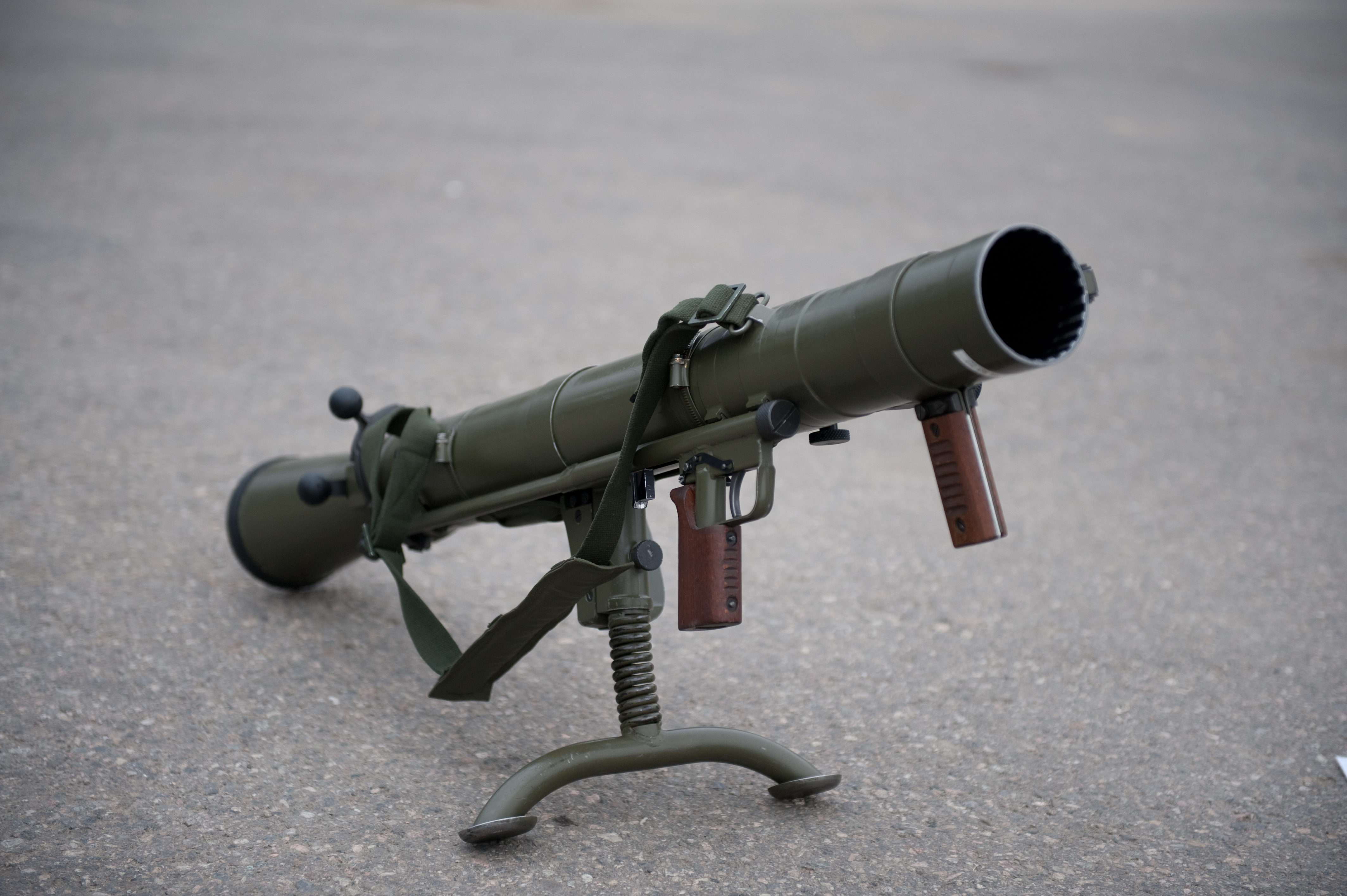
Aruncător de grenade "Carl Gustav"

- aruncător cu reacție – piesă de artilerie destinată lansării proiectilelor cu reacție.[necesită citare]
- aruncător de flăcări – armă care poate arunca la distanță lichid inflamabil, incendiind obiectivele inamice.
- aruncător de grenade antisubmarine - aparat montat pe puntea unei nave și destinat lansării grenadelor antisubmarine.[necesită citare]
- aruncător de grenade antitanc – gură de foc care servește pentru tragerea grenadelor reactive antitanc.[necesită citare]
- aruncător de mine – gură de foc întrebuințată pentru aruncarea de mine pe o traiectorie curbă (sinonim: brand).[necesită citare]
- asalt – atac decisic asupra unei fortificații, localități, în scopul înfrângerii rezistenței inamicului și al cuceririi obiectivului respectiv.
- asaltist - (termen familiar) aviator militar dintr-o unitate de asalt.[necesită citare]
- asalt la baionetă - luptă corp la corp, în care se folosește pușca cu baioneta pusă; altă denumire: atac la baionetă.[necesită citare]
- asediu – procedeu de cucerire a punctelor fortificate ale inamicului prin încercuirea și atacarea lor sistematică.
- asigurare chimică – totalitatea acțiunilor de luptă duse de către trupele chimice pentru nimicirea forței vii a inamicului, acoperirea cu fum a propriului dispozitiv și realizarea protecției antichimice a trupelor proprii.[necesită citare]
- asigurare de luptă – totalitatea măsurilor adoptate în vederea prevenirii unui atac prin surprindere din partea inamicului și în scopul creării condițiilor favorabile pentru intrarea în luptă a trupelor proprii.[necesită citare]
- asigurare genistică – totalitatea măsurilor și lucrărilor genistice executate în scopul facilitării acțiunilor proprii și îngreunării acțiunilor inamicului.[necesită citare]
- asigurare tehnică – totalitatea măsurilor adoptate în vederea unei bune funcționări, exploatări a tehnicii de luptă.[necesită citare]
- ASROC - (din engleză: Antisubmarine Rocket) armă antisubmarină americană reprezentând o combinație între rachetă și torpilă antisubmarină.[necesită citare]
- atac – moment decisiv al luptei, care constă în înaintarea impetuoasă a trupelor în ofensivă, cu sprijinul focului puternic al tuturor mijloacelor de luptă, în scopul nimicirii sau capturării inamicului.

- atac aerian - ofensivă dată de aviația de asalt sau de bombardament.
- atac la baionetă - vezi asalt la baionetă.

- ATMOS 2000 - obuzier autopropulsat de fabricație israeliană.
- atrupament - grupare de unități militare.[necesită citare]
- autoamfibiu – autovehicul militar special care se poate deplasa atât pe uscat cât și pe apă.[necesită citare]
- autoapărare - ansamblu de metode care pot fi folosite pentru opri un atac personal.
- autoblindat - vehicul blindat, pe roți sau pe șenile, cu armament ușor, destinat misiunilor de cercetare, de siguranță și de legătură.
- autodistrugere - dispozitiv cu care sînt dotate unele proiectile, torpile etc. care provoacă distrugerea lor automată, în cazul în care nu și-au atins ținta.[necesită citare]
- autoghidat - (despre rachete, bombe etc.) care își dirijează singur mișcarea către ținta destinată.[necesită citare]
- autograf - aparat care înregistrează grafic imersiunea și înclinarea unei torpile în drumul către țintă.[necesită citare]
- automat – vezi pistol-mitralieră.
- automitralieră - automobil blindat, prevăzut cu un tun și cu mai multe mitraliere.[necesită citare]
- automobil blindat - automobil cu o structură de protecție specială, pentru creșterea rezistenței la explozii, la accidente grave etc.[necesită citare]
- automobil-capcană - automobil folosit în atentate teroriste, cu material exploziv la bord, care este plasat în locuri publice unde urmează a fi detonat.[necesită citare]
- autoșenilă - autovehicul militar echipat cu șenile, destinat transportului pe terenuri accidentate.[necesită citare]
- autotransportor - autovehicul militar blindat, de luptă, destinat transportului de infanteriști.[necesită citare]
- autotun – piesă de artilerie montată pe o mașină de luptă, care, spre deosebire de tanc, nu are turelă.
- avangardă - unitate militară care se deplasează în fața forțelor militare principale ca element de siguranță (vezi și ariergardă, avanpost).

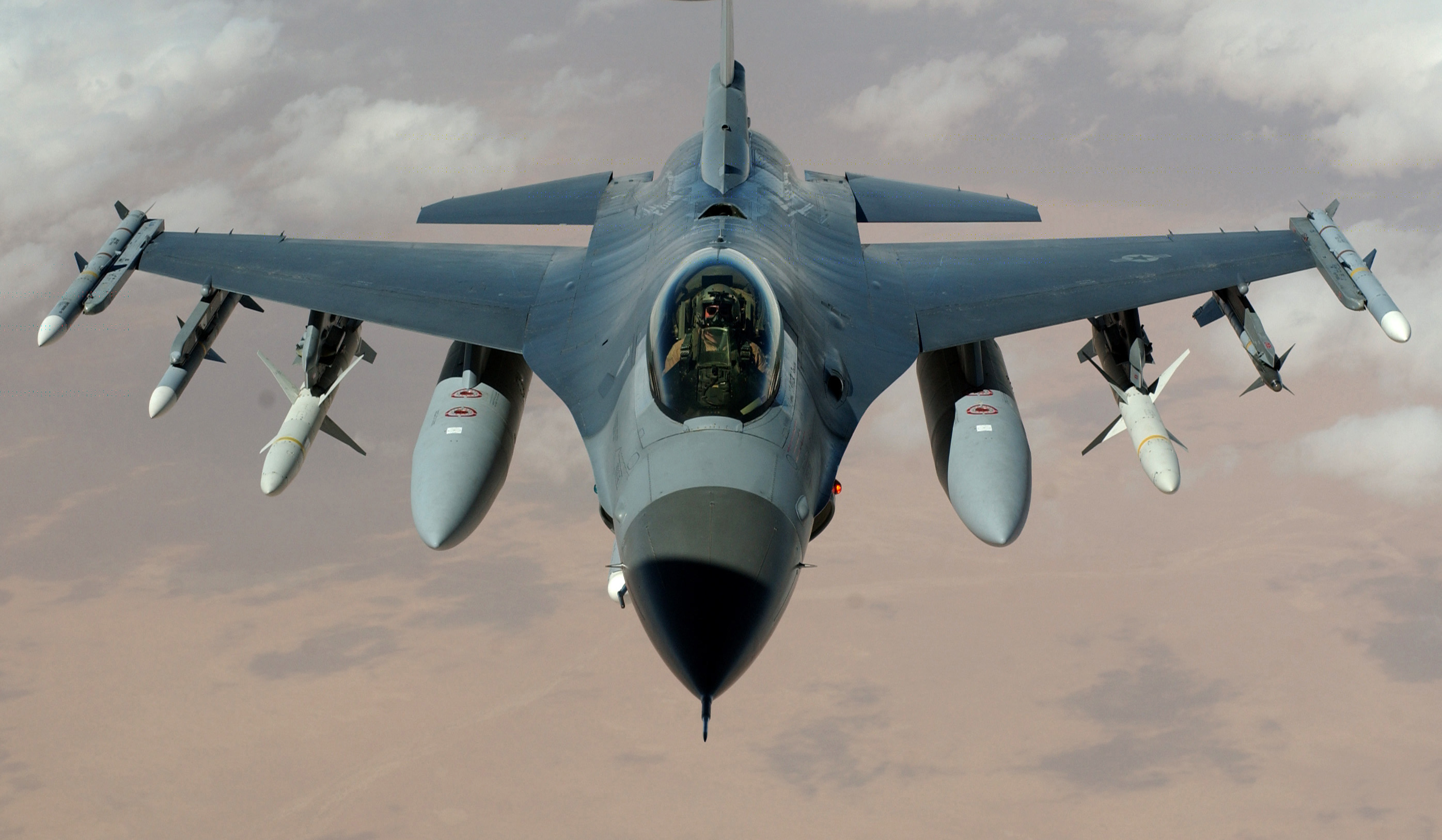
Avionul de luptă "F-16 Fighting Falcon"

- avanpost – subunitate de siguranță, instalată pe direcția de atac a inamicului, în fața trupelor aflate în apărare sau în staționare.
- aviație de bombardament - aviație militară destinată acțiunilor de bombardare.[necesită citare]
- aviație de luptă - vezi aviație de vânătoare.[necesită citare]
- aviație de recunoaștere - aviație militară care face operații de recunoaștere pe teritoriul inamicului.[necesită citare]
- aviație de vânătoare - aviație militară destinată să împiedice, prin luptă, acțiunile aeriene ale inamicului; sinonim: aviație de luptă.[necesită citare]
- aviație militară – v. forțe aeriene militare.
- aviație navală - componenta aeriană a marinei militare și operează de pe navele de război care au la bord aeronave sau de pe  baze terestre.
- avion de atac la sol - avion de luptă destinat a ataca ținte aflate la sol.
- avion de cercetare și alarmare îndepărtată - platformă radar aeropurtată puternică, destinată să detecteze avioane, nave și vehicule la mare distanță și să controleze spațiul de luptă.
- avion de interceptare - avion de vânătoare cu viteză mare de urcare și capacitatea de a opera la altitudini ridicate, conceput pentru a intercepta și a distruge bombardierele sau alte avioane inamice înainte ca acestea să ajungă la țintele lor; vezi și rachetă de interceptare⁠(d).
- avion de luptă – avion construit și înarmat în vederea executării unei misiuni de luptă.
- avion de luptă fără pilot - avion de luptă care zboară fără a avea nevoie de pilot la bord.
- avion de luptă multirol - avion care poate fi folosit atât ca avion de vânătoare, cât și în ca bombardier.
- avion de patrulare marină - avion militar cu aripi fixe destinat să patruleze pe durată lungă, cu rol antisubmarin, luptă antinavală, alarmare și activități de căutare și salvare.
- avion de recunoaștere - avion militar care efectuează o misiune de recunoaștere aeriană.
- avion de transport militar - avion militar destinat transportării trupelor, armelor și altor echipamente militare în zona operațiilor militare.

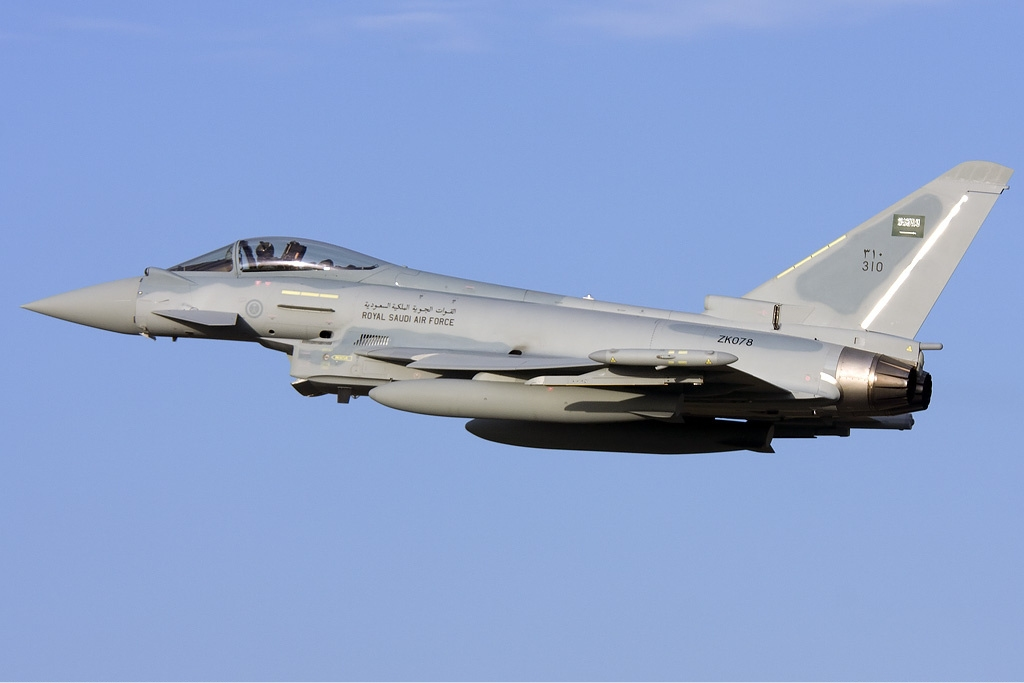
Avion de vânătoare Eurofighter Typhoon

- avion de vânătoare - avion militar conceput și construit în principal pentru a putea ataca alte avioane aflate în zbor.
- avion militar – v. avion de luptă.[necesită citare]
- avion-proiectil – avion fără pilot, care transportă o încărcătură explozivă sau nucleară.[necesită citare]
- avizó:[necesită citare]

– navă de luptă de tonaj redus, cu viteză mare, dotată cu armament ușor de artilerie;
- (sens învechit) mic vas de război folosit în misiuni de recunoaștere sau pentru transmiterea avizelor, a ordinelor sau a poștei.
- azotiperită - substanță toxică vezicantă de luptă, analoagă iperitei, dar conținând azot în loc de sulf.[necesită citare]

## B

### Ba - Be
- baghetă - vergea subțire de metal întrebuințată la curățarea și la încărcarea, în trecut, a armelor de foc.

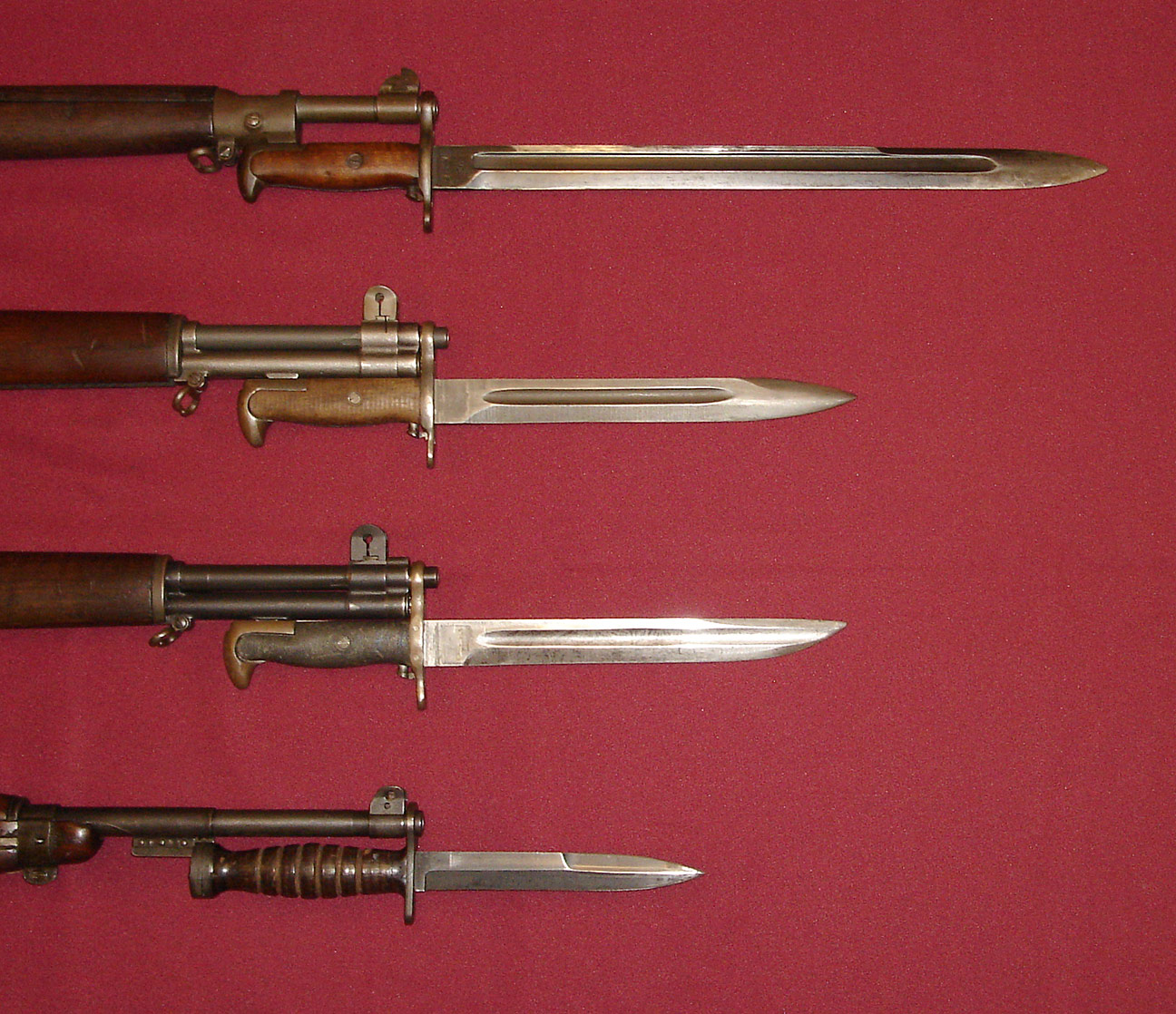
Baionete americane din cel de-al Doilea Război Mondial

- baionetă – cuțit care se fixează la capătul puștii pentru lupta corp la corp.
- balanță a puterii - concept în domeniul relațiilor internaționale conform căruia puterile militare ale statelor sunt astfel echilibrate astfel încât niciun stat nu poate domina pe celelalte.
- balimez - tun de mare calibru pentru spart ziduri.
- balistă - mașină de război utilizată în antichitate pentru lansarea de sulițe și proiectile (vezi și catapultă).
- balistică – ramură a fizicii care studiază mișcarea corpurilor aruncate în câmp gravitațional și care se aplică în special la studiul mișcării proiectilelor.
- balon de observație - tip de balon care este folosit ca platformă aeriană pentru colectarea de informații și de dirijare a tirului artileriei.
- banchetă de tragere - bandă îngustă de teren sau de zidărie pe care stau trăgătorii, la adăpostul parapetelor lucrărilor de fortificații.
- bandă cu țepi - dispozitiv format dintr-un rând de țepi ascuțiți montați pe o bază flexibilă, destinat opririi sau încetinirii vehiculelor inamice, prin distrugerea anvelopelor acestora.
- banderolă - fâșie de pânză care se trece în jurul brațului ca semn al unei anumite însărcinări.
- bandieră - steag al unei unități militare.
- bandulieră - curea diagonală purtată de militari pentru a susține sabia, pistolul.
- banieră

- drapel militar feudal;
- unitate militară feudală.
- baraj:

– lucrare genistică (de fortificație) executată în scopul întârzierii sau opririi înaintării inamicului (exemple: baraj antitanc, baraj exploziv etc.);
- foc dens și rapid de artilerie sau de arme automate, care are ca scop oprirea atacului inamicului.
- baraj chimic – lucrare executată de trupele chimice, care constă în infectarea terenului și a aerului cu substanțe toxice de luptă.
- baraj de mine - dispozitiv sau grupare de mine așezate camuflat într-o anumită regiune, pentru a împiedica trecerea oamenilor, a vehiculelor, a vaselor etc.

- baraj de mine marine – ansamblu de mine, dispuse sub apă, în scopul lovirii navelor inamice.

- baraj de rachete - tactică de apărare antirachetă care implică lansarea unui număr mare de rachete sau proiectile antirachetă în spațiul aerian cu scopul de a intercepta și distruge rachete inamice sau alte amenințări aeriene înainte ca acestea să ajungă la țintă.

- barare a T-ului - manevră în marina militară prin care un grup de nave de luptă în formație de șir intersectează prin prova sau pupa drumul unui alt grup de nave inamice dispuse într-o formație similară, în scopul concentrării focului de artilerie asupra navei-comandant; sinonim: învăluirea capului (cozii) coloanei inamice.
- Barbarossa - numele de cod al celei mai ample campanii militare din istorie, invazia germană în URSS din 22 iunie 1941.
- barbetă:

- pereți verticali în chiurasă care limitau spații în care erau fixate în trecut tunurile unor nave de război.
- platformă de pământ de pe care tunurile pot trage pe deasupra parapetului unei fortificații.
- barcă de asalt – ambarcație mică ce servește pentru trecerea pe malul apărat de inamic în acțiunile de forțare a cursurilor de apă și de debarcare a desantului maritim.
- baricadă – lucrare de apărare folosită mai ales în luptele de stradă, amenajată din materiale ca: vehicule, saci cu nisip, pietre, bârne etc.
- basculă - partea metalică a armelor de foc cu țevi mobile.
- bastiment de război – v. navă de luptă.
- bastingaj -  grup de dulapuri sau rastele, instalate în cazarma unei nave de război, destinate depozitării hamacelor și sacilor cu efecte ale echipajului.
- bastion - fortificație de formă poligonală sau cilindrică, situată la colțul unei fortărețe pentru apărarea acesteia (vezi și redută, fort, fortăreață).
- baston de cauciuc - baston din plastic dur, având în interior o inserție de metal, aflat în dotarea agenților de poliție sau de pază pentru autoapărare sau ca mijloc de intimidare (vezi și tonfa).
- baston de mareșal - un fel de baston scurt, purtat de un mareșal, ca semn al autorității.
- batalion – subunitate militară compusă din mai multe companii.
- batalion de asalt – batalion întărit cu tancuri, artilerie, aruncătoare de flăcări etc., folosit în al Doilea Război Mondial perntru cucerirea obiectivelor fortificate.
- Batalionul Azov - regiment al Gărzii Naționale Ucrainene situat în Mariupol, în regiunea de coastă a mării Azov.
- baterie:

- vezi și baterie de artilerie;
- terasament care protejează tunurile în poziție de tragere;
- ansamblul tunurilor de același calibru de pe o navă; spațiul rezervat instalării acestora.
- baterie de artilerie – subunitate de artilerie, similară companiei, dotată cu tunuri, obuziere etc.
- bază aeronavală - bază aeriană militară unde se află localizate operațiile terestre ale aviației navale.
- bază de plecare – fâșie de teren, amenajată din punct de vedere genistic, pe care o ocupă trupele în vederea plecării la ofensivă.
- bază militară - regiune special amenajată și dotată în vederea executării acțiunilor militare; poate fi: bază terestră, aeriană, maritimă sau mixtă.
- bază operativă (sau de operații) - zonă unde sunt concentrate trupe pentru operații militare.

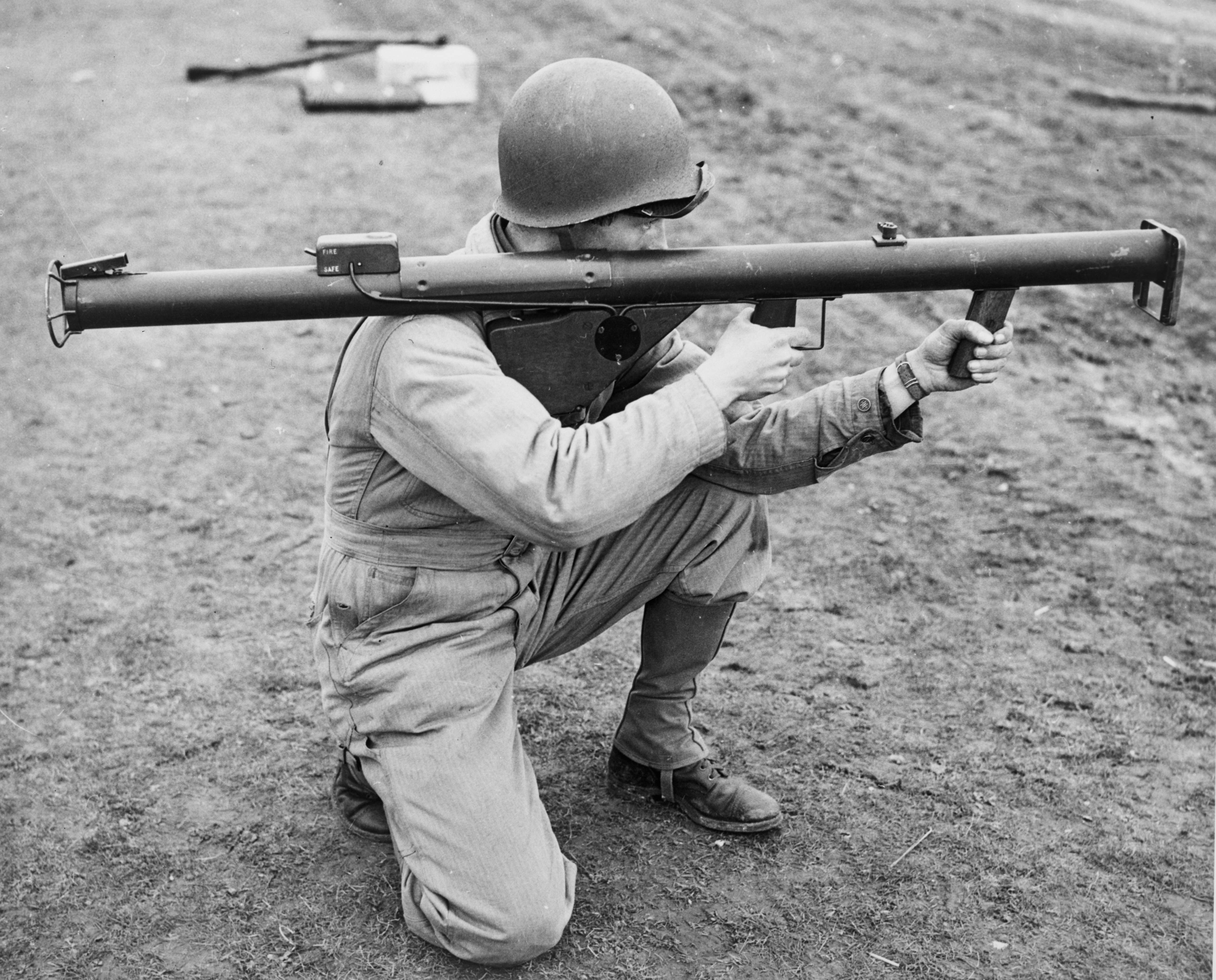
Soldat trăgând cu bazooka

- bazooka - armă portabilă pentru proiectat grenade, utilizată pentru prima dată în al Doilea Război Mondial.
- bătaie:

- distanță, măsurată pe orizontală, de la gura de foc până la obiectul în care se trage (sinonim: distanță de tragere).
- distanță maximă la care poate trage o gură de foc.
- bătălie -  ansamblu de ciocniri prin care se caută obținerea de rezultate militare importante, angajînd numeroase forțe de uscat, aeriene și navale, ale trupelor proprii și ale agresorului, desfășurate pe spații întinse și într-un timp mai mult sau mai puțin îndelungat (vezi și luptă, război).
- belicism - doctrină care susține folosirea forței pentru rezolvarea litigiilor internaționale.
- belicos - care este războinic, agresiv, care ține de război.
- beligerant - termen care definește situația juridică a unui stat, națiune care se află în război; statele beligerante au anumite drepturi și obligații prin legile și obiceiurile războiului.
- berbec - mașină de război folosită în trecut la spargerea zidurilor și a porților unei cetăți asediate.
- bermă - spațiu orizontal amenajat pe un taluz de pământ bătut, la lucrările de fortificații, plasat pe coama dealului amenajat pe val de zidul de incintă, parapet și șanțul de apărare și conceput astfel încât să nu ofere inamicului posibilitatea de a se adăposti înainte de asaltul incintei.
- bersalier - soldat din trupele de infanterie italiene, corespunzător vânătorilor de munte români.

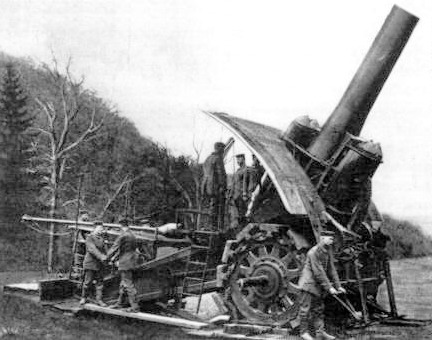
Mortierul Die Dicke Bertha ("Berta cea grasă")

- "Berta cea grasă" - tip de obuzier german de la începutul Primului Război Mondial.

### Bi - Bz
- bici - armă simplă alcătuită dintr-o curea sau șnur, legate pe un mâner și care servește pentru flagelare.
- bickford - cordon de materie fuzantă pentru aprinderea explozivelor, care arde lent, permițînd utilizarea la distanță a acestora.
- bidon - vas de tablă (învelit cu postav sau cu piele) în care se păstrează apa de băut în marșuri, deplasări de trupe etc.
- biometric - (despre sisteme de securitate computerizate) care este capabil să recunoască amprentele digitale, timbrul vocii, matricele vaselor de sânge de pe retină, chiar ritmul de lucru la tastele unui calculator sau la clapele unei mașini de scris, pentru identificare și permiterea accesului în interiorul unei clădiri ori instalații, la un birou, la o mașină de scris sau computer.
- bioterorism - eliberarea deliberată de virusuri, bacterii, toxine sau alți agenți dăunători folosiți pentru a produce boli sau moartea oamenilor, animalelor sau plantelor.
- biută - val de pământ ridicat împrejurul unor depozite de materiale explozive sau de carburanți ori al poligoanelor de tragere.
- bivuac – staționare temporară a trupelor în afara localităților sau a taberelor, de obicei în corturi; porțiune de teren pe care se face acestă staționare.
- black-out - măsură de apărare antiaeriană caracterizată prin camuflaj total; întuneric complet.
- blindaj – înveliș de protecție din oțel folosit pentru protecția oamenilor, a mașinilor de luptă și a fortificațiilor.
- blindat - (despre unități militare) care dispune de mijloace de luptă prevăzute cu blindaje; exemplu: divizie blindată.
- Blitzkrieg – ("război fulger") doctrină militară a naziștilor care preconiza obținerea victoriei printr-un război de scurtă durată, declanșat înainte de mobilizarea forțelor de bază.
- bliț - raid fulgerător efectuat de poliție.
- blocadă – izolarea unui stat, în timp de război, prin folosirea forțelor armate.
- bloc agresiv – alianță cu caracter militar, încheiată între state în vederea dezlănțuirii unui război de cucerire.
- bloc pentru proiectile reactive - dispozitiv atașat avioanelor de luptă, format dintr-o carcasă exterioară, profilată aerodinamic, având un anumit număr de țevi în raport cu proiectilele reactive pe care le poartă.
- bluză - haină de serviciu pentru militari, ce înlocuiește vestonul.
- bodyguard - gardă de corp; apărător, persoană care păzește pe cineva.
- bombardament - lovire a unui obiectiv cu bomba de aviație, cu proiectile de artilerie sau cu rachete.
- bombardament aerian - vezi război aerian.
- Bombardamentele atomice de la Hiroshima și Nagasaki - cele două bombe atomice lansate de SUA în august 1945 asupra orașelor Hiroshima și Nagasaki.
- Bomba țarului - numele dat de Occident celei mai puternice arme nucleare construită și detonată vreodată și care a fost fabricată în  URSS.
- Bombardamentul de la Guernica - atac aerian efectuat de Luftwaffe, la 26 aprilie 1937, asupra satului basc Guernica.
- bombardă

- mașină de război în Evul mediu, cu care se aruncau bolovani asupra fortificațiilor;
- tun de calibru mare.
- bombardier – v. avion de bombardament.
- bombardier în picaj - bombardier proiectat pentru atacul în picaj a țintelor de la sol.
- bombardier strategic - avion militar de dimensiuni mari conceput pentru a lansa cantități mari de muniție asupra unor ținte îndepărtate.
- bombă:

- mijloc de distrugere lansat din avion, constituit dintr-un corp metalic alungit, din încărcătură, ampenaj și focos;
- proiectil încărcat cu materie explozivă, incendiară etc., care se aruncă asupra unor obiective.

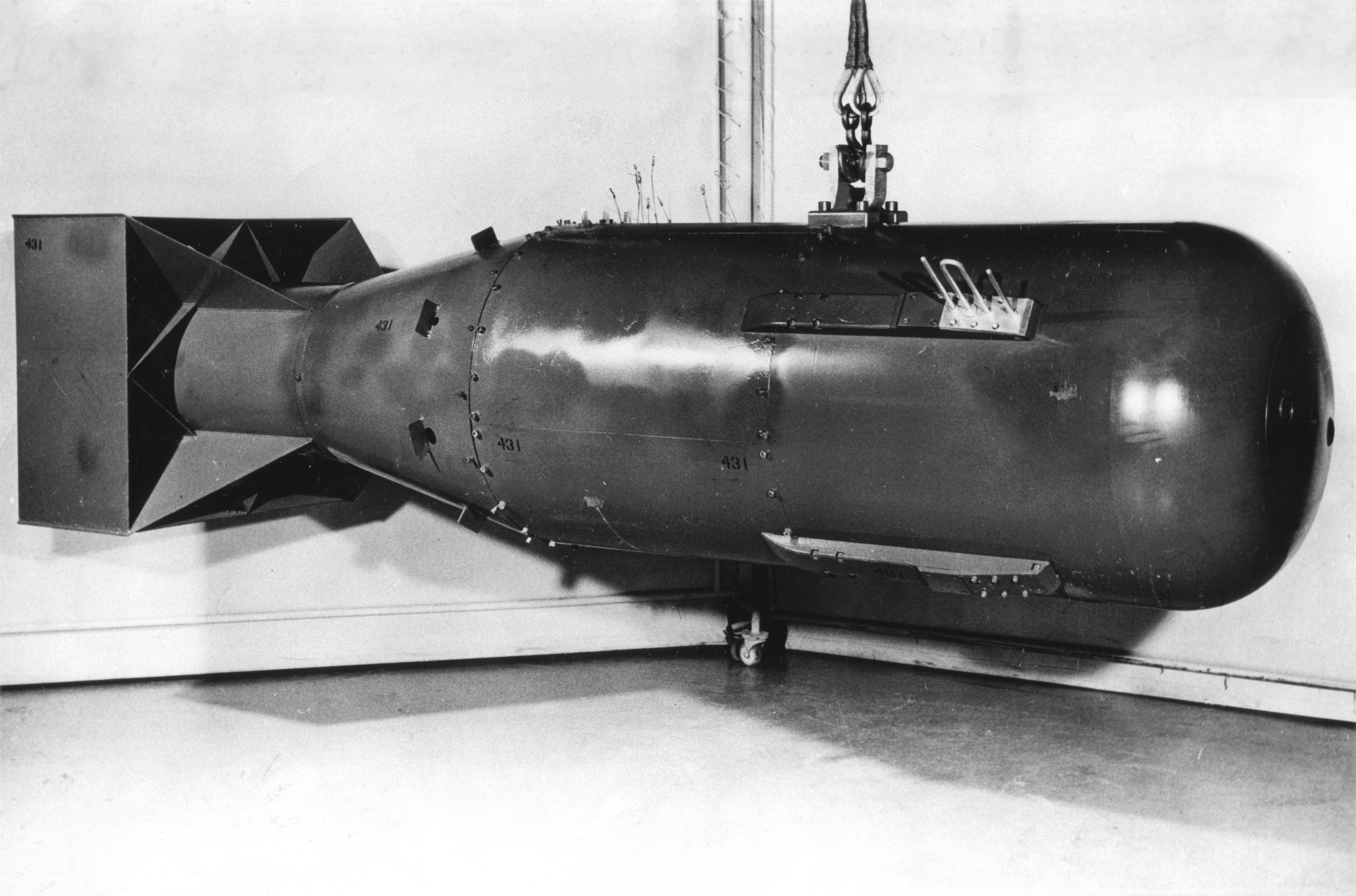
Little boy, prima bombă atomică, lansată asupra Hiroshimei

- bombă aerosol - vezi bombă termobarică.
- bombă atomică – armă de distrugere în masă bazată pe reacția nucleară (vezi și armă atomică).
- bombă brizantă - bombă de aviație la care efectul este dat de schijele rezultate.
- bombă cu dispersie - muniție formată din mai multe bombe de dimensiuni mai reduse, care sunt dispersate pe suprafețe mari.
- bombă cu hidrogen – bombă termonucleară cu deuteriu; are efect mai puternic deoarece poate avea încărcătura oricât de mare.
- bombă cu neutroni - bombă termonucleară cu focos care utilizează elemente transuraniene (californiu), factorul destructiv constituindu-l fluxul de neutroni rapizi (cu o foarte mare energie) și razele gama, care interacțiunează cu atomii de hidrogen din celulele țesuturilor vii; sinonim: bombă cu radiație mărită.
- bombă cu radiație mărită - vezi bombă cu neutroni.
- bombă cu vid - vezi bombă termobarică.
- bombă de aviație - mijloc de luptă de aviație, constând din încărcătură explozivă (clasică sau nucleară), incendiară, luminoasă sau chimică, introdusă într-un înveliș aerodinamic prevăzut cu ampenaje pentru stabilizare.
- bombă fugasă - bombă de aviație care acționează prin presiunea din momentul exploziei; vezi și fugasă.
- bombă murdară - vezi armă radiologică.
- bombă (termo)nucleară - vezi armă atomică.
- bombă termobarică - tip de muniție destinată distrugerii clădirilor mari, care produce o dispersare de aerosoli (care conțin explozivi pe bază de carbon și particule metalice), urmată de o puternică undă de șoc (din cauza aspirării puternice a oxigenului); alte denumiri: bombă cu vid, armă termobarică, bombă aerosol.
- bombă termonucleară cu cobalt - armă nucleară care are corpul confecționat din oțel cu cobalt, care la explozia încărcăturii nucleare devine radioactiv, particulele rezultate producând o infectare a terenului foarte puternică și persistentă.

- bonetă - acoperământ de cap fără cozoroc, purtat de militari.
- boom militar - dezvoltare bruscă și artificială a producției, prin militarizarea economiei și creșterea cheltuielilor militare.
- booster - fuzee cu mare putere de propulsie și de scurtă durată, folosită pentru lansarea proiectilelor teleghidate; rachetă auxiliară.
- "botezul focului" - prima participare activă a cuiva la luptă.
- box - armă albă, alcătuită dintr-o placă de metal cu găuri pentru degete, zimțată în exterior, cu care se atacă ținând pumnul strâns.
- brancardier - militar instruit pentru ridicarea și transportul răniților (de pe câmpul de luptă) cu brancarda.
- brand –  v. aruncător de mine.
- brățară - inel de metal care leagă țeava puștii de ulucul patului.
- breșă:

- culoar realizat în barajele și în obstacolele inamicului în scopul trecerii trupelor;
- străpungere realizată într-un dispozitiv de luptă inamic.
- breșă de securitate - vulnerabilitate în sistemul de apărare sau de securitate al unei forțe militare, care permite unui inamic să penetreze sau să ocolească liniile defensive.

- bretelă - porțiune de șanț care leagă două poziții de apărare.
- bricólă - mașina de război asemănătoare cu balista, folosită mai ales în Evul Mediu.
- brigadă – mare unitate, compusă dintr-un număr variabil de unități sau subunități (regimente, batalioane, divizioane); este mai mică decât divizia.
- brigadier - (termen învechit) general de brigadă; caporal de artilerie sau de cavalerie.
- brizant:

- (despre explozive) care se descompune într-un timp extrem de scurt, cu degajare de gaze sub presiune, capabil să distrugă corpurile solide înconjurătoare;
- (despre bombe) care conține un astfel de exploziv; exemplu: obuz brizant.
- brizanță – capacitate a unei substanțe explozive de a se descompune în gaze cu o viteză atât de mare încât să producă spargerea recipientului în care se găsește.
- Browning - pistol automat cu încărcătorul în mâner.
- bumerang - armă de luptă și de vânătoare, din lemn, în formă de baston îndoit, folosită de australienii băștinași, care, aruncată într-un anumit fel, revine la locul de pornire dacă n-a atins ținta.
- buncăr - mic adăpost blindat folosit pentru protecția civililor sau a militarilor în timp de război, în cazul unor atacuri cu arme biologice, chimice, nucleare; vezi și cazemată.
- Bundeswehr - nume dat armatei (forțele militare de luptă și personalul civil administrativ) în Germania.
- butoi - partea cilindrică a pistolului, în care se introduc cartușele.

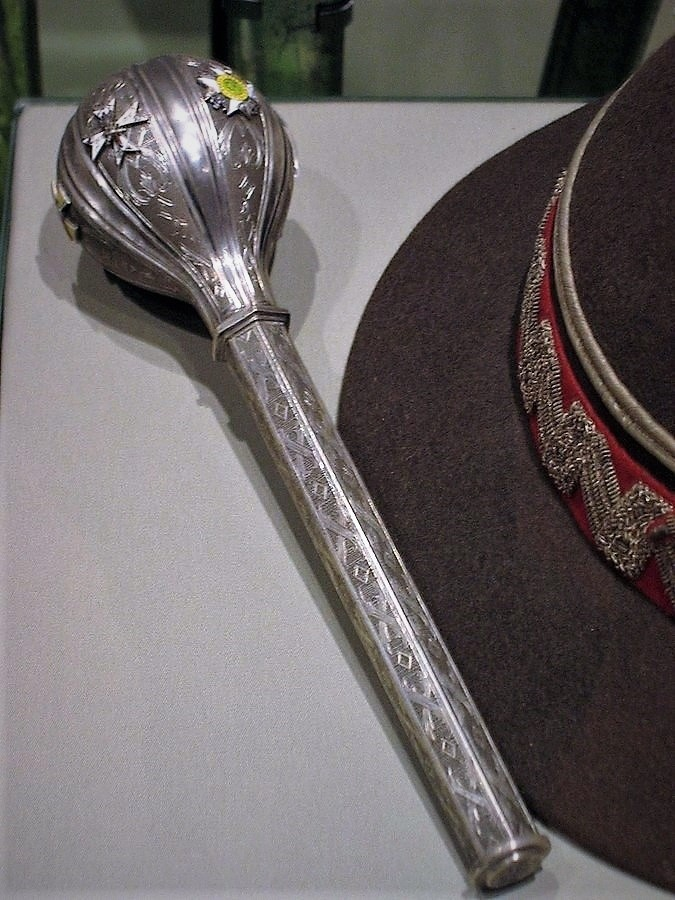
Buzduganul unui mareșal polonez

- buzdugan:

- măciucă sau ghioagă de fier (cu măciulia țintuită), folosită în trecut ca armă de luptă sau ca semn al puterii domnești;
- baston cu măciulie în vârf care aparține tamburilor-majori care conduc fanfarele militare.

## C

### Ca - Cb

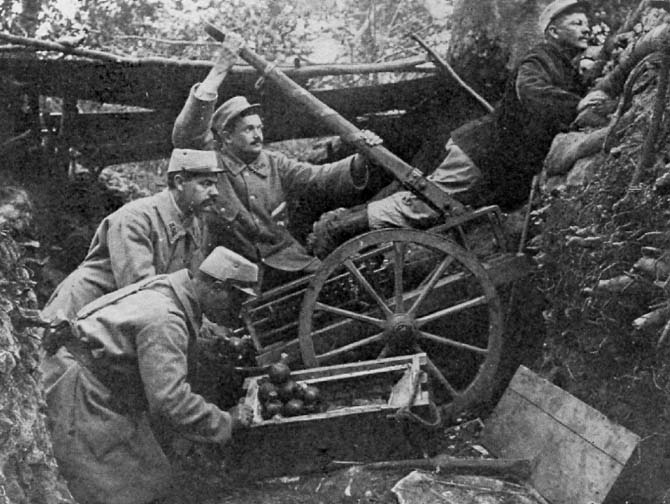
Militari francezi utilizând o catapultă pentru lansarea grenadelor

- cadență – mișcare ritmică și uniformă.
- cadență de tragere – numărul de lovituri pe care le trage o armă într-o unitate de timp.
- cadet - elev al unei școli militare.
- cadru - efectiv de ofițeri și de subofițeri; elementele de conducere și de comandă ale subunităților și unităților militare.
- cadre de rezervă - corp de ofițeri care nu sînt în activitate, dar rămân disponibili (pentru timp de război).
- cadru tehnic PSI - persoana desemnată de către primar sau administratorul unității să se ocupe de organizarea activității de prevenire a incendiilor în cadrul unității sau agentului economic.
- cagulă:

- parte de cauciuc a unei măști de gaze;
- tip de glugă care acoperă tot capul (cu deschizături în dreptul ochilor).
- calculator balistic - echipament care determină traiectoria proiectilelor.
- cal de remontă - cal tânăr (de tracțiune), folosit în trecut în armată.
- calibru:

– diametrul interior al țevii, al tubului unei arme de foc; diametrul unei torpile;
- greutatea unei bombe de aviație;
- instrument de precizie cu care se verifică dimensiunile pieselor fabricate sau gradul de uzură a țevilor armamentului de infanterie;
- (în trecut) scândură cu găuri corespunzătoare cu care se verifica diametrul ghiulelelor.
- calotă - partea superioară a unei turele.
- calpac - căciulă purtată la unele uniforme militare.
- camera cartușului – partea canalului țevii unei arme de foc în care se introduce tubul-cartuș și se produce explozia pulberii.
- cameră de gazare - încăpere etanșă în care, în timpul celui de-al Doilea Război Mondial, erau uciși, prin gazare, prizonierii din lagărele germane sau unde aveau loc execuțiile capitale în unele state din SUA, cu ajutorul gazelor toxice.
- campanie:

- parte a războiului care cuprinde mai multe operații strategice, executate într-o perioadă determinată de timp, pe un anumit teritoriu și după o concepție unică, urmărind realizarea unui scop strategic.
- termen utilizat pentru a arăta destinația de război a anumitor materiale, de exemplu: bucătărie de campanie, pat de campanie, ținută de campanie.
- campament:

- loc unde s-a instalat o unitate militară în corturi;
- totalitatea persoanelor instalate într-un campament sau  materialelor folosite pentru o asemenea instalare.
- campare - instalare provizorie a unei unităti militare în tabără, pe un câmp, în corturi (în campament).

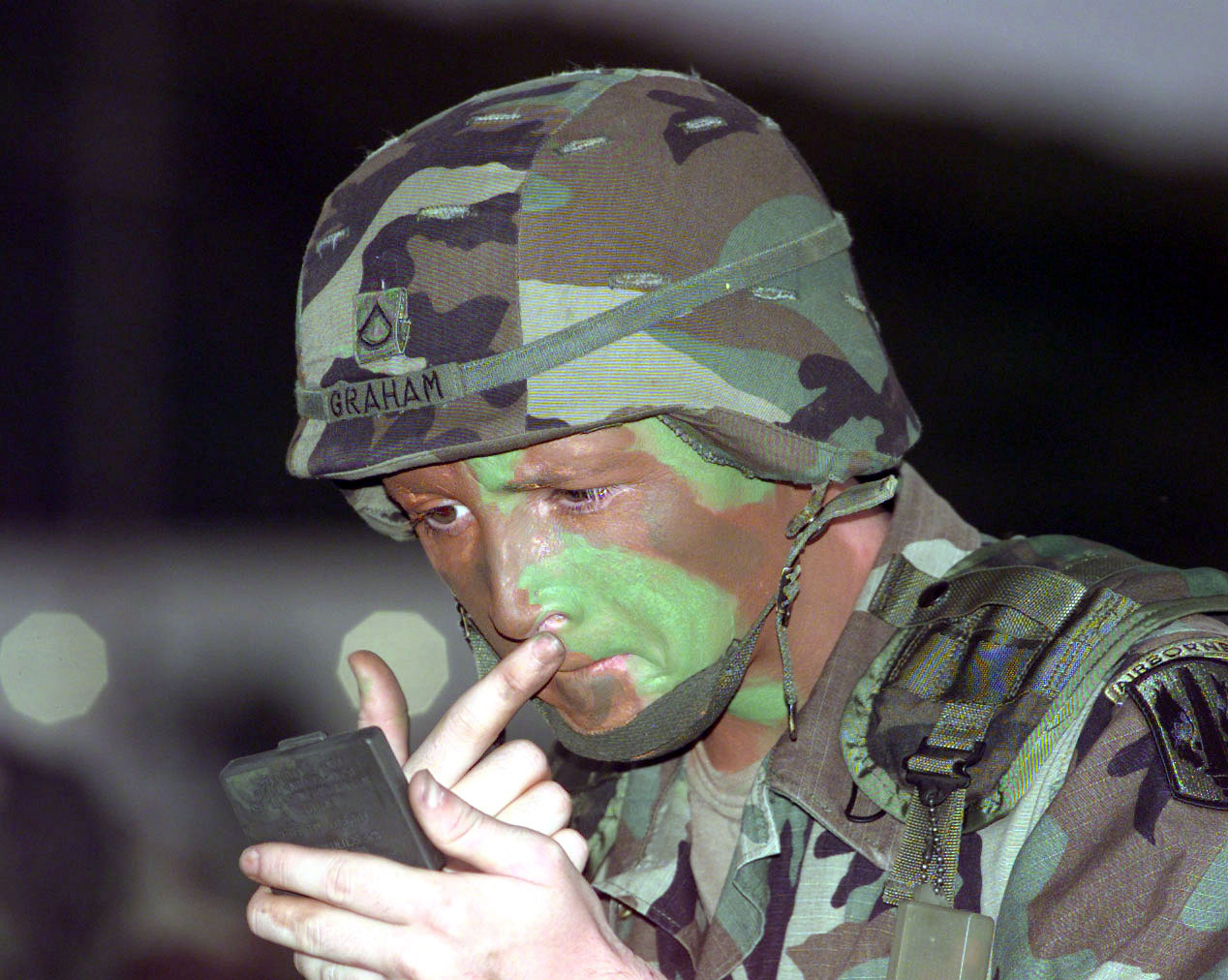
Militar aplicându-și o mască de camuflaj

- camuflaj - ascundere, acoperire (pe timp de noapte) a trupelor, a obiectivelor militare etc.; material folosit în acest scop.
- camuflare:

- vopsirea costumelor militarilor, armelor și mașinilor de război în culori asemănătoare cu cele ale mediului pentru a fi mai greu vizibile de către inamic;
– operație de acoperire și de ascundere a surselor de lumină, în vederea protecției pe timp de noapte împotriva observării inamicului.
- camuflet – explozie subterană a cărei acțiune nu se manifestă la suprafață, ci produce doar un gol în adâncime
- canonadă – tragere a unui număr mare de lovituri cu multe guri de foc de artilerie, într-un timp relativ lung.
- canonieră – navă de luptă înzestrată cu artilerie și destinată serviciului de pază a litoralului și a fluviilor.
- cantină - (ieșit din uz) încăpere în interiorul unei unități militare, de unde se puteau cumpăra diferite alimente și obiecte.
- cantonament – staționare temporară a unor trupe militare într-o regiune; loc unde sunt instalați cei cantonați.
- cantonare - (despre trupe) instalare temporară într-un cantonament.
- cap de pod:

- porțiune de teren menținută sau cucerită pe malul opus al unei ape sau pe litoralul maritim, în scopul trecerii la ofensivă sau al continuării ei;
- teritoriu străin folosit de un stat agresiv ca bază pentru desfășurarea acțiunilor militare împotriva altui stat.
- capacitate de apărare – grad de pregătire a unui stat sau a unui grup de state în vederea respingerii unei agresiuni.
- capacitate de luptă⁠(en)[traduceți] – posibilitate a trupelor de aduce acțiuni de luptă în orice moment și care depinde de pregătirea de luptă, de starea moral-politică a trupelor, de gradul de completare cu efective și cu tehnică, precum și de pregătirea tehnicii pentru luptă.
- capelă - șapcă de postav cu cozoroc moale, purtată de militari.
- capelmaistru - șef de fanfară militară.

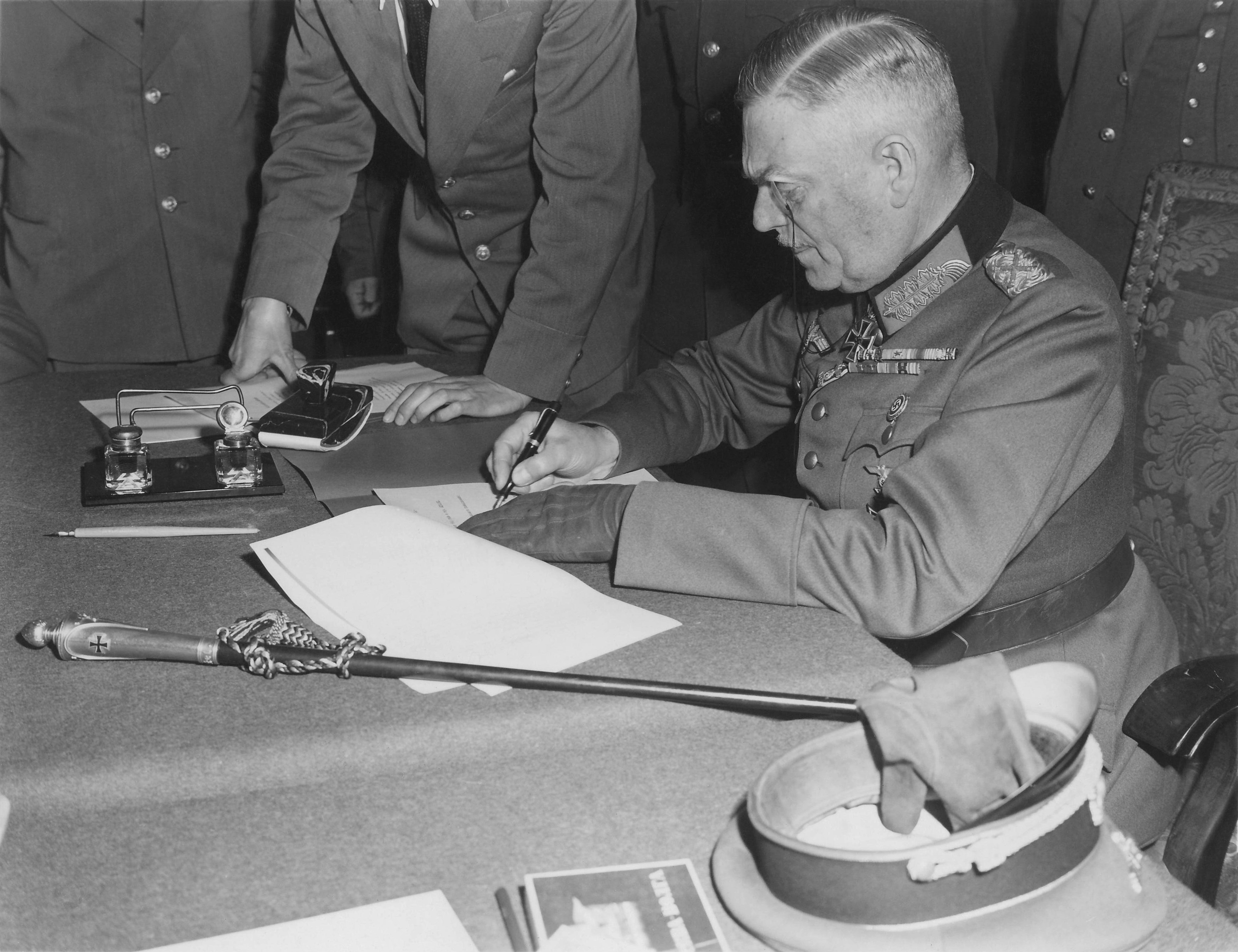
Generalul Wilhelm Keitel semnând Actul capitulării Germaniei (8/9 mai 1945)

- capitulare – încetare a ostilităților militare de către forțele armate ale inamicului sau de o parte din acestea, ca o consecință a unui raport de forțe care face ca cel ce capitulează să nu poată continua lupta.
- capitulare necondiționată - capitulare fără alte condiții decât cele prevăzute de dreptul internațional.
- caponieră - tunel de legătură în lucrările de fortificație.
- caporal – grad militar imediat inferior aceluia de sergent.
- caporal de schimb – militar din compunerea unei gărzi, care are ca îndatorire principală schimbarea și instalarea santinelelor.
- caportieră - cazemată cu două ambrazuri, ale cărei arme flanchează două direcții; tunel de legătură în lucrările de fortificații.
- capsare - montarea capsei unui cartuș.
- capsă - căpăcel sau tub metalic umplut cu o materie explozivă, folosit la armele de foc, în mine etc. pentru a provoca explozia unei încărcături.
- capturare - (referitor la unități militare inamice sau la persoane aparținând acestor unități) prindere, a luare ca prizonier; dobândire prin luptă de materiale și tehnică de luptă aparținând inamicului
- captură:

- (în războiul terestru) bunurile mobile ale unui stat intrate în proprietatea altui stat, ca urmare a unei capitulări, predări ori în urma ocupației teritoriului;
- (în războiul maritim) luarea, ca pradă, a unei nave inamice sau a unei nave neutre care acordă ajutor inamicului.

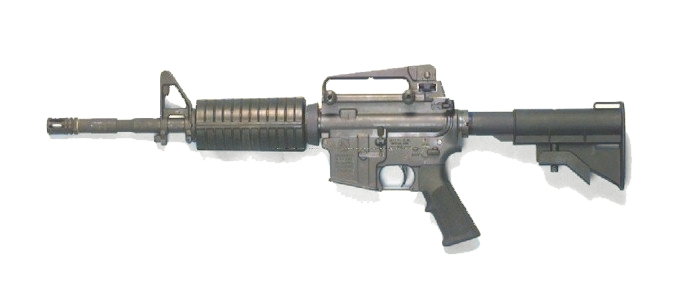
Carabina americană M4

- carabină – pușcă cu țeavă mai scurtă, mai ușoară decât pușca obișnuită.
- carabinier - (în trecut) soldat (în Franța, Italia etc.) înarmat cu o carabină; (astăzi) membru al jandarmeriei italiene; vameș în Spania.
- car blindat - vezi tanc.
- Carcano - numele unei serii de puști cu repetiție italiene de la începutul secolului al XX-lea.
- carceră - încăpere mică și întunecoasă, celulă într-o cazarmă, unde erau închiși militarii pedepsiți.
- car de luptă - tip de trăsură, utilizat în Antichitate, în scopuri militare.
- careu - trupă de infanterie așezată astfel încât să formeze un pătrat (pe două rânduri, cu fața în afară) pentru a rezista atacului din patru fronturi (de exemplu atacului cavaleriei).
- carne de tun - expresie pentru masă de militari trimiși pe front spre a lupta și care sunt expuși măcelului, cu pierderi mari de vieți omenești.
- Carpați - armă individuală folosită în special de poliție și de personalul de pază din România; variante: Md. 1974, Md. 1995.
- cartier:

- parte din comandamentul unei mari unități, formată din personalul de deservire și din mijloacele de transmisiuni; vezi și marele cartier general;
- loc (întărit) unde este cantonată o armată; tabără.
- cartiruire:

– activitatea de pregătire a intrării și instalării trupelor în cantonament (sinonim: încartiruire);
- denumire prescurtată a echipei care execută această activitate.

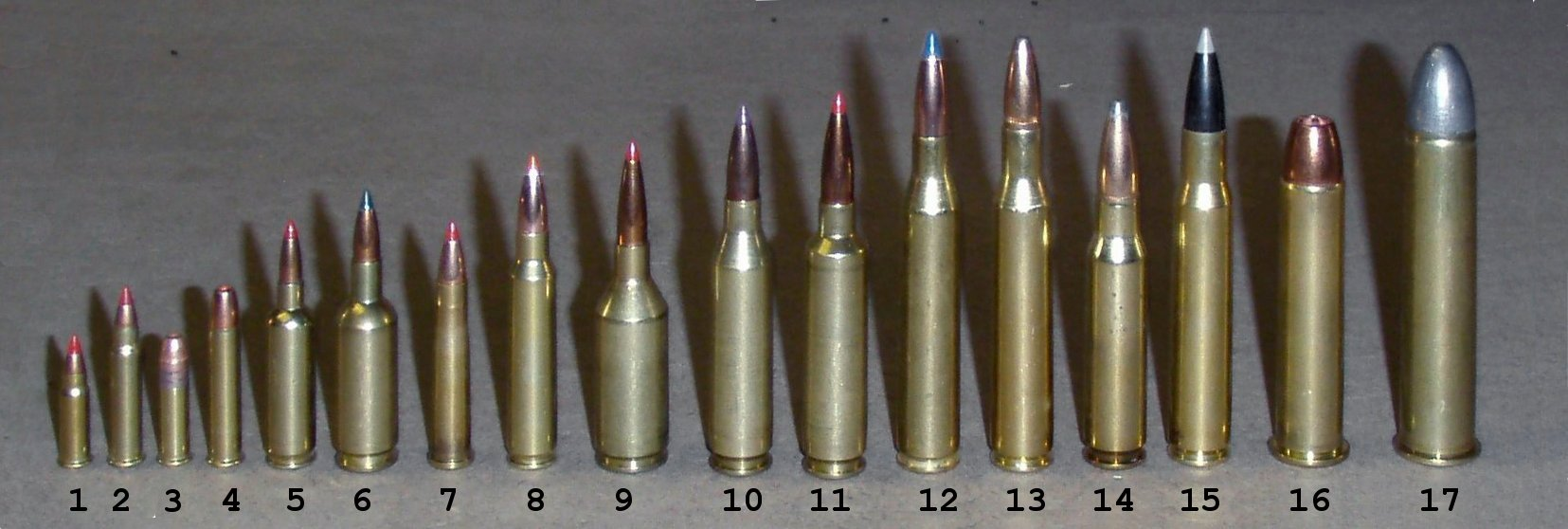
Cartușe de diferite tipuri și mărimi

- cartuș – muniția armamentului portativ, compusă din tubul-cartuș cu capsă, din încărcătura de pulbere și din glonț.
  - cartuș de exercițiu – cartuș fără încărcătură, destinat pentru exercițiile de încărcare și descărcare a armei.
  - cartuș de instrucție – cartuș cu încărcătură redusă de pulbere, cu greutate mai mică decât cea a cartușului de război.
  - cartuș de manevră – cartuș folosit pentru imitarea tragerilor de luptă.
  - cartuș de război – cartuș folosit în luptă.
  - cartuș de semnalizare – tub de carton conținând o încărcătură de pulbere cu ajutorul căreia se aruncă pastile pirotehnice, care produc prin ardere semnale luminoase de diferite culori; este destinat transmiterii unor ordine.
  - cartuș filtrant – cutia măștii contra gazelor, în care se află substanțele filtrante.
  - cartuș orb - cartuș fără proiectil, folosit la exerciții, la parade, la demonstrații etc.
- cartușerie - secție într-un arsenal unde se fabrică și se depozitează cartușe.
- cartușieră:

- geantă sau cutie, prinsă de centură, în care militarii poartă cartușele;
- brâu de piele sau de pânză cu locașuri tubulare, în care se țin cartușele.
- cască - acoperământ pentru cap, făcut din metal și folosit de militari pentru protecția capului în timp de război.
  - cască de pompier - accesoriu din cadrul utilizat de pompieri la incendii și în alte situații de urgență, pentru protecția capului împotriva loviturilor mecanice sau a electrocutării.
- caschetă - șapcă cu cozoroc, cu fundul larg și rotund, care face parte din echipamentul militarilor.
- casus belli – motiv invocat de un stat pentru începerea războiului, de multe ori nefiind identic cu cauzele reale ale conflictului.
- casus foederis - situația în care un stat trebuie să intre în război de partea unui alt stat cu care tocmai s-a aliat.
- catafractă:

- călăreț îmbrăcat în armură;
- platoșă grea, făcută din diferite materiale, adaptată pentru om și pentru cai.
- catapultă:

- mașină de război folosită în Antichitate la atacul cetăților, care putea proiecta pietre sau recipiente cu substanțe inflamabile;
- dispozitiv pentru lansarea unor planoare sau avioane;
- dispozitiv pentru aruncarea din avion a pilotului, în vederea parașutării în caz de avarie.
- cavalerie – armă care folosește calul ca mijloc de transport al luptătorului și uneori chiar în luptă.
- cavalerie grea - unitate formată din călăreți înalți, înarmați cu arme și armuri grele și călărind cai masivi și care își foloseau în luptă forța de șoc.
- cavalerie ușoară - unitate formată din călăreți înarmați cu arme ușoare și călărind cai rapizi.
- cavalier - terasă înaltă într-o fortificație, pentru amplasarea tunurilor.
- cazarmament – denumire militară dată așternutului de pat (saltea, pătură, cearșaf, pernă).
- cazarma echipajului - compartiment situat sub puntea unei nave de luptă, destinat odihnei echipajului.
- cazarmă – ansamblu de clădiri și de construcții destinate instalării trupelor militare.
- caz de forță majoră - situație în care cineva nu poate acționa sau proceda așa cum ar dori, din cauza unor împrejurări constrângătoare.
- cazemată – lucrare de apărare, în care sunt instalate diferite mijloace de foc (tunuri și mitraliere).
- cazon - de cazarmă, propriu cazărmii; milităresc.
- căluș - obiect pe care se sprijină pușca când se ochește.
- căpitan:

- grad de ofițer între locotenent major și maior; cel mai mare grad de ofițer inferior;
- comandant al unei nave, care în largul mării îndeplinește și funcția de delegat de stare civilă, ca și pe cea de notar.
- căpitan de rangul 1, 2, 3 – grade de ofițer în marina militară, corespunzătoare gradelor de colonel, locotenent colonel, maior din armata terestră.
- căpitan-locotenent – grad de ofițer în marina militară, corespunzător gradului de căpitan din armata terestră.
- cătare – parte din dispozitivul de ochire al unei arme de foc, montată deasupra gurii țevii și care, împreună cu înălțătorul, servește la luarea liniei de ochire.
- cătușe -  inele metalice, legate între ele printr-un lanț, cu care se leagă mâinile (uneori și picioarele) arestaților sau prizonierilor.
- căutare antisubmarină - activitate de descoperire a submarinelor prin hidrolocație, radiolocație și vizual.
- câmp de luptă – fâșie de teren pe care se duc acțiuni de luptă cu inamicul terestru.
- câmp de mine – baraj genistic exploziv, format dintr-o fâșie de teren (sau de apă) pe care sunt instalate mine.
- câmp de observare – spațiu cuprins cu privirea sau cu un aparat optic, în limitele căruia se desfășoară o activitate de observare.
- câmp de tragere:

– porțiune de teren special amenajată pentru executarea exercițiilor militare de tragere;
- unghiul orizontal sau vertical în limitele căruia o gură de foc poate executa tragerea prin modificarea poziției țevii, fără a se schimba poziția afetului.
- CBU - denumirea unor bombe cu dispersie americane, dintre care cele mai notabile sunt: CBU–87 CEM și CBU–97.

### Ce - Co
- ceapraz – șiret sau panglică cu care se împodobesc hainele militare.
- Ceasul Apocalipsei - ceas simbolic, administrat de Bulletin of the Atomic Scientists, care arată câte minute ar dura până la anihilarea omenirii în eventualitatea unui război nuclear.
- CEKA - una din organizațiile poliției politice sovietice, creată de Lenin.
- celulă - formă de organizare pentru luptă a aviației, fiind cea mai mică subunitate de foc, reunind două avioane de vânătoare (împreună cu echipajele respective) sau de bombardament.

- celulă de alarmă:

- sistem de avertizare care alertează echipajul în cazul apariției unor situații de urgență sau periculoase în timpul zborului.
- procedură de siguranță care implică activarea unui sistem de alarmă la bordul aeronavei și notificarea echipajului cu privire la o situație de urgență sau de pericol iminent, cum ar fi un atac inamic, o defecțiune tehnică gravă sau o aterizare forțată iminentă.
- centiron - centură (de care se agață teaca armei).
- Central Intelligence Agency - (prescurtare CIA) serviciu secret extern al SUA.
- centură - curea lată (de piele, de pânză etc), cu care se încinge talia, folosită mai ales de militari; vezi și centiron.
- centură de fortificații – linie de lucrări de apărare permanentă (forturi, cazemate etc.) în jurul unei localități importante.
- cercetare – culegere și studiere a datelor despre inamic, teren, populație, resurse etc. și care se execută prin incursiuni, ambuscade, observare, ascultare, fotografiere etc.
- cercetaș – militar special instruit pentru a executa misiuni de cercetare.
- Cercul Militar Național – importantă instituție militară a României, în care au loc diverse manifestări cultural-artistice.
- ceremonie (militară) - eveniment solemn și oficial care implică participarea membrilor forțelor armate sau a altor organizații militare, organizat în diferite ocazii, cum ar fi onorarea veteranilor, comemorarea celor căzuți în luptă, ceremonii de trecere în grad sau alte evenimente militare importante; vezi și: paradă, uniformă de ceremonie.

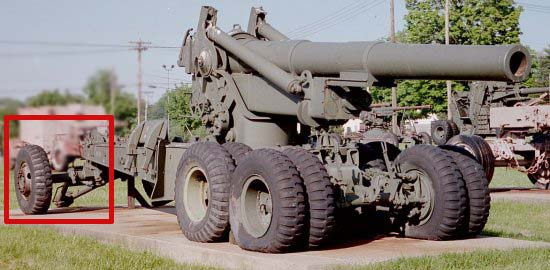
Cheson de artilerie (în dreptunghiul roșu)

- cheson – vehicul de artilerie cu tracțiune hipo sau auto, destinat pentru transportul muniției, format dintr-o ladă fixată pe un cărucior.
- chestionar biografic - vezi fișă de cunoaștere.
- chestor -  grad profesional în cadrul corpului ofițerilor din Poliția Română, superior celui de comisar.
- chingă:

- (la cavalerie) bandă lungă de cânepă sau de curea, cu cataramă, cu care se fixează șaua pe cal;
- (la marina militară) cerc metalic cu care se ridică torpilele.
- chiulasă - partea posterioară a țevii unei arme de foc (pe unde se încarcă arma).
- chiurasat - vezi cuirasat.
- chiurasă - vezi cuirasă.
- chivără - chipiu înalt, folosit, în trecut, de militarii anumitor unități militare.
- CIA - vezi Central Intelligence Agency.
- ciocan de foc – tragere puternică de artilerie, de scurtă durată, executată prin surprindere.
- ciocnire voluntară – lovire cu avionul propriu a unui avion inamic care nu a putut fi doborât prin foc (sinonim: lovitură de berbec).
- civil - persoană care nu face parte din forțele armate sau din alte structuri militare ale unui stat.
- clarc (sau clark) - gaz iritant de luptă, care provoacă strănutul.
- clase de incendiu - formă de clasificare a tipurilor de incendii.
- cloropicrină - substanță toxică de luptă cu efect sufocant și lacrimogen.
- cnemidă - un fel de jambiere metalice folosite în Antichitate de soldații greci.
- coafă – înveliș al părți ogivale a unor tipuri de proiectile.
- cobeligeranță - situație în care se află un stat care participă la război alături de alte state, împotriva unui inamic comun, dar fără ca această participare să aibă la bază un tratat de alianță.
- cocardă - semn distinctiv (de obicei culorile naționale) purtat la chipiu de către militari.
- cocktail Molotov - recipient de sticlă umplut cu benzină și folosit drept grenadă.
- coif -  acoperământ de metal sau de piele pentru protecția capului, purtat în trecut de unii soldați în timpul luptelor.
- colaboraționism - atitudine sau politică de trădare a intereselor propriei țări, specifică celor care au colaborat cu ocupanții străini, mai ales cu naziștii în cel de-al Doilea Război Mondial sau cu comuniștii ulterior.
- coloană – formație realizată prin dispunerea în adâncime a trupelor în scopul deplasării.

- coloană de marș – trupe care se deplasează în coloană pe același itinerar, sub comandă unică.
- coloană uscată - instalație de alimentare cu apă fixă, rigidă, montată în interiorul unei construcții și utilizată numai de către serviciile de pompieri.

Însemnul de colonel în Armata Română

- colonel – grad de ofițer între locotenent-colonel și general maior; este cel mai mare grad de ofițer superior.
- colți antitanc – elemente de baraj genistic antitanc, constituit din bârne, grinzi, blocuri de piatră, îngropate la un capăt și dispuse pe mai multe rânduri în eșichier.
- comandament – organ de conducere a unei unități, a unei mari unități sau a unei instituții militare.

- comandament suprem – cel mai înalt organ în timp de război, care conduce operațiile forțelor armate ale unui stat sau ale unui grup de state.

- comandant – miltar numit prin ordin să conducă o (sub)unitate sau o mare unitate, fiind șeful întregului personal din subordine.
- comandă:

- funcție de conducere a unei (sub)unități sau a unei mari unități militare;
- exercitarea funcției de comandant;
- ordin al comandantului exprimat într-o formă scurtă, stabilită precis de regulamentele militare, pentru obținerea executării simultane a diferitelor mișcări ale militarilor.

Trupă britanică de comando în timpul celui de-al Doilea Război Mondial

- comando - detașament cu efectiv redus, constituit din oameni selecționați și instruiți în mod special pentru acțiuni dificile și periculoase, în condiții speciale (subversiuni, debarcare, desant aerian, acțiuni în spatele frontului inamic etc.).
- comandor - grad de ofițer superior din aviația și marina militară, corspunzător gradului de colonel din armata de uscat.
- combatant – persoană care face parte din forțele armate destinate să participe direct la luptă.
- combinezon HAZMAT - echipament de protecție individuală ce protejează purtătorul de materiale periculoase sau pompierii în timpul acțiunii de stingere a incendiilor.
- comenduire – organ militar însărcinat cu supravegherea îndeplinirii regulamentare a serviciului de gardă, cu menținerea ordinii și a disciplinei militare.
- comisariat militar – organ militar local al puterii de stat în fiecare regiune administrativă și care se ocupă cu problemele de interes militar.
- comisar militar - șeful unui comisariat militar.
- compánie – subunitate militară care intră în compunerea batalionului și care este organizată pe plutoane.

- companie de onoare – denumire pe care o poartă o compánie când îndeplinește rolul de gardă de onoare.

- compunere de luptă – totalitatea forțelor și mijloacelor ale unei (sub)unități, mari unități destinate îndeplinirii unei misiuni de luptă.
- concentrare:

- chemare în armată, în timp de pace, a unor rezerviști, pentru a-și completa pregătirea militară sau pentru alte necesități;
- acțiunea de strângere a trupelor și a mijloacelor de luptă într-o anumită localitate, regiune.
- concentrare de trupe – forțe și mijloace de luptă grupate într-un anumit loc.

- conflict armat – vezi: război.
- conflict de frontieră – mici ciocniri între organele de pază a frontierelor unor state învecinate, ciocniri care se pot transforma în conflicte internaționale (sinonim: incident de frontieră).
- conflict internațional – diferend, litigiu între state.
- consemn – totalitatea îndatoririlor specifice ale șefului unei gărzi militare, conforme cu misiunea pe care o are garda.
- consemnare – interzicere a militarilor de a părăsi cazarma, din locul de staționare sau de a părăsi nava de luptă pentru un anumit timp, din motive de securitate, sanitare sau disciplinare.
- consolidarea succesului – totalitatea măsurilor în vederea menținerii obiectivelor cucerite și continuarea acțiunilor de luptă.
- contingent – totalitatea cetățenilor născuți în același an, care au fost luați în evidența comisariatelor militare.
- contingență⁠(d) - planul de acțiune elaborat în avans pentru a face față unor situații neprevăzute sau pentru a răspunde la evenimente imprevizibile care ar putea avea impact asupra operațiunilor militare sau a securității naționale⁠(d).
- contraamiral – grad de ofițer în forțele maritime militare, corespunzător gradului de general-maior din trupele de uscat.
- contraatac – ripostă ofensivă în lupta de apărare, în scopul anihilării inamicului și al restabilirii apărării (sinonim: contralovitură).
- contrabaterie – acțiune de foc dusă de către artileria proprie împotriva bateriilor de artilerie ale inamicului.
- contraescarpă – baraj antitanc, săpat pe contrapante în scopul măririi înclinării acestora, astfel încât încercarea tancurilor de a-l trece să ducă la răsturnarea acestora.
- contralovitură – vezi: contraatac.
- contraofensivă – trecere de la apărare la ofensivă, care se execută în momentul în care inamicul nu mai poate dezvolta ofensiva și care, spre deosebire de ofensivă, se pregătește în timpul operației de apărare și se execută fără pauză.
- contrapregătire – lovire a grupării principale de forțe ale inamicului, înaintea începerii ofensivei inamice, în scopul obstrucționării sau întârzierii acesteia.
- contraspionaj - serviciu de stat însărcinat cu urmărirea și contracararea actelor de spionaj și de descoperire și prindere a spionilor.
- contratorpilor

- denumirea veche a distrugătorului din marina militară;
- navă de război rapidă, care are misiunea de a urmări și distruge torpiloarele.
- copiii războiului - termen care se referă la acei copii care și-au petrecut copilăria în timpul unui război, ori s-au născut după război în urma unui viol sau a unei relații cu militar din tabăra inamică.
- cordon:

- șir de posturi militare care efectuează serviciul de pază;
- linie, șir de soldați care păstrează ordinea în anumite situații.
- corectarea tragerii – operație care se execută în timpul unei trageri, cu scopul de a mări efectul acesteia, apropiind cât mai mult centrul de împrăștiere al loviturilor de centrul obiectivului.
- corecție de ochire – modificare adusă elementelor de ochire ale unei arme de foc (distanță, unghi orizontal), ținându-se seama de erorile proprii aparatului de ochire, precum și de mișcarea țintei.
- coridor strategic - cale esențială de transport și comunicare, care poate fi folosită pentru deplasarea trupelor, echipamentelor și aprovizionărilor, permițând forțelor armate să fie eficiente și versatile în fața amenințărilor și crizelor imediate.
- corp auxiliar - soldați care luptă sub steagul unei alte națiuni; sinonim: trupe auxiliare.
- corp (de armată) – unitate tactică-operativă de arme cuprinzând mai multe divizii, de obicei de aceeași categorie (exemple: corp de tancuri, de aviație etc.)
- corp de gardă – clădire sau încăpere pe care o ocupă o gardă militară pe timpul executării serviciului de pază.
- corvetă - navă de război de mic tonaj, ușor armată și cu mare mobilitate în acțiune, mică decât fregata și mai mare decât bricul.
- costum de protecție anticaloric - echipament de protecție individual care asigura protecția pompierilor la incendii sau în vecinătatea surselor foarte intense de căldură.
- costum de protecție contra apei - echipament de protecție individual confecționat din material de foaie de cort, care se folosește cu scopul de a proteja utilizatorul contra efectului apei.

### Cr - Cz
- creastă militară – aliniamentul punctelor de pe o formă de relief (deal, înălțime etc.) de la care se poate vedea suprafața acesteia până la bază.
- crimă de război - încălcare a legilor războiului din timpul unui conflict armat, care cade sub incidența dreptului internațional.
- crimă împotriva păcii - acțiunile de planificare, pregătire și punere în practică a războiului de agresiune.
- crimă în masă - acțiuni ilegale și violente comise în timpul unui conflict armat sau al unor operațiuni militare de către militari sau grupuri paramilitare împotriva unui număr mare de victime, inclusiv civili neînarmați; exemple: masacre ale populației civile, atacuri intenționate asupra infrastructurii civile sau distrugerea nejustificată a proprietății private.
- criminal de război – persoană care a comis crime împotriva legilor și uzanțelor războiului, precum și împotriva păcii și umanității.
- crochiu – reprezentare simplă a terenului, executată grafic din vedere și care se anexează la rapoartele de luptă ale trupelor.
- crucieră – acțiune de luptă pe apă pe comunicațiile maritime ale inamicului, dusă timp îndelungat și la mari distanțe de bazele proprii, având ca scop dezorganizarea sistemului de transporturi ale inamicului.
- crucișător – navă de luptă protejată prin cuirasă și dotată cu artilerie de calibru mijlociu și mare și cu rachete; este mai mică decât un cuirasat și servește ca avangardă într-o escadră, la recunoașteri etc.
- cucerire - vezi ocupație militară.
- cuib de mitralieră (de armă automată, de foc) – armă automată (piesă antitanc) și poziția de tragere întărită a acesteia, ferită de observarea terestră și aeriană a inamicului și care deschide focul prin surprindere.
- cuirasat – termen vechi care denumește navele de luptă, protejate prin cuirasă puternică și care ulterior au suferit modificări calitative, obținând denumirea de navă de linie (altă denumire: chiurasat).
- cuirasă (sau chiurasă):

- înveliș de protecție a navelor de luptă împotriva proiectilelor și a bombelor;
- îmbrăcăminte defensivă din metal sau piele, care acoperea pieptul și spatele războinicilor din vechime.
- cuirasier - soldat din cavaleria grea franceză, care purta cuirasă și cască.
- culată – partea posterioară a țevii unei guri de foc, în care se află locașul închizătorului.
- curbă balistică - traiectorie a unui proiectil din momentul lansării până la atingerea obiectivului.
- cursa înarmării - competiție între Marile Puteri pentru a atinge superioritate militară față de adversari.
- Cursa Spațială - competiție de la sfârșitul secolului al XX-lea între SUA și URSS pentru atingerea supremației în explorarea spațiului cosmic.
- curte marțială - tribunal militar în timp de război sau de stare excepțională (vezi și lege marțială).
- cutia cu mitralii - tip de muniție folosit de artilerie începând cu secolul al XVII-lea în Europa.

## D

### Da - De
- daca - paloș curb, armă caracteristică a dacilor.
- datorii de război - credite de rambursat, de regulă unui alt stat, credite ce au fost create prin costurile ridicate necesare finanțării unui război.
- debarcare - transportarea pe un litoral inamic a trupelor de desant maritim în scopuri militare.
- debit de foc -  numărul de lovituri care se poate trage cu o gură de foc într-o anumită unitate de timp, fără a se provoca scoaterea ei din serviciu (sinonim: regim de foc).
- declanșator manual de alarmă incendiu - dispozitiv destinat declanșării manuale a unei alarme de incendiu, respectiv a unui semnal de pericol.
- declarație de război - declarație oficială, prin care un stat anunță un altul, despre încetarea păcii între părți și trecerea la o stare de război.
- defectare - actul unui membru al forțelor armate de a părăsi în mod neautorizat unitatea, țara sau alianța sa, pentru a se alătura unei alte forțe, de obicei adversare; este considerată o formă de trădare.
- defensivă -  vezi: apărare.
- defilat -  care este ascuns de vederea inamicului, în spatele unei acoperiri.
- degazare -  neutralizarea efectelor substanțelor toxice de luptă (vezi și: protecție antichimică).
- degradare -  pedeapsă pentru infracțiuni care constă în pierderea gradului militar, în îndepărtarea din armată sau interzicerea de a purta decorații.
- demascare -  defecțiune în aplicarea regulilor și cerințelor mascării, care dă posibilitatea inamicului de a identifica obiectivul sau acțiunea mascată.
- demilitarizare – distrugere a instalațiilor militare și interzicerea de a construi altele noi, precum și interzicerea de a menține forțe armate pe un anumit teritoriu.
- deminare -  înlăturarea minelor dintr-un baraj de mine și care se execută de pionieri sau de alți militari pregătiți special.
- demobilizare -  trecere a forțelor armate de la starea de război la starea de pace, prin lăsarea la vatră a unei părți din efectiv, prin redarea în circuitul economic a materialelor care prisosesc și prin trecerea economiei la producția de pace.
- densitate - raportul dintre cantitatea forțelor și a mijloacelor de luptă și lărgimea frontului pe care acționează acestea.
- densitate de foc – numărul de proiectile, mine etc. trase pe o unitate de suprafață a unui obiectiv și într-un timp determinat.
- Departamentul Securității Statului - serviciul secret de informații al României comuniste (denumire uzuală: Securitatea).
- derivă:

- număr de diviziuni (milimetri) cu care trebuie să se miște (la stânga sau la dreapta) ocularul lunetei (armei) spre a corecta derivația proiectilului;
- unghi format de planul de tragere cu planul de ochire, servind la tragerile indirecte.
- desant:

- trupe destinate a fi debarcate sau parașutate pe teritoriul ocupat de inamic;
- trupe de infanterie transportate pe tancuri (desant pe tanc).
- desant aerian - tactică în care trupele din dispozitivul de luptă sunt transportate pentru a îndeplini misiuni de luptă pe calea aerului și sunt debarcate prin aterizare sau parașutare; altă denumire: aerodesant.
- desant pe tanc - tactică a armelor întrunite, unde subunitățile de infanterie sau de cercetare sunt transportate de către tancuri într-o luptă și debarcă în faza finală a acesteia.
- desant maritim⁠(en)[traduceți] -

- deschidere - breșă sau o vulnerabilitate creată în apărarea inamicului, care poate fi exploatată de către forțele proprii pentru a avansa sau a obține o poziție strategică mai bună.
- descurajare⁠(d) - strategie militară și politică bazată pe ideea că amenințarea cu represalii severe împotriva unui potențial agresor descurajează atacul inițial, esențială în contextul armelor nucleare, fiind un pilon al stabilității internaționale în perioada Războiului Rece și după.
- desfășurare - trecere a unei (sub)unități sau mari unități de la dispozitivul de marș la dispozitivul de luptă sau premergător de luptă.
- despăgubiri de război - formă de recunoaștere a răspunderii materiale a unui subiect de drept internațional pentru distrugerile provocate unui alt subiect (de regulă stat).
- despresurare - scoatere, prin acțiuni de luptă, a unei grupări de forțe proprii sau eliberare a unui obiectiv din încercuirea realizată de inamic.
- detașament - reuniunea temporară a unui număr de (sub)unități sub o comandă unică, în vederea îndeplinirii unei misiuni de luptă.
- detector - aparat, dispozitiv pentru detectarea substanțelor toxice de luptă, a radiațiilor nucleare, a undelor radioelectrice, a minelor etc.
- detector de metale - aparat electronic pentru detectarea obiectelor metalice ascunse vederii.
- detector de mine - aparat electronic cu ajutorul căruia se descoperă minele metalice îngropate, instalate în zidărie, aflate sub apă etc.
- detector de proximitate - aparat electronic care detectează apropierea unei persoane sau a unui obiect de o zonă controlată.
- detonator - element al focosului, dispus în partea care intră în încărcătura de explozie a proiectilului și având rolul de a amplifica impulsul dat de capsa detonantă.
- detunător - partea posterioară a țevii unei arme de foc de infanterie în care intră tubul cartuș.
- deviație - abatere a unui proiectil din planul de tragere, cauzată de rotația în jurul axei sale.
- dezactivare - îndepărtare a substanțelor radioactive de pe armament, tehnică de luptă, lucrări de apărare, teren, din apă, alimente.
- dezarborare - doborârea cu o salvă de artilerie a arboradei unei nave inamice.
- dezarmare:

- luarea cu forța a armelor inamicului;
- renunțarea la înarmare și desființarea (totală sau parțială) a forțelor militare sau a mijloacelor de pregătire de război ale unui stat.
- dezertare - infracțiune militară care constă în lipsa nejustificată a unui militar de la unitate sau de la locul serviciului.
- dezvoltarea succesului - ansamblul măsurilor adoptate pentru exploatarea rezultatelor favorabile obținute în luptă, în scopul nimicirii complete a inamicului.

### Di - Dz
- dictatură militară - formă de autoritate politică în care puterea este concentrată în mâna unui conducător militar și a unui grup restrâns de ofițeri.
- difosgen - substanță toxică de luptă, asemănătoare fosgenului.
- dinți de dragon - obstacole antitanc⁠(d) care constau în blocuri mari din beton, de formă piramidală sau conică, amplasate strategic pe câmpul de luptă sau în jurul unor obiective pentru a împiedica sau a încetini deplasarea vehiculelor blindate și a tancurilor inamice.
- direcție de atac - linie care marchează orinetarea atacului de la aliniamentul de plecare până la obiectivul de cucerit.
- direcție operativă:

- fâșie de teren, care, permite concentrarea, organizarea și desfășurarea unor acțiuni militare cu una sau mai multe grupări de forțe de nivel divizie sau corp de armată;
- nivel mai detaliat decât cel al direcției strategice, situându-se la nivelul unui comandament operațional; poate fi responsabilitatea unui comandant de operațiuni și vizează planificarea și desfășurarea operațiunilor pe termen scurt.
- direcție secundară - fâșie de teren în care marile unități duc acțiuni de luptă cu o parte din forțe și mijloace pentru a ajuta acțiunea trupelor de pe direcția principală.
- direcție strategică:

- fâșie de teren ce permite desfășurarea acțiunilor militare, cu o mare unitate operativ-strategică de tipul unui front sau a unei grupări strategice;
- nivelul cel mai înalt al conducerii militare și/sau politice; se referă la deciziile strategice luate la nivel de țară sau alianță și vizează obiective pe termen lung și implică luarea de decizii majore privind resursele, capacitățile și direcția generală a unei operațiuni militare sau a politicii de securitate națională.
- disciplină militară - respectarea cu strictețe de către militarii de toate gradele a ordinii și regulilor stabilite prin legile și regulamentele militare.
- dislocare - mutare într-un alt loc a unor trupe armate, impreună cu infrastructura logistică a acestora.
- dispersare - dispunere a trupelor pe subunități la anumite distanțe reciproce, pentru a evita aglomerarea și a limita efectul focului inamic.
- dispozitiv antideminare - dispozitiv destinat să protejeze o mină și care face parte din aceasta, este legat de aceasta, atașat la aceasta sau plasat sub mină și care se declanșează la o acțiune intenționată de a modifica poziția minei.
- dispozitiv de luptă - gruparea forțelor și mijloacelor unei (mari) unități în vederea unei acțiuni de luptă.
- dispozitiv de marș - gruparea forțelor și mijloacelor unei (sub)unități sau mari unități pe timpul deplasării dintr-un loc în altul.
- distanță de tragere - distanță, măsurată pe orizontală, de la gura de foc până la obiectiv.
- distrugător – navă militară foarte rapidă, de tonaj redus, echipată cu armament de artilerie, rachete și torpile și folosită la urmărirea și distrugerea torpiloarelor (vezi și contratorpilor).
- distrugere reciprocă asigurată -  doctrină, bazată pe teoria descurajării, care precizează că utilizarea pe scară largă a armelor de distrugere în masă ar rezulta în anihilarea completă, totală și irevocabilă, atât a atacatorului cât și al apărătorului.
- divizie - mare unitate formată din regimente (brigăzi, batalioane), exemple: divizie de infanterie, divizie mecanizată, de tancuri, de artilerie, de aviație, de desant aerian etc.
- divizion - subunitate de artilerie sau cavalerie care corespunde batalionului.
- divizion de nave - unitate în forțele maritime militare compusă din mai multe nave de același tip.
- doctrină militară - set de principii și reguli care guvernează strategia militară și acțiunile armatei.
- doctrină tactică - set de principii și metode militare, care sunt utilizate de către forțele armate pentru a planifica și desfășura acțiunile de luptă, dezvoltate pe baza experienței acumulate în timpul conflictelor militare anterioare și a studiilor efectuate de către specialiștii în domeniu.
- dorobanț - soldat de infanterie din Principatele Române.
- dragă - aparatură tehnică de luptă cu ajutorul căreia se curăță o anumită zonă din mare sau dintr-un fluviu de minele lansate de inamic.
- dragór – navă de luptă pentru dragajul minelor și pentru explodarea acestora (sinonim: navă dragoare); vezi și spărgător de baraj.

- dragor de bază - dragor care execută dragajul barajelor de mine și convoierea sub dragă.
- dragor de escortă - dragor ce asigură protecția împotriva minelor a navelor care acționează în mare.
- dragor fluvial - dragor care asigură protecția împotriva minelor pe fluvii și pe canale navigabile.

- drapel - semn distinctiv al unui stat (drapel de stat), al unei unități militare (drapelul unității), reprezentat printr-o bucată de pânză, fixată pe o lance de lemn și având imprimată o stemă sau emblemă; steag.

- drapel alb - simbol universal de capitulare, armistițiu sau negociere, care semnalează intenția de a se preda sau de a înceta ostilitățile temporar pentru a negocia condițiile de pace sau pentru a acorda ajutor medical răniților.
- drapel de stat - semn distinctiv oficial al unui stat, a cărui descriere se află în constituția acestuia.
- drapelul păcii - drapel de tip curcubeu cu cele șapte culori ale spectrului luminii vizibile, dispuse orizontal, pe care se găsește cuvântul PACE scris cu majuscule, în alb, în limba italiană.
- drapelul unității - semn distinctiv al unei unități militare, pătrat tot timpul în incinta acesteia, iar, în caz de război, pe câmpul de luptă al unității.

- drept de vizită și cercetare - dreptul navelor de război de a trimite un ofițer la bordul navelor neutre în timpul unui conflict armat pentru a verifica documentele de bord și a controla dacă transportă contrabandă de război.
- drum de coloană - drum amenajat sumar, în scopul de a se asigura deplasarea trupelor în zonele unde nu sunt căi de comunicație suficiente.
- DȘK -  mitralieră grea antiaeriană sovietică, dotată cu afet, folosită mai ales în al Doilea Război Mondial.
- dum-dum - proiectil care își desface vârful când lovește un corp, producând răni grave.

## E
- ECHELON - denumirea unei presupuse rețele de spionaj folosite de Statele Unite, Regatul Unit, Canada, Australia și Noua Zeelandă.
- echipament -  totalitatea obiectelor de îmbrăcăminte și încălțăminte, precum și a unor accesorii (centură, sac de merinde, cartușieră etc.) care se distribuie militarilor.
- echipament de campanie -  echipament pe care îl poartă soldații în război sau la instrucție.
- echipă - grup format din mai mulți soldați, care lucrează împreună pentru a îndeplini o sarcină specifică.
- echivalent de trotil -  valoarea energiei degajate de o explozie nucleară, exprimată în numărul de tone de trotil care ar degaja aceeași energie.
- economie de război - sistem economic în care resursele unei țări sunt reorganizate și direcționate în principal către susținerea unui conflict armat, prin creșterea producției de bunuri și servicii necesare pentru efortul de război.
- efectiv - numărul de oameni care intră în componenta unei unități militare.
- efectiv control - efectivul înscris în registrele unității militare.
- efectiv prezent - efectivul care se găsește în serviciu la un moment dat.
- ejector de gaze - dispozitiv montat pe țeava tunului unui vehicul blindat de luptă care împiedică întoarcerea gazelor toxice înapoi în compartimentul de luptă, prin culată, în momentul în care se încarcă un nou proiectil; sinonim: extractor de fum.
- elemente - înălțătorul și deriva unui tun.
- eliberare - lăsare la vatră a unui militar în termen.
- elicopter de stins incendii - elicopter utilizat la stingerea incendiilor de pădure sau în alte zone greu accesibile.
- embargo al armelor - interdicție impusă de un stat sau o organizație internațională privind exportul, importul sau transferul de arme către un anumit stat, regiune sau grup implicat în conflicte.
- eques - în Imperiul Roman un membru al ordo equester (cavalerie), o clasă socială privilegiată.
- escadră - mare unitate a forțelor maritime sau aeriene.
- escadrilă - subunitate din compunerea forțelor aeriene militare, formată din câteva patrule.
- escadron - subunitate de cavalerie similară companiei.

- escadron de aviație - subunitate a armatei americane a aerului.

- escarpă - baraj antitanc executat prin săpare în versanții orientați către inamic, în scopul măririi pantei, astfel încât tancul să nu o poată trece.
- estacadă - baraj construit peste un curs de apă, fie pentru a proteja podurile împotriva minelor, fie pentru a împiedica trecerea navelor inamicului.
- eșalon:

- parte a dispozitivului de luptă, a dispozitivului operativ sau a unei coloane în marș; dispunerea pe eșaloane se face în funcție de introducerea acestora succesivă în luptă;
- unitate de transport (tren, coloană de mașini etc.).
- eșalonare - dispunerea în adâncime a elementelor unui dispozitiv de luptă, de marș sau de staționare.
- eșalonarea apărării -  dezvoltarea apărării în adâncime, prin crearea unor fâșii de apărare dispuse succesiv.
- etapă:

- distanță parcursă de trupe pe timpul unui marș, în 24 de ore;
- o parte a unei aplicații (operații) militare.
- evacuare:

- părăsire impusă de o situație de urgență a unei încăperi, a unei clădiri, a unui oraș etc.
- părăsire a unui teritoriu de către trupele ocupate, în urma unei înfrângeri, a unui tratat etc.
- exercițiu de incendiu - antrenament al personalul angajat al unei instituții, prin care se urmărește evacuarea și acționarea în caz de incendiu sau alte situații de urgență.
- extinctor - aparat pentru stingerea incendiilor, prevăzut cu o substanță chimică sub presiune și care oprește arderea; altă denumire: stingător de incendiu.
- extractor de fum - vezi ejector de gaze.

## F
- falangă:

- (în Grecia antică) formațiune de infanteriști înarmați cu lănci, dispuși în rânduri compacte;
- grupare politică paramilitară de tip fascist (exemplu: Falanga Spaniolă);
- grup compact și omogen de oameni care luptă împreună pentru același scop.
- falcata -  sabie tipică Peninsulei Iberice din perioada preromană.
- falconet - tun de calibru mic.
- falx - armă albă cu lama curbată, utilizată de traci și de daci și apoi de romani drept cârlig de asediu.
- Fat Man - denumirea bombei atomice lansată de americani asupra orașului Nagasaki la 9 august 1945.
- fălceá - piesă laterală a unui afet de tun, sub formă de cărucior, pe timpul marinei cu vele.
- fâșie – porțiune de teren limitată lateral și în care trupele duc acțiuni de luptă.
- feldmareșal – cel mai înalt grad militar în armatele unor țări ca: Germania, Rusia, Anglia etc.
- fișă de cunoaștere - document care oferă informații despre un militar: numele, vârsta, adresa, istoricul militar, antrenamentul, calificările, experiența, performanțele anterioare etc.; altă denumire: chestionar biografic.
- flanc -  fiecare dintre cele două părți laterale ale unei formațiuni sau a unui dispozitiv de luptă; sinonim: aripă.
- flintă - pușcă cu fitil, cu țeavă lungă, cocoș și cremene, folosită în trecut (vezi și sâneață).
- floretă - armă albă, cu lama lungă și flexibilă, în patru muchii, folosită mai ales pentru exerciții de scrimă.
- flotă militară - totalitatea navelor de luptă sau a aeronavelor militare ale unui stat.
- flotilă - mare unitate a forțelor maritime militare, constituită din unități de nave de luptă (unități de vedete, blindate, monitoare, dragoare, șalupe armate etc.).
- flotilă de aviație - denumire veche a unei unități de aviație similare regimentului.
- fluorfosgen - substanță toxică sufocantă de luptă.
- FN MAG - mitralieră belgiană dezvoltată în jurul lui 1950.
- foc:

- comandă de tragere;
- împușcătură, tragere cu orice tip de armament.
- foc convergent - tir de artilerie care vizează același punct.
- foc de armă -  fenomen care ia naștere prin explodarea unui cartuș detonat de un cui percutor, explozie care aruncă afară glonțul aflat pe țeava armei.
- foc de baraj - tragere care acoperă cu o ploaie de proiectile o suprafață de teren, pentru a deveni inaccesibilă inamicului.
- foc de salvă - foc executat simultan, la comandă sau la semnal, cu mai multe mijloace de foc de aceeași categorie.
- foc fratricid - atac al forțelor beligerante sau neutre asupra trupelor aliate în încercarea de a ataca ținte inamice sau ostile.
- foc razant - foc executat în limita bătăii directe adică la distanța la care înălțimea traiectoriei nu depășește înălțimea obiectivului.

- focos - dispozitiv mecanic, pirotehnic, electric sau radiotehnic, destinat provocării exploziei încărcăturilor din proiectile, rachete, bombe, mine.
- focos nuclear - dispozitiv destinat să provoace explozia unei încărcături termonucleare; este alcătuit dintr-un focos obișnuit și o încărcătură nucleară.
- „foc și mișcare”⁠(d) - doctrină tactică ce constă în crearea unei situații de superioritate a focului asupra inamicului, urmată de o mișcare rapidă a grupelor de foc pentru a exploata avantajul obținut.
- focul grecesc - produs incendiar utilizat de greci în Evul Mediu pentru a anihila navele inamice.
- force de frappe - denumirea a ceea ce a fost triada aeriană, terestră și marină de forțe nucleare franceze.
- formație - dispunere a militarilor și a subunităților într-o anumită ordine.

- formație de luptă - dispunere a militarilor și a subunităților pentru ducerea acțiunilor de luptă.
- formație de marș - dispunerea subunităților una înapoia alteia (în coloană) în vederea deplasării.
- formație în lanț - dispunere a militarilor pe aceeași linie de front la intervale de câțiva pași, în scopul ducerii luptei.
- formație în linie - dispunere a militarilor și a (sub)unităților pe aceeași linie de front.

- fort - lucrare de fortificație construită din zidărie, cu contur poligonal, care face parte dintr-o linie de fortificații.
- fortăreață - loc important din punct de vedere militar, puternic întărit, pregătit pentru apărarea circulară și pentru luptă îndelungată în caz de asediu.
- fortăreață zburătoare - denumire dată în timpul celui de-al Doilea Război Mondial unor avioane de bombardament de dimensiuni mari.
- fortificație - lucrare de apărare construită cu scopul de a feri forța vie și armamentul de observarea, focul și acțiunea inamicului.
- Forța Gideon - forță regulată africană condusă de ofițeri britanici, care a acționat ca un corp de elită în cadrul forțelor patriotice etiopiene, implicate în luptele din timpul celui de-al Doilea Război Mondial, împotriva ocupanților italieni.
- forță aeriană - ramură a forțelor armate ale unui stat, care folosește ca armă avioane militare.
- forță vie - termen prin care se denumește pe câmpul de luptă, personalul militar.
- forțe aeriene militare - totalitatea aviației militare a unui stat (sinonim: aviație militară).
- forțe armate - totalitatea forțelor militare ale unui stat (trupe de uscat, forțe aeriene militare, forțe maritime militare etc.).
- forțe maritime militare - vezi marină militară.
- forțe militare - subunitățile, unitățile, marile unități și formațiile care intră în compunerea forțelor armate.
- fosgen - gaz incolor, ușor lichefiabil, combinație de clor și monoxid de carbon; substanță toxică asfixiantă de luptă.
- Frații pădurii - partizani estoni, letoni și lituanieni, care s-au angajat în lupte de guerilă cu autoritățile sovietice în timpul ocupației sovietice în timpul celui de-al Doilea Război Mondial.
- fregată - navă militară din epoca navigației cu pânze, dotată cu tunuri.
- frână de gură - componentă amplasată de la gura unei arme de foc pentru redirecționarea gazelor de ieșire.
- frână de tragere - ansamblu de piese care face legătura între țeava și afetul gurilor de foc de artilerie, destinat pentru reducerea reculului.
- front:

- teritoriu în care se duc acțiuni militare în timpul războiului;
- partea dinspre inamic a unui dispozitiv de luptă;
- mare unitate operativă compusă din mai multe armate;
- partea spre care este orientată o formație militară.
- FSB - serviciul secret al Federației Ruse și este succesorul KGB-ului.
- fugasă:

- încărcătură mare de exploziv, îngropată în pământ sau instalată sub apă; vezi și bombă fugasă.
- recipient încărcat cu substanțe toxice de luptă, substanțe radioactive sau amestec incendiar și al cărei conținut este împrăștiat prin explozie.
- fuzant:

- (despre proiectile) care se sparge în aer;
- (despre focoase) care funcționează în aer, într-un anumit punct al traiectoriei.
- fuziadă - serie rapidă de trageri succesive al unui grup de arme de foc, care sunt destinate să suprime sau să distrugă pozițiile inamice sau să permită propria forță să avanseze.

## G
- galetă - pesmet de formă paralelipipedică, pe care îl mănâncă ostașii aflați în campanie.
- garda trăgaciului – piesă de protecție a trăgaciului armamentului de infanterie.
- gardă:

- subunitate militară înarmată, destinată pentru paza materialelor și obiectivelor militare, precum și pentru paza persoanelor aflate la arest;
- persoană sau grup de persoane care păzește pe cineva sau ceva.
- apărătoare metalică la mânerul unei săbii, care protejează mâna împotriva loviturilor adversarului.
- gardă de onoare – subunitate militară destinată să dea onorurile militare persoanelor cu funcții înalte de stat la sosirea în unitate sau în garnizoană, drapelelor care se scot la adunările festive, conducătorilor sau delegațiilor statelor străine la sosire și la plecare, precum și cu ocazia dezvelirii anumitor monumente.

- garnizoană – totalitatea unităților, formațiunilor și instituțiilor militare de toate armele, dispuse permanent sau temporar într-o localitate sau într-o regiune; localitatea sau regiunea în care sunt dispuse trupele.
- gaze de luptă - vezi: substanțe toxice de luptă.
- gaz detonant - amestec de două părți hidrogen și o parte oxigen, care, în prezența unei flăcări, reacționează violent, cu explozie.
- gazplan - material de protecție individuală, confecționat din hârtie impregnată cu soluții chimice; se folosește împotriva infectării cu substanțe toxice.
- gaz toxic - nume dat unor substanțe gazoase toxice sau asfixiante folosite în război.
- geamandură explozivă - geamandură echipată cu o încărcătură de exploziv, care explodează la contactul cu o dragă, protejând astfel barajele de mine.
- geam colorat - ecran colorat ce se montează la aparatele de ochire ale tunurilor când razele solare sunt puternice sau când inamicul folosește proiectoare.
- general - denumire generică pentru gradele de ofițeri superioare gradului de colonel.
- general-colonel - cel mai înalt grad de general, imediat inferior celui de mareșal; vezi și amiral.
- geniu, trupe de ~ - trupe specializate pentru lucrări ca: drumuri, poduri, fortificații, baraje în folosul acțiunilor de luptă ale celorlalte trupe.

- geniu marină - armă din compunerea marinei militare, specializată în executarea unor lucrări genistice pe litoral și în apa din apropiere.

- geografie militară⁠(d) - disciplină care examinează impactul factorilor geografici asupra planificării, executării și evaluării operațiunilor militare; aceasta include analiza terenului pentru a identifica poziții strategice, rute tactice, obstacole naturale și alte elemente geografice relevante pentru luarea deciziilor militare.
- Gepard - sistem antiaerian autopropulsat blindat, autonom, care poate acționa în orice condiții meteorologice.
- Gestapo - poliția secretă politică din Germania nazistă.
- gestionare a crizelor - activitate complexă ce implică atât anticiparea unei crize (realizarea unor scenarii de ținere sub control și rezolvare a acesteia) dar și răspuns rapid la apariția crizei (disciplină fermă în respectarea soluției adoptate atât din partea personalului de informare și relații publice, cât și a conducerii organizației).
- gherilă (război de gherilă) - stil neconvențional de luptă, practicat de un număr mic de combatanți (partizani), care organizează atentate, ambuscade, acțiuni de sabotaj și atacuri surpriză împotriva unei armate de ocupație.
- ghidare⁠(d) (a unei rachete) - procesul prin care o rachetă dirijată este controlată pentru a urma o traiectorie, ajustată în timp real pentru a ține cont de mișcările țintei sau de alte condiții externe, astfel încât să o lovească ținta cu o mare acuratețe.
- ghinturi - canale longitudinale de pe suprafața interioară a unei guri de foc, care generează o mișcare de rotație în jurul axei a proiectilului.
- ghiulea - vezi obuz.
- GIUK Gap - acronim din perioada Războiului Rece ilustrând spațiul maritim extrem de larg și penetrabil (în ambele direcții, înspre și dinspre SUA, respectiv Uniunea Sovietică) dintre Groenlanda și Islanda pe de o parte.
- Global Information Grid - set global, interconectat de capabilități informaționale, procese asociate și personal pentru colectarea, procesarea, stocarea și managementul informațiilor la cerere pentru forțele armate, politicieni și personal auxiliar.
- glonț - mic proiectil de oțel, de cupru sau de plumb, pentru unele arme de foc.

- glonț "dum-dum" - vezi glonț expansiv.
- glonț expansiv - glonț cu învelișul modificat, astfel încât să producă răni severe; sinonim: glonț "dum-dum".
- glonț Minié -  tip de muniție pentru puștile cu încărcare pe gura țevii, inventată în prima jumătate a secolului al XIX-lea.

- GPU - abreviere pentru poliția politică a RSFS Ruse și a  Uniunii Sovietice, succesoare a CEKA.
- grad -  fiecare dintre treptele ierarhiei militare.
- gradat - militar care are un grad inferior celui de ofițer.
- graniță - limită între două țări; hotar.
- grenadă - proiectil exploziv care se lansează cu mâna.

- grenadă defensivă - grenadă utilizată în apărare, de obicei atunci când soldatul este protejat de un obstacol și care produce un efect devastator într-o zonă largă, având o rază mare de acțiune a fragmentelor.
- grenadă F1 - grenadă defensivă utilizată de Franța în cele două războaie mondiale; un model similar a fost preluat și de Rusia, unde a fost numită Micuța lămâie.
- grenadă ofensivă -  grenadă proiectată pentru a fi utilizată în atac, cu explozie mai controlată față de grenada defensivă, cu un efect distructiv redus asupra utilizatorului.

- grenadier:

- soldat infanterist care acționa cu grenada;
- soldat dintr-o unitate de elită a infanteriei, în unele țări;
- soldați din garda lui Napoleon.
- Grille - tun autopropulsat folosit de Germania nazistă în timpul celui de-al Doilea Război Mondial.
- groapă comună - mormânt ce conține mai multe cadavre umane neidentificate, care pot fi uciși în luptă sau victime ale crimelor de război.
- grupă - denumirea celei mai mici unități din armată, compusă din 8-15 soldați.
- grup de armate - denumirea celei mai mari unități dintr-o organizație militară, condusă de un general de armată sau de un mareșal.
- grup de cercetare-diversiune - subunitate specializată, formată din 10-12 oameni, parașutați sau debarcați, infiltrați în spatele frontului, având misiuni cu un caracter deosebit: distrugeri de obiective importante și de căi de comunicație, infectarea cu substanțe chimice și bacteriologice a terenului, atmosferei și a surselor de apă, asasinarea sau răpirea unor persoane importante.
- grup de foc - grupă flexibilă formată din mai mulți soldați, care operează împreună pentru a sprijini un obiectiv comun; poate fi configurată în diferite moduri, în funcție de situație și de nevoile misiunii.
- GȘ-23 - tun automat cu două țevi, dezvoltat în Uniunea Sovietică pentru a fi folosit de avioane militare.
- gură de foc - nume generic pentru arme de foc grele (tun, obuzier etc.) care aruncă proiectilele prin expansiunea gazelor (produse în urma arderii încărcăturii de azvârlire)

## H
- halebardă - armă medievală în formă de lance cu un vârf de fier ascuțit, prevăzut pe o parte cu o secure, iar pe partea opusă cu un cârlig.
- haltă – oprire a trupelor pe timpul marșului, pentru odihna personalului, verificarea tehnicii de luptă și înlăturarea defecțiunilor.
- hanger - un fel de pumnal cu lamă încovoiată de origine orientală.
- hartă operativă - hartă de stat major pentru uz intern, pe care se reprezintă dizlocarea și acțiunile forțelor proprii pe câmpul de luptă.
- hastati - clasă de infanterie în armatele de la începutul Republicii Romane.
- hărțuire – acțiune dusă de trupe, prin atacuri de mică amploare și prin foc, pentru a neliniști pe inamic, a-i scădea moralul și a-l împiedica în desfășurarea unor activități.
- HEAT - tip de muniție antitanc, care folosește efectul Munroe pentru a distruge obiective militare.
- Heckler & Koch G36 - pușcă de asalt introdusă ca armă standard a Forțelor Armate Germane în 1997 în locul carabinei G3.
- Hedgehog - aruncător de grenade antisubmarine, în serii de câte 24 de bucăți.
- hidrant - dispozitiv care permite legarea mai multor furtunuri în același timp la conductele de distribuție a apei sub presiune și care poate fi utilizat la stingerea incendiilor.
- hidrant de incendiu exterior -  dispozitiv fix cu robinet (vană) aflat în exteriorul clădirilor și racordat la conductele de distribuție a apei sub presiune, care permite alimentarea autospecialelor de pompieri în caz de incendiu.
- hidrant de incendiu interior -  robinet cu ventil de tip colțar, montat în interiorul clădirilor.
- hippeis - denumirea dată de greci pentru cavalerie.
- Hummel - obuzier autopropulsat folosit de  Germania nazistă în timpul celui de-al Doilea Război Mondial.
- husar - ostaș din cavaleria maghiară în Evul Mediu.
- hwacha - lansator multiplu de rachete, inventat de coreeni.

## I
- iarnă nucleară -  efect climatic prezis al unui eventual război nuclear.
- iatagan - sabie turcească, de lungime mijlocie, cu lama curbă și lată, cu două tăișuri (vezi și paloș).
- inamic – statul beligerant adversar sau forțele armate și cetățenii acestui stat.
- incident de frontieră - vezi: conflict de frontieră.
- incident internațional - acțiune aparent mică sau limitată sau conflict, care conduce la o dispută mai largă între două sau mai multe state.
- incidentul cu nava USS Liberty - atacul întreprins, la 8 iunie 1967, de marina și aviația israeliană asupra vasului american USS Liberty, fiind confundat cu o navă egipteană.
- incidentul Gleiwitz - atacul asupra stației radio Sender Gleiwitz (31 august 1939) a unor trupe germane care s-au dat drept polonezi, ceea ce a constituit casus belli pentru cel de-al Doilea Război Mondial.
- incidentul Orzeł -  părăsirea orașului Tallinn de către un submarin polonez la începutul celui de-al Doilea Război Mondial, aceasta constituind o încălcare a Convenției de la Haga din 1907 și pretext al URSS pentru anexarea Estoniei.
- incursiune - acțiune de pătrundere prin surprindere pe teritoriul inamicului, în scopu obținerii de informații.
- index GRAU - notație nesecretă pentru tehnica militară produsă și exploatată în URSS și Rusia.
- industria de armament - ramură a industriei globale care produce și vinde arme și tehnologie militară.
- infanterie - una dintre armele de bază, caracterizată prin faptul că duce lupta pe jos, având ca armă principală pușca; sinonim: pedestrime.
- infanterie grea - (în Evul Mediu) tip de infanterie formată din luptători dotați cu săbii, scuturi, coifuri metalice și cămăși de zale.
- infanterie marină - parte din forțele maritime care luptă pe uscat în sprijinul unităților de marină.
- infanterie mecanizată - infanteria care folosește transportoare blindate pentru trupe sau mașini de luptă ale infanteriei (MLI) pentru deplasare și luptă.
- infanterie motorizată - infanterie dotată cu autovehicule pentru transportul personalului și al tehnicii de luptă în timpul deplasărilor.
- infanterie ușoară - (în trecut) tip de infanterie, constituită din lăncieri, sulițași, luptători cu arme de foc individualizate și arbalete.
- infiltrare - tactică utilizată de trupele de infanterie pentru a se deplasa fără a fi detectate în spatele liniilor inamice.
- informații militare - disciplină militară care utilizează abordări de colectare și analiză a informațiilor pentru a oferi îndrumări și direcții pentru a ajuta comandanții în deciziile lor
- Inițiativa Strategică de Apărare - program militar lansat de Guvernul SUA, în 1983, pentru crearea unui scut antirachetă împotriva atacurilor cu rachete balistice intercontinentale lansate de un stat inamic.
- Inspectoratul General pentru Situații de Urgență - structură subordonată Ministerului Afacerilor Interne și care coordonează toate organizațiile implicate în managementul situațiilor de urgență.
- instrucție - pregătire practică și teoretică a militarilor, totalitatea exercițiilor militare efectuate în vederea însușirii teoriei și practicii militare (cum ar fi deprinderea mânuirii armelor).
- Interahamwe - organizație paramilitară compusă exclusiv din etnici Hutu, care în 1994, au încercat să răstoarne guvernul din Rwanda.
- interceptare - acțiunea de detectare, urmărire și neutralizare a unei amenințări, cum ar fi aeronave, rachete, nave sau alte vehicule inamice, înainte ca acestea să ajungă la ținta dorită sau să își finalizeze misiunea.

- interceptare a convorbirilor telefonice - procesul de monitorizare a convorbirilor telefonice și traficului de date de pe internet de către o terță persoană sau organizație, adesea prin mijloace ascunse.

- interceptor IMSI - dispozitiv de interceptare telefonică folosit pentru interceptarea traficului de telefonie celulară și pentru supravegherea mișcării utilizatorilor de aparate mobile.
- invazie (sau invadare) -  intrare neașteptată, năvălire a unei armate inamice într-o țară, cu scopul de a o cuceri, de a o subjuga.
- iperită - lichid uleios, cu miros agreabil, puțin solubil în apă, cu acțiune vezicantă; este substanță toxică de luptă cu acțiune persistentă.
- ippiko - denumire pentru cavaleria grea din Grecia antică.

## Î
- împresurare – v. încercuire.
- "înainte marș!"  - ordin de a pleca adresat unei unități militare sau unei formații încolonate, unui militar; vezi și marș.
- înălțător - dispozitiv mecanic sau optic de ochire la puști, la mitraliere și la tunuri, care permite să se dea țevii înclinarea necesară pentru a lovi ținta.
- încartiruire - vezi: cartiruire.
- încărcătură - cantitate de explozibil cu care se încarcă o armă de foc; proiectilul introdus în armă.
- închisoare militară⁠(d) - instituție de detenție destinată persoanelor aflate sub jurisdicția legilor și reglementărilor militare, care au comis infracțiuni în timpul serviciului.[2]
- întunecare - închiderea tuturor hublourilor și stingerea tuturor luminilor de pe puntea unei nave, ca măsură de mascare a acesteia pe timpul nopții.
- învăluire a capului (cozii) coloanei inamice - vezi barare a T-ului.

## J
- Jäger - termen folosit în trecut în spațiul german pentru a defini membri ai trupelor de infanterie ușoară.
- jambieră - parte a unei armuri care proteja gamba piciorului.
- jandarmerie:

- poliție militară care are sarcina de a păzi și de a menține ordinea; localul unde își are sediul;
- corp de armată în regimul burghezo-moșieresc, însărcinat în special cu paza și cu menținerea ordinii la sate.
- jerbă:

- coloană de apă produsă de căderea unui proiectil;
- fascicul de mai multe proiectile lansate cvasi-simultan supra aceleiași ținte.
- Jericho - denumire generală dată rachetelor balistice israeliene.
- joc de război – metodă de pregătire a comandanților și statelor-majore, care constă în rezolvarea de către participanți a unor situații tactice create pe hartă sau în teren.
- juntă militară - denumire dată în țările iberice și latino-americane unui grup de insurgenți care cucerește puterea de stat prin forța armelor.

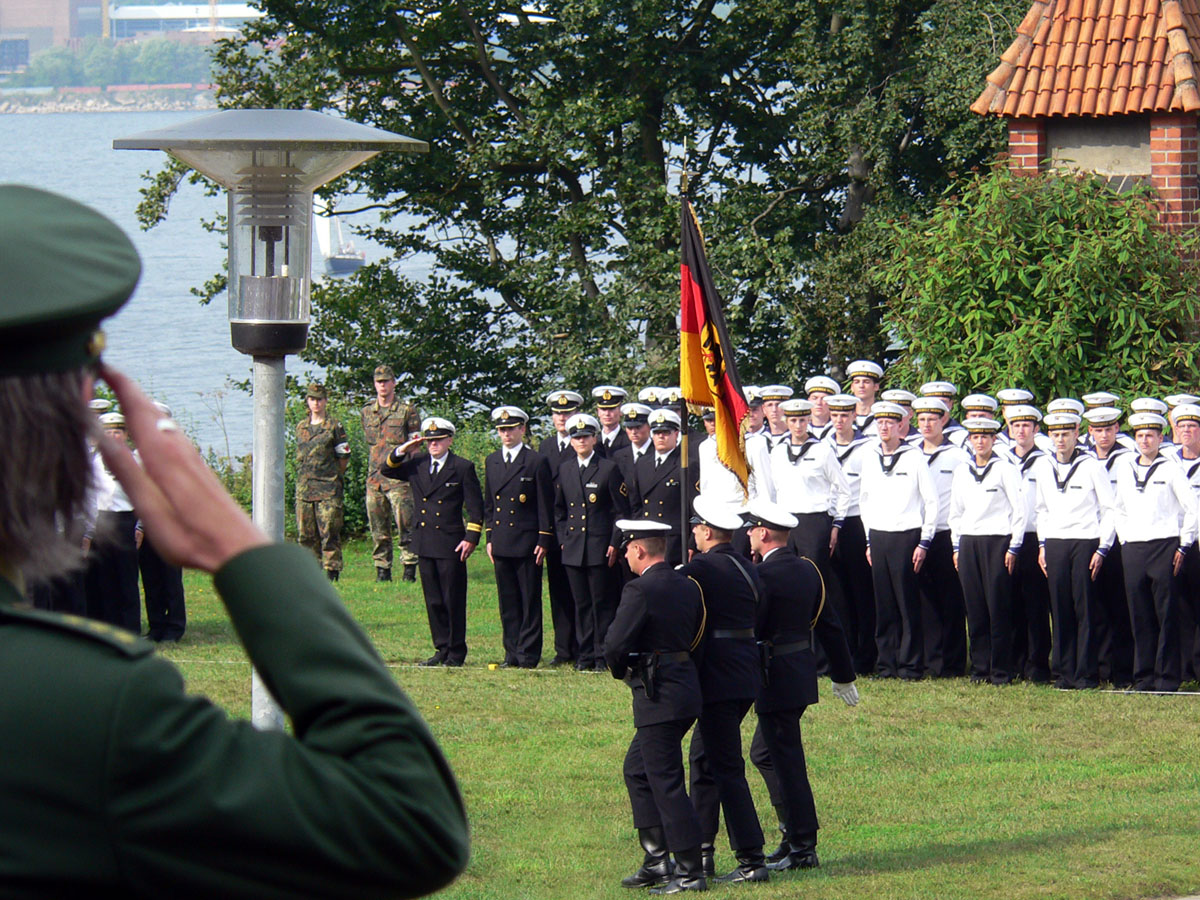
Militari depunând jurământul

- jurământ militar – legământ solemn prin care fiecare militar se obligă să slujească cu devotament patria și armata căreia îi aparține, fiind un document de stat care constituie legea de bază a vieții și activității militare.
- jurnal de luptă - document oficial în care sunt înregistrate evenimentele și acțiunile militare care au loc în timpul unei operațiuni sau unei campanii militare; include informații despre mișcările trupelor, contactele cu inamicul, schimburile de focuri, deciziile luate de comandanți și alte aspecte relevante pentru desfășurarea și gestionarea acțiunilor militare.
- jurnal de observare – document al postului de observare, în care sunt înscrise rezultatele observării asupra câmpului de luptă.
- jurnalul acțiunilor de luptă – document de stat-major în care este descrisă zilnic pregătirea și desfășurarea acțiunilor de luptă.

## K
- K-19 - submarin sovietic, lansat în 1958 și echipat cu rachete balistice intercontinentale de tip nuclear.
- Kalașnikov - pistol-mitralieră de fabricație rusească, creat în 1947 de Mihail Kalașnikov.
- katana - sabie lungă și curbă cu care luptau samuraii.
- Kabinettskrieg - vezi război de cabinet.
- Katiușa - aruncător de proiectile de origine rusească.
- Katzbalger - spadă scurtă, robustă, remarcabilă prin forma specifică a apărătorului mânerului.
- KFOR - forță militară condusă de NATO cu scopul menținerii păcii și a unei împrejurări pașnice în Kosovo, fiind sub administrația ONU după sfârșitul războiului din Kosovo.
- KGB - poliția politică sovietică.
- kukri - cuțit curbat din Nepal, care poate fi folosit ca armă albă.
- kusanagi - sabie legendară japoneză.

## L
- lagăr

- loc de staționare a trupelor în corturi sau în barăci; tabără, campament.
- centru de detenție și supraveghere a prizonierilor de război sau, în regimurile totalitare, persoanele considerate ostile regimului.
- lagăr de prizonieri de război - centru de detenție existent pe perioada unui război și destinat prizonierilor.
- lagăr militar - vezi alianță militară.
- "la loc comanda!" - comandă militară pentru a reveni asupra unei dispoziții (sau asupra unei mișcări greșite).
- lance - armă de atac, formată dintr-o vergea prevăzută cu un vârf metalic (vezi pilum, suliță).
- Landkreuzer P - denumirea unor proiecte de tancuri din Germania nazistă, dintre care cele mai notabile sunt: Landkreuzer P. 1000 Ratte, Landkreuzer P. 1500 Monster.
- Landsturm - (în Germania, în trecut) ultimul contingent al recruților care nu fac parte forțele armate și care, în eventualitatea unui atac inamic, sunt folosiți ca forțe de apărare.
- Landwehr - tip de gardă patriotică sau teritorială, miliție sau armată națională din spațiul germanic din trecut.
- lansator - instalație destinată lansării diferitelor categorii de armament: rachete, grenade etc.
  - lansator de bombe - dispozitiv destinat lansării comandate a bombelor de pe avion asupra unui obiectiv sau în caz de avarie.
- lanț de trăgători - formație de luptă în care militarii sunt dispuși și acționează pe aceeași linie de front.
- Laser Weapon System - armă cu energie dirijată, elaborată de către United States Navy.
- lăncier -  soldat din vechea cavalerie a unor țări, care era înarmat cu lance.
- lewisită - substanță toxică de luptă cu acțiune vezicantă.
- linia frontului⁠(d) - poziția cea mai avansată în cadrul unei zone de luptă, unde trupele sunt în contact direct cu inamicul; de regulă, are pozițiile întărite cu tranșee, fortificații sau alte mijloace defensive, pentru a proteja trupele și a le oferi un avantaj în luptă; sinonim: prima linie.
- linie defensivă - dispunere organizată de trupe, echipamente și fortificații pe un anumit teren, destinată să oprească sau să întârzie înaintarea forțelor inamice.
- linie de rocadă - linie pe care se mișcă rezervele unei armate în spatele frontului (vezi și rocadă).
- Little Boy - numele de cod al primei bombe atomice utilizată într-un conflict armat, care a lovit la 6 august 1945, orașul Hiroshima.
- locotenent - grad de ofițer superior sublocotenentului și inferior căpitanului; persoană care are acest grad.
- locotenent-colonel - grad de ofițer mai mare decât maiorul și inferior colonelului; persoană care poartă acest grad.
- locotenent-comandor - (în trecut) grad de ofițer din aviația sau marina militară, echivalent cu maiorul; persoană care purta acest grad.
- locotenent major -  (grad de) ofițer mai mare decât locotenentul și mai mic decât căpitanul.
- lovitură rapidă - operațiune de atac concepută pentru a fi executată într-un timp foarte scurt, cu scopul de a surprinde inamicul și de a atinge un obiectiv specific înainte ca acesta să aibă timp să reacționeze sau să se organizeze pentru o apărare eficientă; alte denumiri: raid, atac-fulger.
- LPO-50 - aruncător de flăcări ușor proiectat în Uniunea Sovietică după sfârșitul celui de-al Doilea Război Mondial.
- Luftwaffe - denumirea aviației militare a Germaniei naziste.
- luptă - ciocnire între două forțe armate dușmane (vezi și bătălie, război).

- luptă corp la corp⁠(d) -  tip de conflict fizic între două sau mai multe persoane în care se folosesc mijloace fizice, cum ar fi pumnii, picioarele sau arme corporale.

## M
- M16 - pușcă de asalt automată, aflată în dotarea Armatei SUA.
- mameluc:

- soldat de cavalerie din garda personală a sultanilor din Egipt;
- cavalerist francez dintr-un escadron de gardă imperială.
- manevră:

- deplasare organizată și rapidă a unor unități militare pentru a lovi pe adversar sau pentru a respinge lovitura acestuia;
- pregătire tactică a unei armate sau a unei flote, în condiții asemănătoare cu cele de război.
- manevră de barare a T-ului - tactică aplicată în războiul naval, care constă în trecerea cu un șir de nave perpendicular pe direcția navelor inamicului, pentru a putea astfel utiliza toate tunurile din dotarea navelor proprii.
- manevră pe verticală - operațiune militară aeriană, constând în plasarea pe calea aerului a unei grupări de forțe în flancul sau în spatele inamicului.

- Mannlicher - armă individuală de infanterie aflată și în înzestrarea armatei României în Primul Război Mondial; cele mai cunoscute sunt modelele: model 1893 și model 1888/1895.
- manubalistă - un fel de arbaletă din Antichitate.
- marele cartier general:

- (în timp de război) organul suprem de conducere a armatei în frunte cu comandantul său suprem;
- loc întărit unde staționeaza trupele timp mai îndelungat în vederea efectuării de exerciții practice pe teren, cu efective mari de unități; tabără.
- mareșal - gradul suprem din ierarhia militară.
- mare unitate - categorie formată din unități militare (brigadă, divizie, armată, grup de armate) și care poate fi de nivel: tactic, operativ, operativ-strategic sau strategic.
- marină militară - totalitatea forțelor militare de pe mare ale unui stat, compusă din nave de război, nave de escortă, precum și avioane, submarine împreună cu artileria și soldații din cadrul infanteriei marine (sinonim: forțe maritime militare).
- marș:

- acțiune militară viguroasă îndreptată asupra unui obiectiv; vezi și: înainte marș!;
- distanță parcursă de o unitate militară în 24 de ore.
- marș forțat - marș executat cu o viteză sporită față de cea normală.

- mască:

- lucrare menită să ascundă vederii inamicului un obiectiv militar;
- adăpost individual săpat de fiecare soldat pe câmpul de luptă.
- mască de gaze - aparat aplicat etanș pe față pentru protecția împotriva gazelor de luptă.

- maskirovka - tehnică de manipulare, utilizată în războiul informațional, pentru a ascunde adevărul și a crea o iluzie de realitate, în scopul de dezinforma și induce în eroare și a obține un avantaj strategic.
- mașina Enigma - numele unei familii de mașini electromecanice criptografice cu rotoare utilizate pentru a genera cifruri pentru criptarea și decriptarea de mesaje secrete, folosite cu precădere în cel de-al Doilea Război Mondial.
- mașină de luptă a infanteriei - vehicul blindat conceput și echipat pentru a transporta o grupă de infanterie pentru luptă.
- materiale propulsante - materiale utilizate pentru a obține propulsia unui obiect, fiind astfel la baza construcției gloanțelor și proiectilelor.
- Mauser C96 -  producător german de arme de foc, una dintre realizări fiind pistolul semiautomat Mauser C96.
- Maxim -  prima mitralieră care funcționa pe baza principiului recuperării energiei de recul, realizată pe la sfârșitul secolului al XIX-lea.
- măsuri excepționale - dispoziții, procedee și mijloace întrebuințate în vederea asigurării bunei funcționări a instituțiilor statului, în cazuri deosebite, respectiv într-o situație de complexitate și pericol crescut (calamități naturale, dezastre, război, revoluție).
- Memorandumul de la Budapesta - tratat internațional semnat în 1994 la Budapesta, între Ucraina, Statele Unite, Marea Britanie și Rusia.
- mercenar - militar, de multe ori din altă țară, care se angajează și luptă în schimbul unei solde.
- MGM-31 Pershing - familie de rachete balistice cu rază medie de acțiune cu combustibil solid, purtătoare de capete de luptă termonucleare.
- MGM-52 Lance - rachetă balistică mobilă tactică sol-sol, cu rază scurtă de acțiune concepută pentru a sprijini trupele americane de pe câmpul de luptă folosind ogive nucleare și convenționale.
- MI5 - agenția britanică de contrainformații și securitate internă (sinonim: Security Service, vezi și Secret Intelligence Service).
- MI6 - vezi Secret Intelligence Service.
- mijloc de luptă (sau de acțiune sau de atac) - denumire generală dată tehnicii de luptă deservind acțiunile militare
- militar -  persoană care face parte din cadrele armatei sau care este chemată în armată pentru efectuarea stagiului militar, la concentrare sau la mobilizare; ostaș, oștean.
- militarism - politică reacționară și agresivă, de subordonare a activității unui stat și prin aceasta a întregii vieți sociale, intereselor de mărire a potențialului militar și de pregătire pentru război, precum și de menținere cu ajutorul forței a relațiilor de dominație.
- militarizare - subordonare a unor întreprinderi, teritorii etc. unui regim militar sau unor scopuri militare.
  - militarizarea spațiului - procesul de transfer și de dezvoltare a tehnologiei militare și a armamentului în afara spațiului terestru.
- minare - acțiunea de lansare a minelor de către navele de suprafață, submarine sau aviație.
- mină - armă alcătuită dintr-o încărcătură de exploziv și un dispozitiv de aprindere, care explodează prin lovire sau la comandă.

- mină antipersonal - mină concepută să explodeze în prezența, la apropierea sau la contactul cu o persoană și destinată să scoată din luptă, să rănească sau să omoare una sau mai multe persoane.
- mină de teren - dispozitiv exploziv ascuns sub sau pe sol și conceput pentru a distruge sau a dezactiva ținte inamice care trec peste acesta.

- minuteman - luptător din milițiile populare din coloniile americane, care trebuia să fie gata de luptă într-un minut după darea alarmei.
- mitralieră - armă automată de calibru mic, asemănătoare cu pușca și care execută foc continuu sau în rafale.
- MIRV - termen care se referă la încărcături multiple dirijabile independent pentru rachete balistice intercontinentale, dotate cu focoase nucleare.
- moletieră - (în trecut) obiect de îmbrăcăminte militară format dintr-o fâșie de stofă, cu care se înfășoară pulpa piciorului, peste pantalon, de la gleznă până sub genunchi.
- monitor -  navă de război, blindată, de tonaj mic, cu tunuri protejate cu turele.
- mortier - gură de foc de calibru mare sau mijlociu, cu țeavă scurtă și cu traiectoria de curbură mare, cu care se trage asupra obiectivelor din spatele unor obstacole.
- mortieră - deschidere îngustă în zidul unei fortificații, care permite apărătorilor să tragă cu arma.
- Mosad - serviciul de informații externe al Israelului.
- Mosin-Nagant - pușcă cu repetiție folosită de Imperiul Rus, Uniunea Sovietică și multe alte țări, apărută pe la sfârșitul secolului al XIX-lea.
- mujahedin - combatant încadrat în unități paramilitare care luptă împotriva dușmanilor islamului.
- muniție - denumire generică dată cartușelor pentru armamentul de infanterie, grenadelor de orice tip, proiectilelor de artilerie, bombelor de aviație etc.
- muschetă - armă de foc portativă din Evul Mediu, cu fitil, asemănătoare cu archebuza.
- muscúlă - mașină de război care facilita apropierea de ziduri, protejând totodată de săgeți, de pietre etc.

## N
- naginata - armă japoneză asemănătoare unei săbii cu mâner lung ca de suliță.
- nano-thermite - numele comun al unor compozite intermoleculare metastabile, caracterizate printr-o reacție exotermică, cu deosebite aplicații militare (sinonim: super-thermite).
- National missile defense - program militar inițiat de către administrația George W. Bush, care prevede crearea unui scut antirachetă pentru a apăra Statele Unite de atacuri cu rachete balistice intercontinentale.
- National Security Agency - agenție guvernamentală a SUA, fondată în 1952, fiind în prezent cel mai dotat serviciu american de spionaj extern.

Drapelul NATO

- NATO -  organizație guvernamentală regională creată în scopul asigurării securității comune a statelor membre prin cooperare și consultare în domeniile politic, militar și economic, precum și în domeniul social-științific și în alte sectoare, apărută inițial ca o contrapondere a Pactului de la Varșovia.
- navă-capcană - navă militară (de obicei un fost cargou) cu aspect inofensiv, folosită îndeosebi în Primul Război Mondial în lupta împotriva submarinelor.
- navă de debarcare - navă destinată transportului de trupe și de tehnică de luptă în vederea debarcării desantului maritim.
- navă de desant - vezi vas de debarcare.
- navă de luptă - navă care aparține forțelor maritime militare și este aptă să execute o misiune de luptă (sinonim: bastiment de război).
- navă de război - vezi navă militară.
- navă dragoare - vezi dragor.
- navă militară - navă specială destinată războiului naval și care face parte din marina militară a unui stat (sinonim: navă de război).
- nebeligeranță - actul unui stat de a nu lua parte la o agresiune.
- neutralitate - atitudine a unui stat care nu intervine într-un conflict militar.
- NFPA - National Fire Protection Association (NFPA) este o asociație din Statele Unite, care se ocupă cu crearea și menținerea standardelor sistemelor de stingere a incendiilor și codurilor private și cu drepturi de autor protejate referitoare la protecția civilă.
- NORAD -  organizație înființată de Statele Unite în cooperare Canada, și reprezintă un sistem de control aerospațial și avertizare aerospațială pentru America de Nord.
- Nr. 6 - numele primului test chinez al unei bombe cu hidrogen, lansate în 1967.

## O
- obiectiv:

- porțiune de teren, localitate, fortăreață asupra cărora este orientată o operațiune militară sau prezintă interes în timp de război;
- țintă asupra căreia se execută o tragere sau se lansează bombe.
- obligațiune de război - tip de obligațiune emisă de un guvern în timpul unui conflict militar pentru a finanța cheltuielile de război.
- obstacol antitanc⁠(d) - structură sau un dispozitiv proiectat pentru a împiedica sau a încetini înaintarea vehiculelor blindate, în special a tancurilor, pe câmpul de luptă.
- obuz - proiectil care conține o încărcătură de exploziv și este aruncat spre obiectiv cu ajutorul unui obuzier sau tun; sinonim: ghiulea.

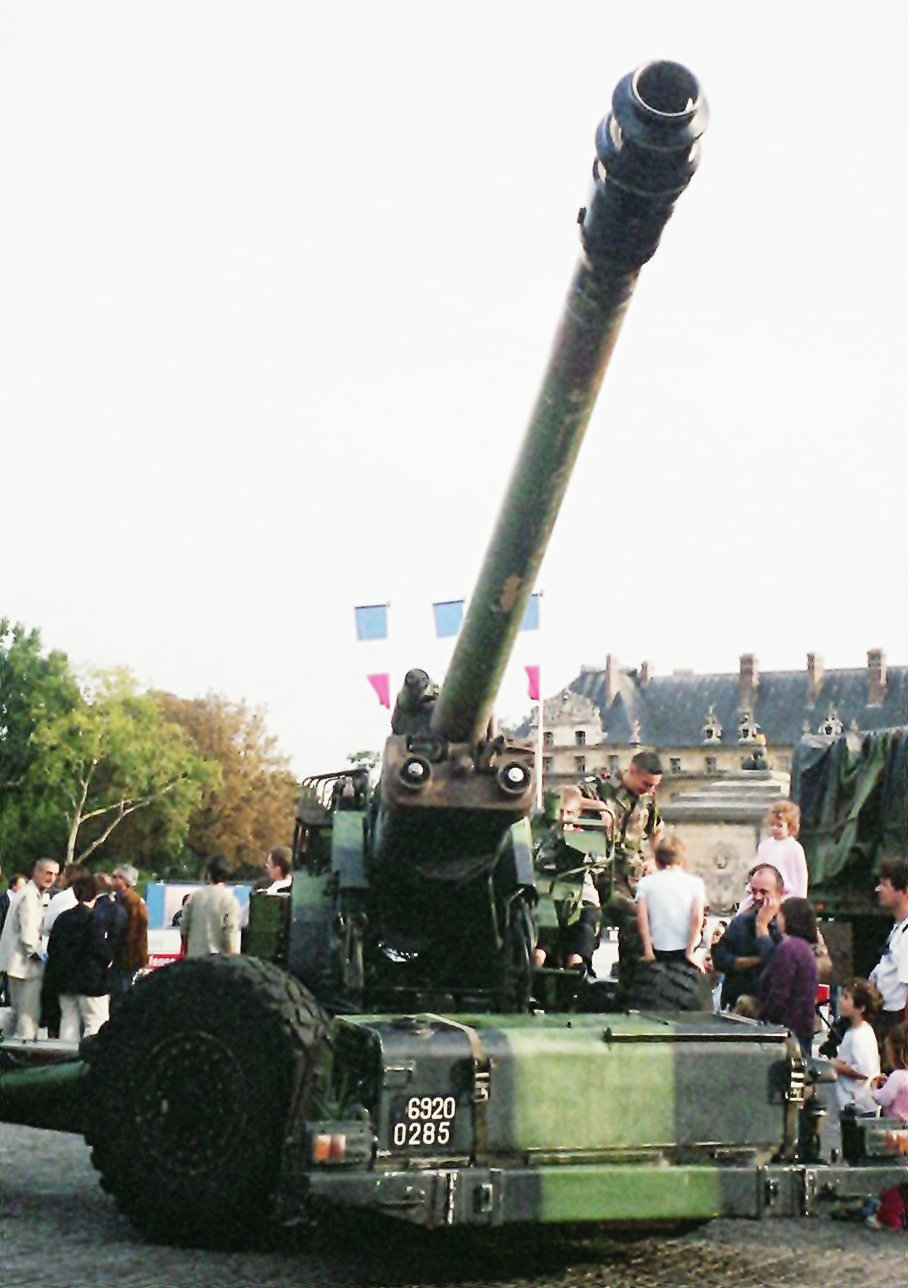
Obuzierul francez TRF1

- obuzier - gură de foc de artilerie asemănătoare cu tunul, care trage cu traiectorii foarte curbe pentru a lovi obiective situate înapoia unor obstacole înalte.
- ochire - totalitatea operațiilor care se execută pentru a aduce țeava unei guri de foc într-o poziție care să permită trimiterea proiectilului la țintă.
- ocupație militară - staționarea temporară a forțelor armate ale unui stat, a unei părți sau a totalității teritoriului altui stat, fără ca prin aceasta statul ocupant să dobândească drepturi suverane asupra celui ocupat; sinonim: cucerire.
- ofițer - nume generic pentru gradele militare de la sublocotenent până la general; persoană care poartă unul dintre aceste grade.

- ofițer de informații - ofițer în cadrul serviciilor speciale care se ocupă cu dobândirea, evaluarea, analiza și valorificarea informațiilor secrete.
- ofițer de protecție împotriva incendiilor - persoană special instruită, mandatată în scris de către angajator în anumite țări, care este responsabilă de apărarea împotriva incendiilor într-o companie.
- ofițer de rond - ofițer care controlează santinelele pe garnizoană.
- ofițer în rezervă - ofițer care nu face parte din cadrele active ale armatei.
- ofițer superior - ofițer cu grad mai înalt decât al căpitanului.

- operațiune (militară):

- totalitatea acțiunilor de luptă duse de către unitățile operative și strategice după un plan unic, pentru îndeplinirea unor scopuri operative sau strategice;
- acțiune militară de mare amploare, în vederea realizării unui plan strategic sau a sarcinilor subordonate acestuia.
- operațiune aeriană - totalitatea acțiunilor duse pe una sau mai multe direcții aeriene operativ-strategice, în scopul distrugerii unor obiective importante ale inamicului.
- operațiune de apărare antiaeriană a teritoriului - totalitatea acțiunilor duse de trupele apărării antiaeriene a teritoriului, în scopul nimicirii inamicului aerian și a zădărnicirii operațiilor aeriene ale acestuia.
- operațiune de desant aerian - manevră realizată cu grupări operative de desant aerian (lansat sau debarcat) în adâncimea operativă a inamicului și combinată cu acțiuni ofensive frontale, pentru a întoarce apărarea acestuia.
- operațiune specială - acțiune militară desfășurată de forțe specializate pentru a realiza obiective precise, cum ar fi sabotaj, capturarea unor persoane importante sau eliminarea unor obiective specifice.

- Orchestra Roșie - numele creat de Gestapo pentru două cercuri de rezistență antinazistă în teritoriile ocupate de al treilea Reich în al Doilea Război Mondial.
- ordin de chemare - dispoziție scrisă a unei autorități militare, prin care o persoană din cadrele de rezervă ale armatei este chemată la unitate.
- ordin de zi - act prin care comandantul unei unități militare se adresează în anumite ocazii, întregii unități.
- ordine de bătaie - modalitatea de organizare ierarhică, structura de comandă, puterea, dispoziția trupelor și echipamentelor unităților precum și compunerea unei forțe armate.
- ordine publică - ansamblu de norme juridice care stau la baza funcționării unui stat de drept.
- Ordinul comandoului - ordin secret emis de Hitler la 18 octombrie 1942 care cerea executarea tuturor membrilor comandourilor aliate.
- ostaș - vezi militar.
- ostatic - persoană din rândul populației civile aflate pe teritoriul ocupat de forțele inamice, pe care acestea, încălcând normele dreptului internațional, o rețin spre a preveni acte ostile împotriva lor sau pentru a o executa dacă asemenea acte s-au produs.
- oștean - vezi militar.
- oțel de Damasc - tip de oțel folosit pentru săbii, caracterizat prin duritate și rezistență la rupere.
- "Oțel Rapid" - armă individuală destinată luptei antipersonal la distanțe mici (până la 50 m), de origine românească.

## P

### Pa - Po
- pace:

- stare de bună înțelegere între popoare, situație în care nu există conflicte armate sau războaie între state, popoare, populații;
- acord al părților beligerante asupra încetării războiului, tratat de încheiere a unui conflict armat.
- pact defensiv - tip de tratat sau alianță militară în care semnatarii se angajează în sprijinul colectiv în cazul unui război.

Stema Pactului de la Varșovia

- Pactul de la Varșovia - fostă alianță militară a țărilor din Europa Răsăriteană și din Blocul Răsăritean.
- palisadă - zid din stâlpi de lemn al unei fortificații militare.
- paloș - sabie lată cu două tăișuri, adesea încovoiată spre vârf, care se folosea în trecut (vezi și iatagan).
- PA Md. 1986 - pușcă automată fabricată la Cugir începând cu 1986.
- PA Md. 2000 - pușcă automată care înlocuiește, începând cu anul 2000, vechile arme ale Armatei române.
- Panther - tanc folosit de Germania nazistă în cel de-al Doilea Război Mondial.
- Panzerfaust - aruncător reactiv de grenade antitanc folosit de Germania nazistă în cel de-al Doilea Război Mondial.
- Panzergrenadier - termen german folosit pentru denumirea trupelor motorizate sau mecanizate.
- Panzerschreck - aruncător de grenade antitanc aflat în dotarea Germaniei naziste în cel de-al Doilea Război Mondial.
- Panzerwerfer - vehicul semișenilat blindat, înarmat cu un lansator de rachete multiple Nebelwerfer, folosit de Germania nazistă în timpul celui de-al Doilea Război Mondial.
- paradă - ceremonie publică, care constă în defilarea de-a lungul unei străzi, organizată de forțele armate sau de alte organizații militare pentru a demonstra puterea și disciplina militară, precum și pentru a sărbători anumite evenimente sau sărbători naționale.
- paramilitar:

- (despre formații, detașamente, grupări, organizații etc.) care este organizat și dotat după modelul unei armate;
- (despre acțiuni) care are un pronunțat caracter militar (agresiv).
- parapet - întăritură de pământ sau de zid la redute și la tranșee, pentru protejarea luptătorilor.
- paratrooper⁠(d) - membru al unei forțe aeriene speciale, pregătit să sară din avion sau elicopter cu parașuta pentru a desfășura operațiuni de asalt.
- parcan - fortificație din lemn.
- Parteneriatul pentru Pace - program NATO care are menirea să creeze încredere reciprocă între NATO și alte state din Europa și ale fostei URSS.
- Partizanii sovietici - membri ai mișcării de rezistență împotriva forțelor Axei care ocupaseră o parte a teritoriului Uniunii Sovietice în timpul celui de-al Doilea Război Mondial.
- pat de campanie - pat care se poate strânge pentru a nu ocupa loc în timpul zilei sau pentru a fi mai ușor transportat.
- pat de pușcă - partea de lemn a puștii (sau a pistolului), pe care sunt fixate mecanismul și țeava și care servește la imobilizarea armei în poziția dorită în timpul tragerii.
- pavilion - cort mare, cu vârful ascuțit, care servea ca locuință căpeteniilor armatei în timpul campaniilor.
- pătură ignifugă - țesătură tratată prin împregnare cu substanțe antifoc și care servește la protejarea persoanelor în caz de incendiu sau pentru stingerea unor incendii de mică intensitate prin înăbușire.
- pedestrime - denumire veche pentru infanterie.
- "pe loc repaus!" - comandă indicând ieșirea din poziția de nemișcare a soldatului și adoptarea unei poziții mai libere.
- peltast - tip de infanterie ușoară folosită în Grecia antică.
- percutor - piesă la armele de foc, la focosul unui proiectil etc. care lovește focosul sau capsa proiectilului pentru a produce aprinderea încărcăturii.
- periscop - instrument optic care servește la observarea câmpului de operații dintr-o tranșee, dintr-un submarin etc.
- personal esențial - (în situație de criză) termen care se referă la angajații sau lucrătorii care sunt absolut necesari pentru gestionarea și rezolvarea unei crize și pentru menținerea funcționării continue a serviciilor și infrastructurii critice; exemple: lucrători din domeniul sănătății (medici, asistenți, infirmieri), personal de urgență și securitate (pompieri, polițiști și echipe de salvare), lucrători în infrastructura critică (angajați în sectoare ca: energia, apă și sanitație, transport public și telecomunicații, lucrători în sectorul alimentației și distribuției, personalul administrației și al guvernului.
- pichet PSI - cutie metalică unde se găsesc materiale destinate primei intervenții în caz de incendiu în cadrul unei instituții; altă denumire post de incendiu.
- piesă - fiecare dintre armele de artilerie aflate în dotarea unei unități, a unui stat etc.
- pilum - suliță scurtă de aruncat a legionarilor romani.
- piramidă de arme (sau de puști, de carabine) - grup de puști sau de alte arme de foc așezate cu talpa patului pe pământ și sprijinite una de alta la vârful țevii.
- pistol - armă de foc de dimensiuni mici, mânuită cu o singură mână.

- pistol de semnalizare (sau pistol-rachetă) - pistol cu ajutorul căruia se trag rachetele de semnalizare.
- pistol-mitralieră -  armă automată ușoară, mai scurtă decât pușca-mitralieră, cu bătaie mai mică și mai ușor de mânuit.
- pistol traumatic - armă de foc scurtă sau armă cu aer comprimat sau gaze sub presiune, destinat autoapărării la distanțe scurte.
- pistol TT - pistol semiautomat, conceput în Rusia în 1933 și fabricat și la Cugir începând cu anii '50.

- pivot - punct de reper în raport cu care se execută deplasarea unei formații.
- placă anecoidă - căptușeală de cauciuc, așezată pe exteriorul cocii submarinelor sau al clădirilor militare, care atenuează sunetele proprii și absoarbe undele sonarului.
- plafon de luptă (al unui avion) - înălțimea de zbor maximă pe care o poate realiza un avion militar cu condiția să reușească să execute minimum de manevre necesare pentru susținerea luptei aeriene la această înălțime.
- planor militar - avion fără motor, utilizat la parașutarea de militari sau la transportul unor vehicule și dispozitive de luptă.
- plăcuță de identificare⁠(d) - o placă mică de metal purtată la gât de soldatul aflat pe câmpul de luptă, în scopul identificării acestuia în caz de deces.
- pluteu - mașină de război în formă de paravan semicircular, folosită pentru a proteja pe asediatori în timpul atacului zidurilor unei cetăți asediate.
- pluton - subunitate militară mai mică decât compania, alcătuită din trei sau patru grupe.

- pluton de execuție - unitate militară care execută prin împușcare pe cei condamnați la moarte.

- polemologie - știință politică ce studiază conflictele militare și geneza acestora.
- poligon de tragere - teren amenajat pentru executarea unor activități de instruire sau experiențe, trageri de instrucție și de luptă cu armamentul de bord, bombardament de aviație sau trageri antiaeriene.
- Poligonul din Nevada - poligon de teste nucleare din Comitatul Nye, Nevada, care deține recordul de cele mai multe astfel de teste efectuate în același loc.
- politică de apărare - vezi politică militară.
- politică militară - politică publică ce se ocupă cu securitatea internațională și cea militară (sinonim: politică de apărare).

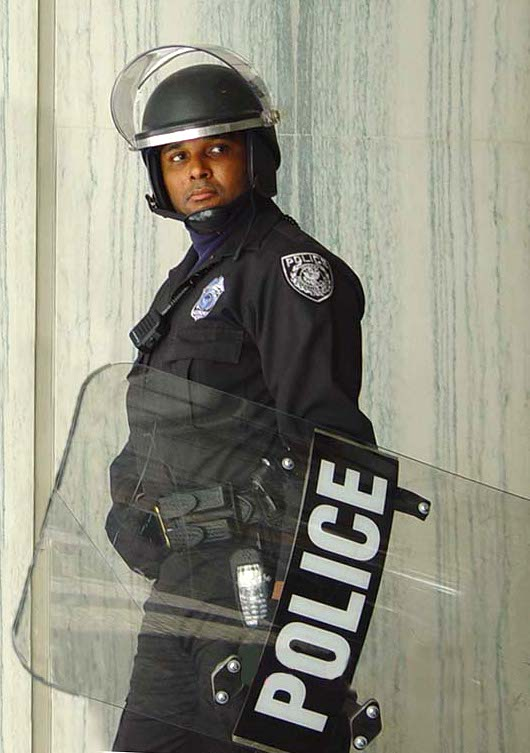
Polițist cu scut și cască

- poliție - organ de stat însărcinat cu menținerea ordinii publice și cu reprimarea infracțiunilor.

- poliție călare - subunitate a poliției care folosește caii ca mijloc de transport.

- pompier -  persoană care face parte dintr-un corp (militar sau civil) special instruit și dotat cu utilaje speciale pentru a stinge incendiile.
  - pompier profesionist - pompier care face parte dintr-un corp special instruit și organizat, pentru a interveni în caz de incendiu cu utilaje și autospeciale de intervenție pentru stingerea acestuia.
  - pompier voluntar - persoană instruită pentru stingerea incendiilor, dar care acționează fără a fi plătit, în cadrul uni serviciu voluntar.
- portavion -  navă militară, dotată cu o punte de pe care avionaele pot să decoleze și să aterizeze, și având infrastructura necesară pentru a efectua întreținerea și operarea aparatelor de zbor.
- portelicopter - navă de luptă prevăzută cu platforme și hangare pentru elicoptere militare.
- post:

- loc unde se găsește o formație militară (restrânsă) care execută un ordin;
- loc unde stă santinela sau plantonul în timpul serviciului de gardă;
- unitate de poliție sau jandarmerie care menține ordinea într-o localitate rurală.
- post de incendiu - vezi pichet PSI.
- post radiotehnic - subunitate din trupele radiotehnice destinată cercetării circulare a spațiului aerian în puncte anume stabilite și pentru asigurarea de radiolocație a zborurilor aviației de vânătoare și a trupelor de rachete antiaeriene.

- poziție - teren, loc pe care sunt așezate trupele pe front sau vasele de război pe mare și folosit ca bază de atac sau de apărare.

- poziție de tragere - loc de unde se execută tragerile; felul cum este așezat trăgătorul în timpul tragerii.

### Pr - Pz
- praf de pușcă - pulbere formată dintr-un amestec de azotat de potasiu, sulf și cărbune de lemn, folosită ca explozibil.
- praștie - armă primitivă formată dintr-o bucată de piele legată cu două sfori, cu care se aruncau pietre asupra inamicului.
- pregătire de foc - instrucție care se execută înainte de începerea atacului, unitar și într-un timp limitat asupra inamicului care se apără, în scopul neutralizării și nimicirii celor mai importante obiective, a dezorganizării conducerii sistemului de foc și a creării condițiilor favorabile pentru ruperea apărării.
- prevenirea incendiilor - totalitatea acțiunilor de împiedicare a inițierii și propagării incendiilor, de asigurare a condițiilor pentru salvarea persoanelor și bunurilor și de asigurare a securității echipelor de intervenție.
- prima linie - vezi linia frontului⁠(d).
- principes - lăncieri, și mai târziu spadasini, în armatele de la începutul Republicii Romane.
- priză - navă militară capturată de la inamic.
- prizonier de război -  militar luat în captivitate în timpul unui război și reținut de dușman, în timpul sau imediat după un conflict armat.
- proiectil - corp metalic de formă cilindro-ogivală lansat dintr-o armă de foc cu scopul de a distruge ținte.

- proiectil HESH - proiectil anti-blindaj, al cărui vârf este plin de explozibil plastic maleabil și o amorsă de fund cu acțiune întârziată.
- proiectil-rachetă - rachetă alcătuită dintr-un proiectil obișnuit prevăzut cu un motor-rachetă pentru a-i asigura propulsia.

- Proiectul A119 - plan secret dezvoltat la sfârșitul anilor 1950 de către Forțele Aeriene ale Statelor Unite ale Americii, cu scopul de a detona o bombă nucleară pe Lună.
- proiectul Levavasseur - plan construire a unui tun autopropulsat, inițiat în 1903 în Franța.
- Proiectul Manhattan - proiectul de dezvoltare a primei arme nucleare în timpul celui de-Al Doilea Război Mondial de către Statele Unite ale Americii, Regatul Unit și Canada.
- protecție - ansamblul măsurilor de ordin constructiv adoptate în scopul reducerii efectului armelor folosite de inamic sau al dezastrelor.

- protecție civilă‎  -  ansamblul sistemelor, structurilor și resurselor gestionate de guverne și care sunt orientate spre protejarea populației non-combatante, în principal în caz de dezastre naturale și tehnologice.
- protecție pasivă antiincendiu - ansamblu de măsuri ce se pot lua cu scopul de a preveni/limita sau stopa răspândirea unui foc.

- psihologie militară - specialitate care aplică știința psihologică pentru a susține pregătirea militarilor, a organizațiilor și a operațiunilor militare.
- puitor de mine - navă militară destinată să lanseze mine marine.
- pumnal - armă albă cu lamă scurtă, cu două tăișuri și cu vârful ascuțit.
- pungă - zonă sau un teritoriu cu unități militare existente pe aceasta, în jurul căreia linia frontului este închisă de către inamic, acest fapt însemnând încercuirea totală a acestor trupe, intrarea lor într-un "inel" al trupelor inamice.
- pușcă - armă de foc portativă și individuală cu patul de lemn și cu țeava lungă.

- pușcă automată - tip de pușcă cu auto-încărcare, care este capabilă să execute foc complet automat.
- pușcă cu levier - armă de foc ce folosește un levier situat în preajma gărzii trăgaciului (de multe ori unit cu aceasta), pentru a introduce un nou cartuș în chiulasa țevii când acesta este acționat.
- pușcă cu repetiție - armă de foc care se încarcă prin acționarea mânerului a zăvorul puștii or carabinei.
- pușcă de asalt - armă de foc care are încărcătorul detașabil, poate executa foc automat și are mărimea cartușului intermediară între cea a pistolului și a unei puști standard.
- pușcă-mitralieră - pușcă la care încărcarea și descărcarea se execută automat.
- pușcă semiautomată cu lunetă - pușcă pentru distanțe mari, fiind prevăzută cu lunetă.

- puukko - armă albă specifică Finlandei, cu o lamă scurtă, cu un singur tăiș și un spate plat.

## R

### Ra - Rb
- rabun - substanță toxică de luptă, cu acțiune neuroparalitică.
- rac - (în trecut) sculă ce servea la desfundarea luminii tunurilor care se încărcau la gura țevii.
- rachetă:

- aparat de zbor propulsat cu ajutorul unui motor cu reacție;
- cartuș special, cu materii explozibile (colorante), care ard producând lumină de diferite culori.
- rachetă aer-aer - rachetă lansată de pe un avion în scopul de a distruge un alt avion.
- rachetă antitanc - proiectil ghidat⁠(d), proiectat pentru a distruge vehicule blindate, în special tancuri, precum și alte obiective fortificate.
- rachetă auxiliară - vezi booster.
- rachetă balistică  - rachetă care se deplasează în conformitate cu legile balisticii, având drept scop lansarea, asupra unei ținte, a unuia sau mai multe focoase; vezi și antibalistic.
- rachetă balistică intercontinentală - rachetă balistică sol-sol cu rază lungă de acțiune.
- rachetă de croazieră - rachetă care utilizează o aripă pentru portanță și de obicei un sistem de propulsie cu reacție pentru a permite zborul de durată.
- rachetă de interceptare⁠(d) - rachetă dirijată specializată în distrugerea rachetelor balistice, a rachetelor de croazieră sau a altor rachete inamice; vezi și avion de interceptare.
- rachetă de semnalizare - proiectil alcătuit dintr-un tub umplut cu materii care se aprind în aer, producând o lumină puternică (de diferite culori) pe o traiectorie lungă, și care se folosește la semnalizări.
- rachetă sol-aer - rachetă special realizată pentru a fi lansată de pe pământ împotriva țintelor aeriene (avioane sau alte rachete).
- rachetă Trident - rachetă balistică lansată de pe submarin, echipată cu ogive nucleare multiple și lansată de pe submarine cu propulsie nucleară.

- rafală - serie neîntreruptă de lovituri ale unei arme de foc automate sau ale unei baterii de tunuri.
- raid - incursiune rapidă de nave, de avioane sau de către o unitate militară pe teritoriul ocupat de inamic, în spațiul unei țări străine, în scopuri militare; vezi și lovitură rapidă.
- Raidul de la Tokio - vezi Raidul Doolittle.
- Raidul Doolittle - raid aerian care a avut loc la 18 aprilie 1942, de către aviația SUA asupra orașului Tokio și asupra altor locuri de pe insula Honshu în timpul celui de-al Doilea Război Mondial, (sinonim: Raidul de la Tokio).
- Ramstein Air Base - bază militară a Forțele Aeriene ale Statelor Unite ale Americii și NATO în afara granițelor SUA, fiind situată în apropierea orașului Ramstein-Miesenbach.
- rapieră - spadă cu lama dreaptă foarte zveltă, fină, având unul sau două tăișuri și garda complexă care acoperă pumnul.
- Razia de la Velodromul de iarnă - cea mai mare razie și operație de arestare în masă de evrei realizată în Franța în timpul celui de-al Doilea Război Mondial (16 iulie 1942).
- razie - control inopinat al populației dintr-o anumită rază teritorială, efectuat de organele armatei, poliției, având drept scop descoperirea unor infractori, a unor contravenienți, inamici etc.
- război - conflict armat (de durată) între două sau mai multe state, națiuni, grupuri umane, pentru realizarea unor interese economice și politice (vezi și bătălie, luptă).

- război aerian - formă a războiului modern, caracterizată prin faptul că operațiunile militare sunt executate prin aviație care efectuează bombardamente pe teritoriul inamicului; altă denumire: bombardament aerian.
- război asimetric - război în care există un dezechilibru substanțial între inamici, sau care folosesc strategii și tactici total diferite.
- război atomic - vezi război nuclear.
- război bazat pe rețele - doctrină militară modernă bazată pe utilizarea rețelelor de calculatoare și a comunicațiilor digitale.
- război biologic - folosirea toxinelor sau agenților infecțioși precum bacterii, viruși și fungi cu intenția de a ucide oameni, animale sau plante.
- război chimic - conflict militar care utilizează arme de distrugere în masă sub formă de substanțe chimice cu proprietăți toxice.
- război civil - luptă armată între două sau mai multe grupări politice de orientări diferite din interiorul unui stat în vederea schimbării ordinii politice și de stat sau pentru menținerea celei existente.
- război convențional - formă de război purtat cu mijloace de luptă și tactici convenționale între două sau mai multe state suverane.
- război de agresiune - crimă împotriva păcii, care constă în plănuirea, pregătirea, dezlănțuirea sau purtarea unui război, cu violarea tratatelor, a garanțiilor sau a acordurilor internaționale.
- război de anihilare - tip de conflict militar în care scopul este atât distrugerea totală a capacității inamicului de a lupta, cât și a unui stat, a unui popor sau a unei minorități etnice⁠(d) prin genocid.
- război de cabinet - tipul de războaie ce au afectat Europa în timpul monarhiilor absolutiste, de la Pacea Westfalică din 1648, până la Revoluția franceză din 1789; sinonim: Kabinettskrieg.
- război de gherilă - stil neconvențional de luptă practicat de un număr mic de combatanți (de regulă civili), care utilizează tactici bazate pe mobilitate pentru a lupta contra unei armate mai mari și mai puțin mobile.
- război de independență - război desfășurat pe teritoriul unei țări, sau pe fostul teritoriu al unei țări ocupate de către un alt stat, care se dorește a fi suverană prin adoptarea unei declarații de independență; sinonim: război de neatârnare.
- război de manevră - conflagrație militară în care rolul primordial îl ocupă compușii de manevrare: cavaleria și unitățile mecanizate.
- război de neatârnare - vezi război de independență.
- război de poziție - vezi: război de tranșee.
- război de tranșee -  formă de luptă în care forțele înfruntate mențin linii statice fortificate, săpate în pământ (sinonim: război de poziție).
- război de uzură - una din tacticile militare, care constă în slăbirea inamicului prin atacuri și amenințări permanente, astfel dușmanul suferind pierderi umane și materiale permanente, în cele din urmă este pe punctul de a se prăbuși.
- război economic  formă de luptă care constă în capturarea resurselor economice strategice, astfel încât forțele militare și cele informaționale să funcționeze la o eficiență deplină și/sau să priveze forțele inamice de aceste resurse, încât acestea să nu poată lupta în mod corespunzător.
- război electronic - utilizarea tehnologiei și a tacticilor în domeniul informaticii și a telecomunicațiilor pentru a afecta sau a contracara capacitățile și operațiunile inamicului; poate implica o gamă largă de activități, inclusiv interferența cu sistemele de comunicații ale inamicului, atacuri cibernetice asupra infrastructurii critice, interceptarea și manipularea comunicațiilor, spionajul electronic și altele.
- război fulger - vezi Blitzkrieg.
- război informațional - conflict între state realizat pe cale informatică și mass-media: atacul și bruiajul rețelelor radio, TV, internet, elaborarea și transmiterea de știri false etc. (vezi și război mediatic).
- război mediatic - confruntarea dintre mass-media aparținând unor tabere aflate în stare de conflict armat, pentru a impune atât propriei opinii publice, cât și celei internaționale, propria versiune privind cauzele, desfășurarea și consecintele războiului în sine (vezi și război informațional).
- război meteorologic - utilizarea unor tehnici de modificare a vremii, cum ar fi însămânțarea norilor, în scopuri militare.
- Război Mondial -  luptă armată la care participă, direct sau indirect, numeroase state ale lumii.
- război naval - luptă pe mare sau pe oceane, lacuri sau chiar râuri.
- război nuclear - conflict militar sau o strategie politică în care sunt folosite arme nucleare (sinonim: război atomic).
- război pe două fronturi - conflict armat care are loc pe două fronturi geografice separate.
- război preventiv - utilizarea forței militare pentru a elimina o posibilă amenințare.
- război psihologic - stare de tensiune, de hărțuială nervoasă, psihică, inițiată și întreținută cu scopul de a zdruncina moralul forțelor adverse și de a demoraliza populația.
- război proxy - conflict armat între două state sau actori nestatali, unul sau ambii acționând la instigarea altor părți beligerante sau în numele acestora, părți care nu sunt direct implicate în ostilități. Pentru ca un conflict să fie considerat un război proxy, trebuie să existe o relație directă, pe termen lung, între actorii externi și beligeranții implicați.
- Război Rece - stare de încordare, de tensiune în relațiile dintre unele state (în special dintre SUA și URSS după 1950).
- război spațial - lupta dintre combatanți în afara atmosferei, în spațiul cosmic.
- război terestru - totalitatea operațiunilor militare folosite în conflicte pentru a prelua un teren de pe suprafața planetei.
- război total - luptă armată în care statul agresor folosește toate mijloacele de distrugere, nu numai împotriva forțelor armate, ci și împotriva întregii populații.

- războinic - luptător, ostaș care ia parte la un război.

### Re - Rz
- recul - mișcarea retrogradă efectuată de o armă de foc în momentul tragerii.
- recunoaștere - operațiune militară efectuată pentru a obține informații despre poziția, mișcările și capacitățile inamicului.
- reduit - (în trecut) compartiment cuirasat în care era instalată artileria pe marile nave de luptă.
- refugiu antiaerian - vezi adăpost antiaerian.
- regim de foc -  vezi debit de foc.
- regiment:

- unitate militară de bază mai mică decât brigada, compusă din mai multe batalioane (sau divizioane, escadrile etc.);
- totalitatea militarilor care fac parte dintr-o astfel de unitate.
- reis -  rang militar turc asemănător cu cel al unui căpitan naval, care era de obicei adăugat la numele ofițerului ca un epitet.
- retragere - manevra prin care trupele se deplasează dintr-o poziție ocupată anterior către o locație mai sigură sau strategică, în urma unor ordine tactice sau ca răspuns la o situație defavorabilă pe câmpul de luptă.
- revolver  - armă de foc cu repetiție, portativă, de dimensiuni mici și ale cărui cartușe stau într-un cilindru rotativ.
- rezervă -  parte din armată care nu se află sub arme, formată din persoane care au satisfăcut serviciul militar, și care este solicitată numai în caz de război sau de concentrare; trupe neangajate în luptă, păstrate pentru a interveni la nevoie.
- rezistență:

- respingerea atacurilor repetate ale inamicului și menținerea pozițiilor proprii;
- mișcare populară antifascistă de eliberare, desfășurată în timpul celui de-al Doilea Război Mondial.
- ripostă ofensivă - acțiune ofensivă organizată în cadrul apărării care îi imprimă acesteia un caracter activ; se execută la toate eșaloanele și poate fi: contraatac, contralovitură, contraofensivă.
- risc natural - eveniment periculos datorat unui fenomen natural numit dezastru natural, cu efecte dăunătoare, neprevăzute sau prost prevenite, asupra instalațiilor, structurii clădirilor și oamenilor.
- rocadă - cale de comunicație cu un traseu orientat in general paralel cu linia frontului, folosită pentru regruparea și manevrarea trupelor, precum și pentru asigurarea materială a acestora (vezi și linie de rocadă).
- rond - inspecție făcută în timpul nopții la posturile de pază ale unei garnizoane sau ale unei unități militare; vezi și ofițer de rond.
- Rotterdam Blitz - bombardamentul aerian efectuat de Luftwaffe asupra Rotterdamului pe 14 mai 1940, în timpul invaziei germane a Țărilor de Jos de la începutul celui de-al Doilea Război Mondial.
- Royal Air Force - serviciu militar britanic, creat în 1911, însărcinat cu apărarea spațiului aerian și care s-a ilustrat în cele două războaie mondiale.
- RPG-40 - grenadă de mână antitanc proiectată de Uniunea Sovietică în anul 1940.
- RPK - pușcă-mitralieră sovietică proiectată de Kalașnikov la sfârșitul anilor 1950; a fost dezvoltată concomitent cu pistolul-mitralieră AKM și a înlocuit pușca-mitralieră RPD.
- RT-2PM Topol - rachetă balistică intercontinentală, aflată în dotarea armatei fostei URSS.

## S

### Sa - Se
- S-400 Triumf - denumirea unor sisteme de apărare aeriană din Rusia, dezvoltată de către Almaz Central Design Bureau ca o perfecționare a familiei S-300.

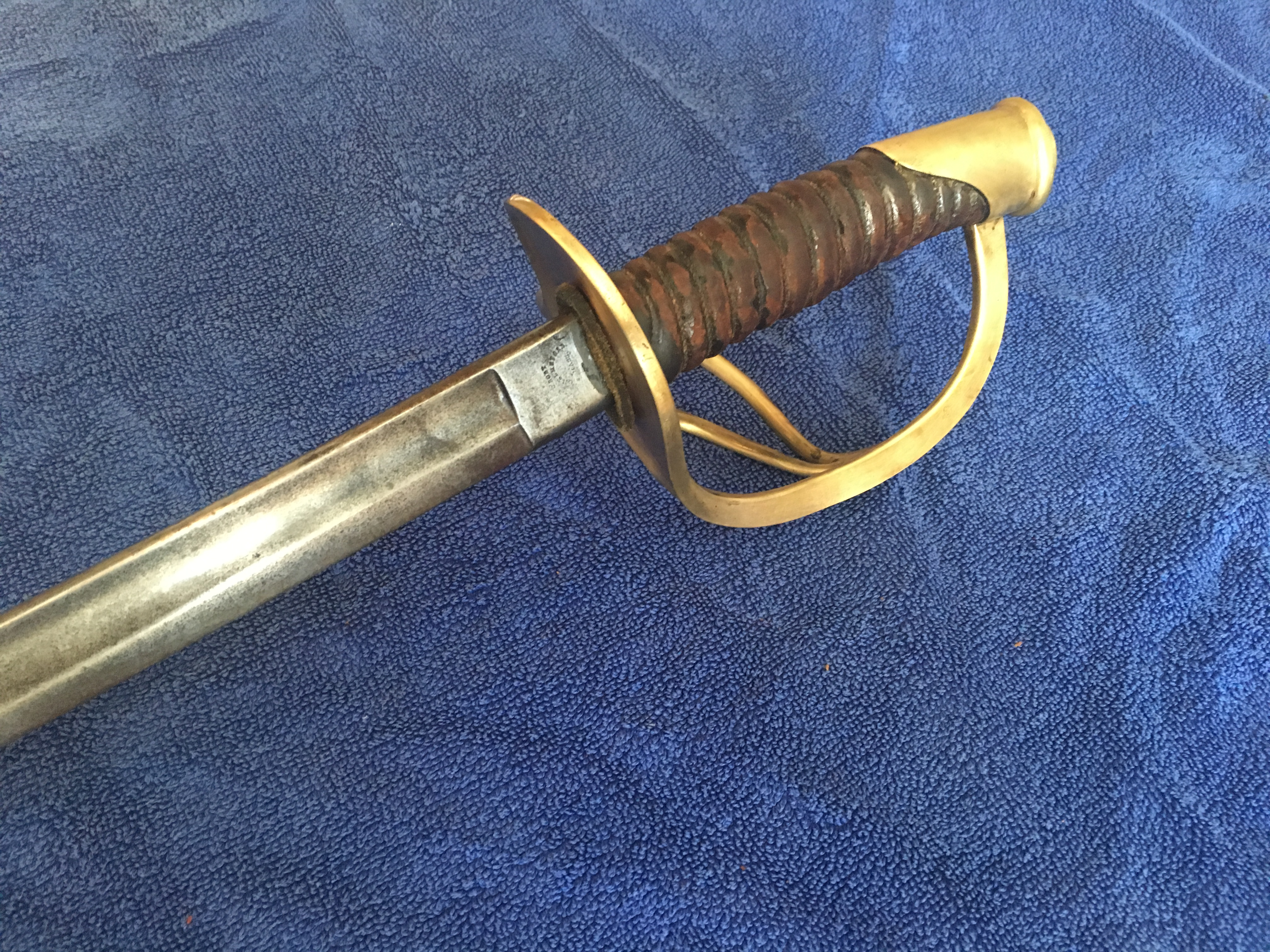
Sabie de cavalerie ușoară din secolul al XIX-lea

- sabie - armă tăioasă formată dintr-o lamă lungă de oțel ascuțită la vârf și pe una dintre laturi și fixată într-un mâner (vezi și spadă).
- salut (militar) -  gest constând în ridicarea mâinii drepte în mod uniform și simbolizarea respectului pentru ofițer sau a pentru un steag.
- salvă - descărcare rapidă a unui grup de arme de foc în aceeași direcție, cu scopul de a crește eficacitatea armamentului, pentru a dezorienta inamicul sau pentru a crea o deschidere.
- sambúc - parte a unei mașini de război medievale, formată dintr-o punte volantă care se lăsa dintr-un turn de asediu pe zidurile cetății asediate.
- samurai - membru al unei caste feudalo-militariste din Japonia înainte de revoluția din 1867.
- santinelă - militar înarmat care face serviciul de pază a unui post, a unei instituții.
- sarbacană:

- tub lung și drept cu ajutorul căruia se pot arunca, suflând în el, proiectile de mici dimensiuni;
- armă cu care musulmanii aruncau substanțe incendiare asupra, trupelor inamice.
- sarin - substanță toxică de luptă, cu acțiune neuroparalitică.
- sarisă - lance lungă din perioada lui Alexandru Macedon.
- săgeată - vergea de lemn, cu un vârf ascuțit la un capăt, iar la celălalt cu două aripioare, folosită în trecut ca proiectil de vânătoare sau de luptă, aruncată dintr-un arc încordat.
- săgetător - vezi arcaș.
- sâneață - pușcă primitivă cu cremene (vezi și flintă).
- scafandru de luptă - scafandru autonom care execută misiuni de cercetare, distrugeri de obstrucțiuni, de nave, de mine etc.
- schimb de focuri - eveniment care poate avea loc timpul unui conflict armat, în cadrul unei operațiuni antiteroriste sau în timpul unei confruntări cu infractorii, în care două sau mai multe părți, de obicei forțele militare sau de poliție, deschid focul unul asupra celuilalt.
- scimitar - vezi simsir.
- scorpion - mașină de război romană folosită pentru aruncarea proiectilelor utilizând forța elastică, fiind de fapt o balistă de mici dimensiuni.
- scufundare militară - scufundare profesională, în care scafandrii militari efectuează lucrări subacvatice în cadrul unităților de scafandri din forțele navale.

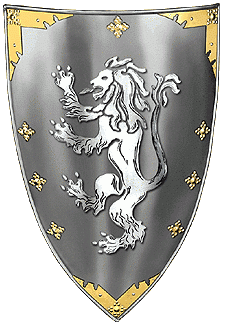
Scut medieval francez

- scut:

- armă defensiva de lemn, de metal sau de piele, cu care războinicii își apărau corpul de lovituri; sinonim: pavăză;
- blazon de forma acestei arme;
- persoană sau lucru care protejează; protecția oferită de acestea.
- Secret Intelligence Service - agenția britanică de spionaj; sinonim: MI6, vezi și MI5 .
- secure - unealtă formată dintr-un corp de oțel cu tăiș și un ochi în care se fixează o coadă de lemn, folosită la tăitul lemnelor și (în trecut) ca armă de luptă.
- Securitatea - denumire uzuală pentru Departamentul Securității Statului din România.
- securitate civilă - ansamblu de mijloace puse în aplicare de un stat, pentru a-și proteja cetățenii atât pe timp de pace cât și pe timp de război (sinonim: apărare civilă).
- securitate colectivă - acord de securitate între mai multe state, regional sau global, în care fiecare stat acceptă că securitatea unuia le privește pe toate, și sunt de acord să se alăture unui răspuns colectiv la orice amenințare.
- Security Service - vezi MI5.
- Semipalatinsk - poligon de testare a armelor nucleare ale Uniunii Sovietice, situat în nord-estul Kazahstanului.
- servant pompier - funcție în cadrul serviciului voluntar sau privat pentru situații de urgență.
- servicii de urgență voluntare - structuri specializate, altele decât cele aparținând serviciilor de urgență profesioniste, organizate cu personal angajat și/sau voluntar în sectoarele de competență stabilite cu avizul Inspectoratul județean pentru situații de urgență.
- serviciu activ - situație a militarului aflat sub drapel.
- serviciu auxiliar - serviciu militar (de birou) îndeplinit de persoane inapte pentru serviciul de front.
- serviciul armăturii - unitate, echipă care se ocupă de întreținerea armamentului și al muniției.
- Serviciul de Informații Externe - organul de stat specializat în domeniul informațiilor externe privind siguranța națională și apărarea României și a intereselor sale.
- Serviciul de Protecție și Pază - (abreviere SPP) serviciu secret din România care are atribuții în ceea ce privește siguranța națională, precum și în asigurarea protecției demnitarilor.
- Serviciul Mobil de Urgență, Reanimare și Descarcerare - (abreviere: SMURD) unitate de intervenție publică integrată de importanță strategică, având în structura sa echipe integrate de reanimare, specializate în acordarea asistenței medicale și tehnice de urgență, precum și echipe cu personal paramedical, specializat în acordarea primului ajutor.
- Serviciul Român de Informații - (abreviere: SRI) serviciu secret are se ocupă cu culegerea și valorificarea informațiilor exclusiv pe teritoriul României.
- Serviciul Special de Informații - denumirea sub care a funcționat serviciul secret din România începând cu 12 noiembrie 1940; serviciul și-a desfășurat activitatea sub această denumire până în data de 15 septembrie 1944 când este numit Serviciul de Informații.
- serviciu militar:

- stagiu la care sunt obligați, prin lege, cetățenii unui stat pentru a se instrui din punct de vedere militar în rândurile forțelor armate;
- parte a forțelor armate ale unei țări, în care anumite persoane sunt numite, înrolate și recrutate pentru a se instrui din punct de vedere militar.
- serviciu secret - organ de stat specializat în domeniul culegerii, verificării și valorificarii informațiilor necesare cunoașterii, prevenirii și contracarării oricăror acțiuni care constituie amenințări la adresa siguranței statului.

### Sf - Sr
- shamshir - vezi simsir.
- sica - pumnal cu lama ușor încovoiată folosită în Antichitate.
- Siguranța Statului - denumirea sub care a funcționat serviciul secret din România până în 13 noiembrie 1940, după această perioadă denumirea veche este schimbată în Serviciul Special de Informații (SSI).
- siguranță:

- ansamblul de măsuri, strategii și proceduri utilizate pentru protejarea forțelor armate, a infrastructurilor critice și a operațiunilor militare împotriva amenințărilor interne și externe.
- dispozitiv la armele de foc, care împiedică descărcarea accidentală a armei.
- siguranță publică - ansamblul măsurilor, strategiilor și acțiunilor întreprinse de autorități guvernamentale, forțe de ordine și instituții militare pentru a asigura protecția cetățenilor, a bunurilor și a ordinii sociale împotriva amenințărilor interne și externe.

- simsir - sabie orientală curbă, ce se mai găsește și sub numele de shamshir sau scimitar.
- sirenă - aparat care produce sunete de mare intensitate și cu care se dau semnale pentru alarmare în caz de urgență (catastrofe naturale, cutremure, incendii,  inundații, atac aerian etc.)
- sistem de detectare, semnalizare și avertizare incendiu - instalație cu rol de protecție, având scopul de a detecta și semnaliza în cât mai scurt timp posibil apariția unui început de incendiu în spațiile protejate, precum și acela de a alarma personalul, echipele de pompieri.
- situație de urgență - situație în care este nevoie de asistența imediată a Poliției, pompierilor sau a ambulanței pentru a salva viața, proprietatea sau mediul.
- SKS - pușcă semiautomată de origine sovietică, proiectată în anul 1943 de Serghei G. Simonov.
- SMURD - vezi Serviciul Mobil de Urgență, Reanimare și Descarcerare.
- soldați fantomă - formă de deturnare de fonduri care constă în nume care apar pe listele militare, dar care nu sunt efectiv în serviciul militar și acesta pentru a redirecționa o parte din salariile soldaților către o entitate locală influentă.
- soldații japonezi rătăciți - ostași ai armatei imperiale japoneze care, la sfârșitul celui de-al Doilea Război Mondial, nu au aflat de capitularea oficială a Japoniei și au continuat lupta.
- soldă - sumă de bani plătită militarilor și personalului civil din armată.
- spadă - armă formată dintr-o lamă dreaptă cu două tăișuri, din gardă și mâner, cu care se poate tăia și împunge (vezi și sabie).
- spadă lungă - spadă pentru două mâini, a cărei lungime poate depăși un metru.
- spahiu:

- soldat dintr-un corp de cavalerie otomană recrutat din rândurile aristocrației militare;
- militar din vechea cavalerie indigenă a coloniilor franceze din nordul Africii.
- spărgător de baraj - navă care asigură dragajul de cercetare și distrugerea minelor fără contact, fiind dotată cu un puternic câmp magnetic sau acustic; vezi și dragor.
- Spețnaz - denumire pentru trupele antiteroriste din Rusia.
- spionaj - obținerea și colectarea de informații secrete despre inamicul sau despre alte țări prin metode secrete și de obicei ilegale.

- spionaj atomic - strângerea ilegală de informații privind proiectarea și fabricarea bombelor atomice și transmiterea lor către părți adverse politic sau militar.
- spionaj industrial -  spionaj realizat pentru scopuri comerciale, în loc de scopuri de securitate națională.

- SPP - vezi Serviciul de Protecție și Pază.
- sprinkler - extinctor automat în legătură cu un rezervor de apă sub presiune, care, în caz de incendiu, declanșează o stropire abundentă.
- SRI - vezi Serviciul Român de Informații.

### St - Sz
- stagiu de parașutism - etapă în pregătirea de luptă sau de specialitate a trupelor de comando, cercetare, diversiune etc.
- stagiu militar - perioadă de timp în care o persoană prestează serviciu activ în cadrele armatei, pentru a se iniția în problemele militare.
- STANAG - documente ce reprezintă acordurile de standardizare editate de către NATO, și definesc procedurile, termenii și condițiile adoptate de țările membre ale Alianței cu privire la sisteme și echipamente militare.
- stare de asediu - ansamblul de măsuri excepționale de natură politică, militară, economică, socială și de altă natură aplicabile pe întreg teritoriul unei țări, instituite pentru adaptarea capacității de apărare a statului la pericole grave, actuale sau iminente, care amenință suveranitatea, independența, unitatea ori integritatea teritorială a țării.
- stare de urgență - declarație guvernamentală (în cazuri deosebite ca: declarație de război, revoltă de amploare, catastrofă naturală etc.) care poate modifica funcționarea normală a anumitor instituții legislative, executive sau judecătorești.
- stat-major - organ de conducere a trupelor format dintr-un anumit număr de ofițeri sub conducerea unui șef, care funcționează pe lângă comandamentele marilor unități militare sau la nivelul întregii armate; sediul, localul acestui organ de conducere.
- stație de pompieri - locul unde subunitatea de pompieri își are clădirea și de unde intervine în zona de competență în caz de urgență.
- stay-behind - denumirea unor armate secrete, celule paramilitare de elită ce au făcut parte din Războiul Rece, ce operau clandestin „în spatele liniei”, în țările coordonate de NATO.
- steag de prova - steagul național al unui stat, ridicat la prova unei nave militare.
- steag fals - tactică de dezinformare și înșelare utilizată de către o entitate pentru a se prezenta drept altcineva într-un conflict militar sau într-un alt context și aceasta pentru a obține un avantaj strategic sau pentru a pune în dificultate inamicul.
- Steyr AUG - pușcă de asalt austriacă, ce are cutia mecanismelor amplasată în patul armei.
- StG 44 - pușcă de asalt germană dezvoltată în timpul celui de-al Doilea Război Mondial.
- stilet - pumnal mic cu lama triunghiulară foarte fină și cu vârf ascuțit.
- stingător de incendiu - vezi extinctor.

- stingător cu apă pulverizată - tip de extinctor utilizat pentru stingerea începutului de incendiu din clasa A.

- stingere - semnal prin care se anunță într-o unitate militară trecerea la odihna de noapte; momentul când se dă acest semnal.
- stingerea incendiilor - totalitatea acțiunilor de limitare și de întrerupere a procesului de ardere prin utilizarea de metode, procedee și mijloace specifice.
- strategie:

-  ramură a științei (artei) militare care studiază problemele conducerii războiului în ansamblu și a acțiunilor militare de mare amploare;
- arta de a folosi toate mijloacele disponibile în vederea asigurării succesului într-o luptă.
- strategie antiacces și de interdicție - concept strategic care referă la acele acțiuni și capabilități, de obicei cu rază lungă de acțiune, concepute pentru a împiedica o forță adversă să intre într-o zonă operațională.

- subunitate - subdiviziune a unei unități militare, economice sau administrative.
- suliță - armă de atac formată dintr-o prăjină de lemn terminată cu un vârf de fier ascuțit, folosită mai ales în Antichitate și în Evul Mediu.
- superputeri emergente - acele superputeri ale scolului al XXI-lea, care îndeplinesc anumite criterii din punct de vedere politico-militar.
- super-thermite - vezi nano-thermite.
- supraveghere în masă - supravegherea omniprezentă a unei întregi populații sau a unei fracțiuni a acesteia din partea guvernului pentru a preîntâmpina eventualele atacuri teroriste și pentru a menține controlul social.
- supravegherea video - utilizarea de camere video pentru a transmite un semnal la un anumit loc, pe un set de monitoare, pentru supraveghere în zonele în care ar putea avea nevoie de monitorizare.
- supremație aeriană - poziția câștigată în timpul unui război de către una dintre taberele implicate în conflict, care ajunge să dețină controlul complet în cadrul războiului aerian împotriva forțelor inamice.
- suspensie Christie - sistem de suspensie propus de un inginer american pentru tancuri.

## Ș
- șanț:

- fortificație de apărare împotriva armelor de foc sau pentru tragere, constând dintr-un săpătură lungă și adâncă, cu un parapet făcut din pământul scos; vezi și tranșee.
- canal adânc și lat (uneori plin cu apă), care încercuia un castel sau o cetate, servind ca mijloc de apărare.
- șarjă:

- tactică ofensivă care implică deplasarea rapidă a trupelor sau a vehiculelor militare în direcția inamicului pentru a înfrânge sau a forța o breșă în pozițiile defensive ale acestuia;
- cantitate de explozivi, muniție sau alte materiale destinate utilizării în operațiuni militare care este transportată cu scopul de a fi utilizate într-un atac, pentru apărare sau pentru distrugerea obiectivelor inamice.
- șașka - tip special de spadă, cu o lamă cu un singur tăiș, cu mâner pentru o mână, fără gardă, folosită de cazaci.
- șiș -  armă albă, constând dintr-un pumnal cu lamă lungă și îngustă, ascunsă într-un baston, care îi servește drept teacă.
- șrapnel⁠(d) - muniție explozivă care conține mici proiectile sau fragmente metalice; când este detonată, carcasa proiectilului se desface, iar fragmentele metalice sunt dispersate într-o zonă largă cu mare viteză, provocând daune materiale și fizice oamenilor din jur.

## T

### Ta - To
- tabără:

- loc de dispunere temporară a trupelor, amenajat în afara localităților în scopul instruirii soldaților în condiții de campanie;
- așezare temporară în corturi, în barăci etc.
- tabun - gaz toxic de luptă folosit în cel de-al Doilea Război Mondial.
- tactica pământului pârjolit - tactică militară care implică distrugerea a tot ce poate fi folositor inamicului care înaintează sau se retrage dintr-un teritoriu pe care l-a atacat.
- tactică militară -  parte a artei militare care se ocupă cu organizarea și conducerea acțiunilor de luptă ale trupelor.

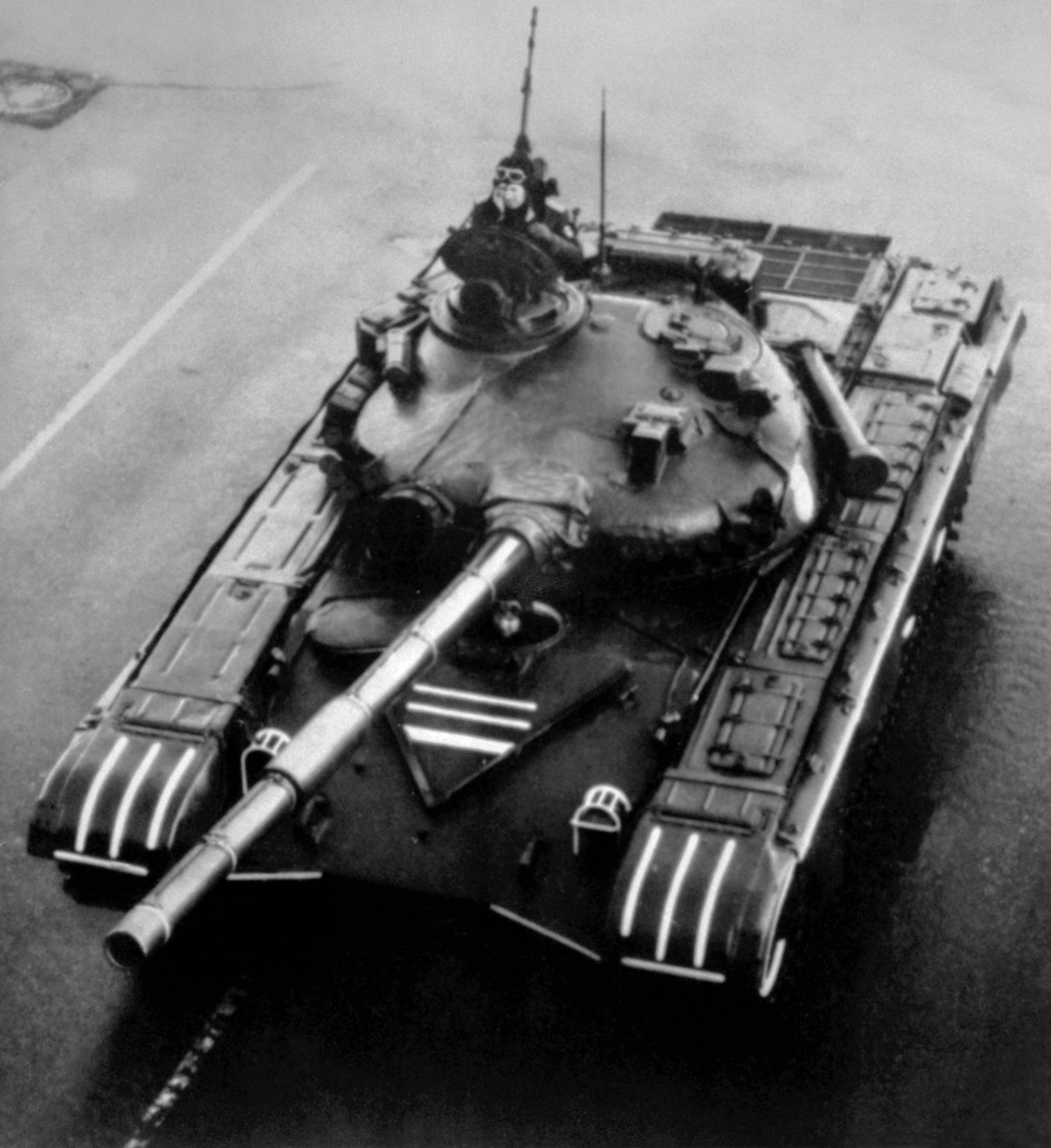
Tancul sovietic T-72

- tanc - mașină de luptă blindată, înzestrată cu tunuri, mitraliere etc. instalate în turelă și în partea din față a vehiculului, cu roțile montate pe șenile, care poate străbate terenuri accidentate; sinonim: car blindat.

- tanc amfibiu - tanc special construit pentru a putea merge atât pe uscat cât și pe apă.
- tanc greu - tanc de mari dimensiuni și greutate, cu putere de foc mai mare, dar de mobilitate mai redusă.
- tanc principal de luptă - tip de tanc multifuncțional, care combină o mare putere de foc, protecție și mobilitate.

- tanchetă - tanc mic cu blindaj ușor, folosit, în special, pentru acțiuni de cercetare.
- Tancul Țarului - vehicul rus blindat proiectat în 1916-1917 și care ulterior a eșuat.
- Tartar - rachetă navă-aer pentru nave mici aflată în dotarea marinei militare a SUA; exemplu: RIM-24 Tartar.
- teatru de operații - teritoriu unde se desfășoară acțiuni de luptă.
- teatru de război - vast spațiu terestru, maritim, aerian în care se duc acțiuni militare de mare importanță politico-strategică.
- technical - vehicul civil ușor, de obicei un pick-up sau un SUV, care a fost adaptat pentru utilizare militară, fiind echipat cu arme și utilizat în special de grupuri paramilitare.
- tehnică de luptă - totalitatea mijloacelor de luptă și auxiliare cu care sunt înzestrate forțele armate.
- teorie - partea teoretică a instrucției militare.
- termen, în ~ - în curs de satisfacere a serviciului militar.
- terorism - folosirea deliberată și sistematică a unor mijloace violente sau amenințări de natură să provoace teamă și neîncredere, panică și nesiguranță, ignorând orice norme umanitare.
- terrier - rachetă navă-aer din dotarea marinei militare americane.
- test nuclear - experimente efectuate pentru a determina eficiența, randamentul și capacitatea explozivă a armelor nucleare.
- testul Trinity - primul test al tehnologiei pentru bomba atomică (16 iulie 1945), varianta cu implozie cu plutoniu - fisiune lansată asupra orașului Nagasaki.
- Tiger - denumirea unor tancuri grele ale Germaniei naziste, dintre care cele mai cunoscute sunt: Tiger I  și Tiger II.
- tonfa (sau baston ~, scris uneori și tomfa) - un fel de baston de cauciuc care conține și un mâner lateral, folosit de organele de pază și ordine pentru autoapărare.
- torpilă - proiectil submarin prevăzut cu motor propriu și cu încărcătură explozivă, care se lansează împotriva unei nave inamice de pe o navă de luptă, din avion sau de pe coastă.
- torpilor:

– navă de luptă, de tonaj mic, rapidă, echipată cu instalații de lansat torpile;
- marinar specializat în reglarea, întreținerea și lansarea torpilelor.
- torpilor ambarcat - torpilor de dimensiuni reduse ce era transportat la locul acțiunii la bordul unei nave de transport torpiloare.

### Tr - Tz
- tractor pentru intervenții la incendii - tip de tractor dotat cu utilaje speciale pentru intervenții de stingere a incendiilor.
- tragere - descărcare a unei arme; împușcare; tir; vezi și unghi de tragere.
- tragere de anfiladă - tragere în ținte înșirate perpendicular sau oblic față de frontul de tragere.
- tragere la țintă - atingere a unei ținte cu un proiectil.
- transmisiuni (trupe, unități de~) - trupe specializate în executarea și asigurarea legăturilor prin radio, telefon etc.
- tranșee - șanț îngust cu parapete și locașuri de tragere, care oferă protecție împotriva focului inamic; vezi și șanț.
- trasor -  glonț, proiectil învelit într-un material fosforic, care se aprinde în clipa descărcării, descriind în aer o traiectorie luminoasă.
- tratat de pace - acord între două sau mai multe entități aflate în conflict, (de obicei state sau guverne), care pune capăt în mod oficial stării de război dintre cele două părți (vezi și armistițiu).
- Tratatul de la Ottawa - convenție semnată în 2009 de 156 de state care interzice complet toate minele anti-personale (altă denumire: Tratatul pentru interzicerea minelor terestre).
- trăgaci - piesă mobilă din mecanismul unei arme de foc, de care se apasă cu degetul arătător pentru a declanșa percutorul.
- trebuchet - mașină de război din evul Mediu asemănătoare catapultei.
- trecere în revistă - inspectarea trupelor reunite în acest scop.
- tren pentru intervenții la incendii - garnitură feroviară destinată stingerii incendiilor, dar și pentru intervenții la alte tipuri de avarii, accidente, deraieri, inundații și alte calamități naturale.
- triarii - membri ai armatei romane timpurii din perioada Republici Romane care purtau armuri grele din metal și scuturi mari.
- triremă - navă de război cu trei rânduri de vâsle, dispuse la trei niveluri diferite.
- trupă:

- totalitatea militarilor care își fac serviciul militar;
- (la plural) forțele armate ale unei țări, ale unei regiuni, ale unei specialități etc.; oaste.
- trupe auxiliare - vezi corp auxiliar.
- tub - înveliș cilindric din metal sau din carton, în care se află explozibilul și proiectilul unei arme de foc.

- tub lanstorpile - în marina militară, tub metalic în care se introduce torpila pentru lansare.

- tunică - vezi veston.
- turelă -  locaș blindat (în formă de cupolă) care se poate roti în jurul unui ax și care adăpostește tunurile la tancuri, vapoare, avioane, cazemate etc.
- tun de asalt - autotun utilizat pentru sprijinirea infateriei prin foc direct asupra trupelor și fortificațiilor inamice.
- turn de veghe - (în trecut) locul care servește în anumite condiții pompierilor sau persoanelor desemnate ca supraveghetori, drept turn de observație pentru apărarea împotriva incendiilor.

## Ț
- țeavă - cilindru de oțel al unei arme de foc prin care trece proiectilul.
- țepușă - armă de apărare folosită mai ales în Evul Mediu, care consta într-un sistem de pari ascuțiți, care erau proiectați de pe ziduri asupra inamicului.
- țintă - semnul sau locul în care se ochește cu o armă de foc sau cu o săgeată.

## U
- ucis în luptă - termen folosit în armata SUA pentru a se referii la militarii care și-au pierdut viața datorită forțelor ostile.
- UGM-27 Polaris - rachetă de croazieră cu lansare de pe submarin, aflată în dotarea Marinei SUA.
- umbrelă nucleară - capacitatea unei țări de a oferi protecție și descurajare nucleară altor țări sau aliați prin intermediul arsenalului său nuclear.
- undă de șoc - perturbație generată de suflul unei bombe și caracterizată prin o schimbare bruscă, aproape discontinuă a caracteristicilor mediului.
- unghi de tragere - unghi pe care îl formează axa țevii unei arme de foc cu proiecția ei pe suprafața orizontală a terenului, când obiectivul asupra căruia se trage este în același plan orizontal cu gura țevii.
- unghi mort - unghi care nu poate fi atins de un proiectil lansat dintr-o gură de foc deoarece nu se poate realiza o traiectorie corespunzătoare sau din cauza interpunerii unor obstacole.

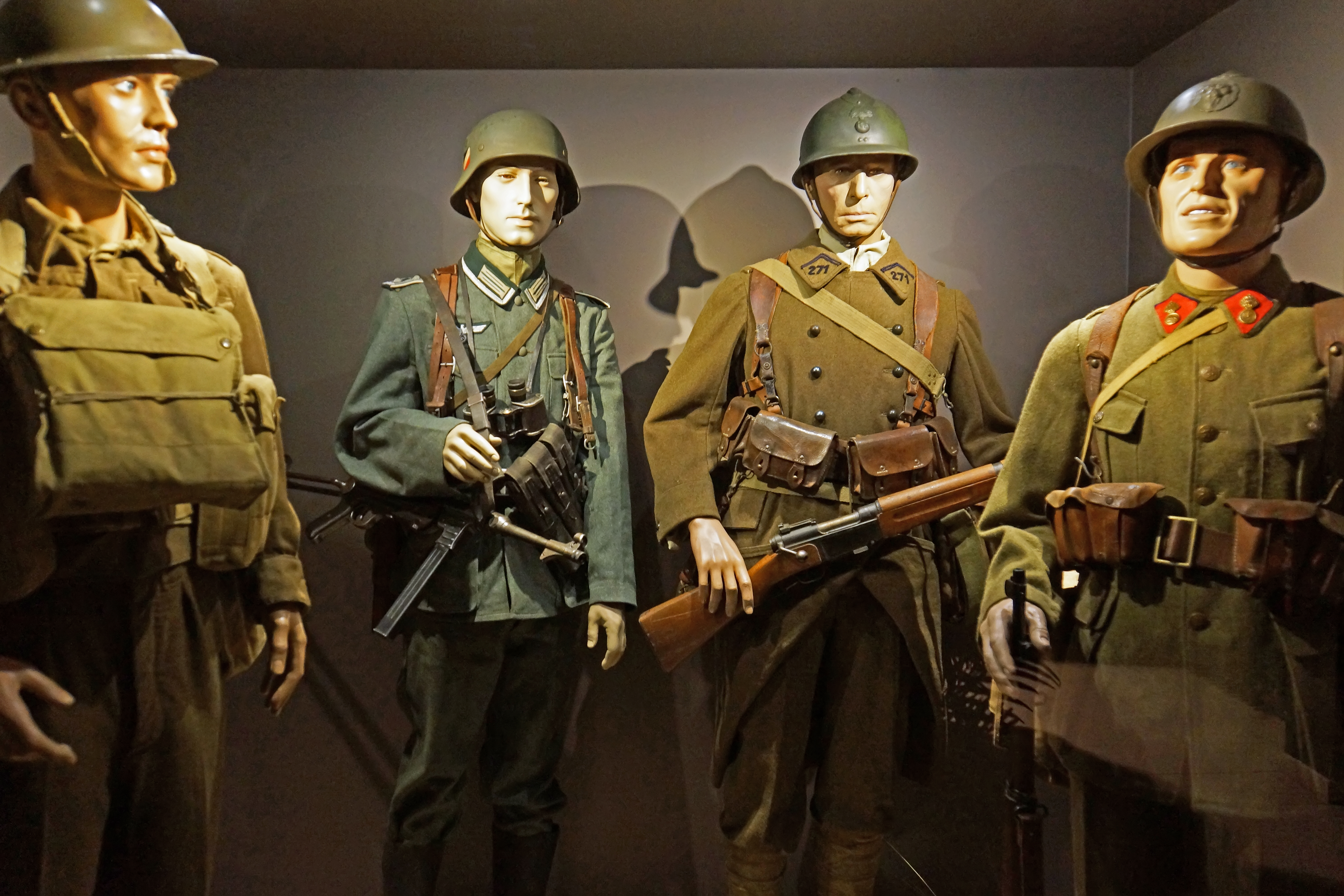
Uniforme militare în cel de-al Doilea Război Mondial

- uniformă (militară)⁠(d) - îmbrăcăminte-tip, obligatorie pentru militari în timpul activității, diferențiată după grad și tipul de armă, proiectată pentru a fi funcțională și pentru a oferi protecție în timpul exercitării sarcinilor militare.

- uniformă de ceremonie -  formă specială de uniformă purtată cu ocazia evenimentelor oficiale sau a ceremoniilor militare, mai formală și mai elegantă decât uniforma obișnuită pentru a oferi o imagine impresionantă și respectuoasă a forțelor armate.

- Unitatea 731 - unitate sub acoperire de cercetare și dezvoltare pentru arme biologice din cadrul Armatei Imperiale Japoneze.
- Unitatea Specială de Luptă Antiteroristă - (abreviere USLA) unitate militară centrală de specialitate, subordonată Ministerului de Interne și care, după 1990, a fost integrată în Serviciul Român de Informații.
- unitate militară - cea mai mică formație militară, care alcătuiește un întreg și acționează după un plan general; vezi și mare unitate.

- unitate militară de alarmă - tip de unitate militară constituită din forțe strânse în grabă, care nu aparțin rezervelor regulate.

- UN-SPIDER - platformă-program a ONU care facilitează utilizarea tehnologiilor spațiale pentru gestionarea dezastrelor și intervenții de urgență.
- urmărire - procesul de monitorizare continuă și precisă a poziției, mișcărilor și activităților unei forțe, vehicul sau obiect inamic sau necunoscut pentru a obține informații detaliate și pentru a menține contactul vizual sau electronic cu obiectivul, cu scopul de a evalua intențiile acestuia și de a planifica acțiuni ulterioare, cum ar fi interceptarea, neutralizarea sau evitarea amenințării
- USLA - vezi Unitatea Specială de Luptă Antiteroristă.
- ușă antifoc - element de închidere al golurilor verticale (destinate circulației) practicate în pereții antifoc.
- ușor - (despre trupe) care poartă armament puțin, putându-se deplasa rapid.

## V
- vas de debarcare - navă echipată special destinată să faciliteze transportarea pe uscat a forțelor de debarcare, infanteriei și vehiculelor de pe mare pe uscat în timpul unui asalt amfibiu (sinonim: navă de desant).
- vânător de mine - dragor modern cu corp din lemn sau mase plastice, cu câmp magnetic redus, destinat dragajului minelor de fund (magnetice și acustice).
- vânător de munte - infanterist instruit pentru a duce lupta în condiții de munte.
- vedetă dragoare - navă care execută dragajul în locuri înguste, în avanporturi, pe fluvii și în zona de coastă.
- vehicul pentru intervenții descarcerare - vehicul destinat intervențiilor în caz de accidente, situații de urgență, sau oriunde sunt implicate victime încarcerat.
- Vernichtungsgedanke - doctrină din vremea lui Frederic cel Mare care pune accentul pe o mișcare continuă a forțelor proprii pentru dezechilibrarea inamicului, permițându-i atacatorului să își impună voință împotriva defensivei și să evite blocarea în luptele poziționale.
- vestă de salvare - mijloc de supraviețuire în caz de amerizare, putând fi confecționată din plută sau din cauciuc (acționată pneumatic de butelii cu dioxid de carbon); vezi și antiglonț, vestă ~.
- veston - haină bărbătească de uniformă, ajustată, încheiată până la gât și fără buzunare, care se îmbracă peste cămașă; tunică; vezi și bluză.
- veteran de război - persoană care a servit în forțele armate în timpul unui conflict militar și a fost implicată în lupte sau alte acțiuni militare.
- Vickers - variantă britanică a mitralierei Maxim.
- victorie⁠(d) - situație în care o forță militară a câștigat un conflict prin distrugerea sau supunerea inamicului.

- victorie à la Pirus - victorie într-un război, obținută cu un uriaș cost pentru învingător.
- victorie tactică - victorie care duce la realizarea unui obiectiv tactic, ca parte a unei operațiuni militare sau o victorie la care pierderile învinsului sunt mari decât cele ale învingătorului.

- vigilență armată - starea de alertă și pregătire operațională menținută de forțele armate sau de unități militare pentru a identifica, preveni și răspunde rapid la potențiale amenințări de natură militară, teroristă sau de securitate.[necesită citare]
- violența sexuală pe timp de război - actele de viol sau alte forme de violență sexuală comise de combatanți în timpul conflictelor armate sau perioade de ocupare de obicei ca pradă de război.
- VX - gaz iritant folosit în război cu puternic efect asupra corpului uman și o toxicitate extrem de ridicată.

## W
- Wehrmacht - denumire oficială dată în Germania nazistă forțelor armate ale celui de-al Treilea Reich.
- Wespe - obuzier autopropulsat folosit de către armata germană în timpul celui de-al Doilea Război Mondial.

## X
- xenofobie - sentimentul de teamă și ură față de străin și de străinătate, care poate fi folosit în scopuri de propagandă și mobilizare în timpul conflictelor militare.

## Z
- ZB - denumirea mai multor puști cu repetiție concepute în Cehoslovacia, utilizate și în România pentru antrenament.
- ZiS-3 - piesǎ de artilerie sovietică, utilizată în cel de-al Doilea Război Mondial, îndeosebi ca tun antitanc.
- zburătură - (termen învechit) porțiunea din jurul unei țevi de tun.
- zonă (militară):

- o suprafață de teren determinată de elemente fizico-geografice care facilitează executarea operațiilor militare cu una sau două mari unități operative care cooperează;
- porțiune a spațiului aerian din jurul unui aerodrom, în care se antrenează piloții.
- zonă de excludere - teritoriu în care este interzis accesul de către forțele armate ale unei țări sau aliate, lucru stabilit în timpul unui conflict militar sau în urma unei amenințări iminente de securitate.

- zonă de excludere aeriană - teritoriu sau o zonă unde o forță militară a interzis trecerea unui tip sau oricăror aeronave.

- zonă de interdicție - regiune în care forțele militare sunt instruite să deschidă focul asupra oricărei persoane sau obiecte care se mișcă sau intră aici, fără a fi nevoie de autorizarea prealabilă a comandantului.
- zonă demilitarizată⁠(d) - zonă tampon care, prin acorduri internaționale sau tratate de pace, este stabilit să fie lipsit de forțele militare ale oricărui stat sau entitate militară; exemplu: Zona demilitarizată coreeană.
- zonă tampon - zonă de protecție dintre două state menită a împiedica conflictele directe.

- zuav:

- soldat francez dintr-un corp special de infanterie (cu uniformă asemănătoare portului arab) care a existat în Algeria;
- soldat algerian dintr-un corp indigen de infanterie ușoară.
- Zweihänder - sabie foarte lungă folosită în spațiul germanic în Evul Mediu târziu.